# Estació Espacial Internacional

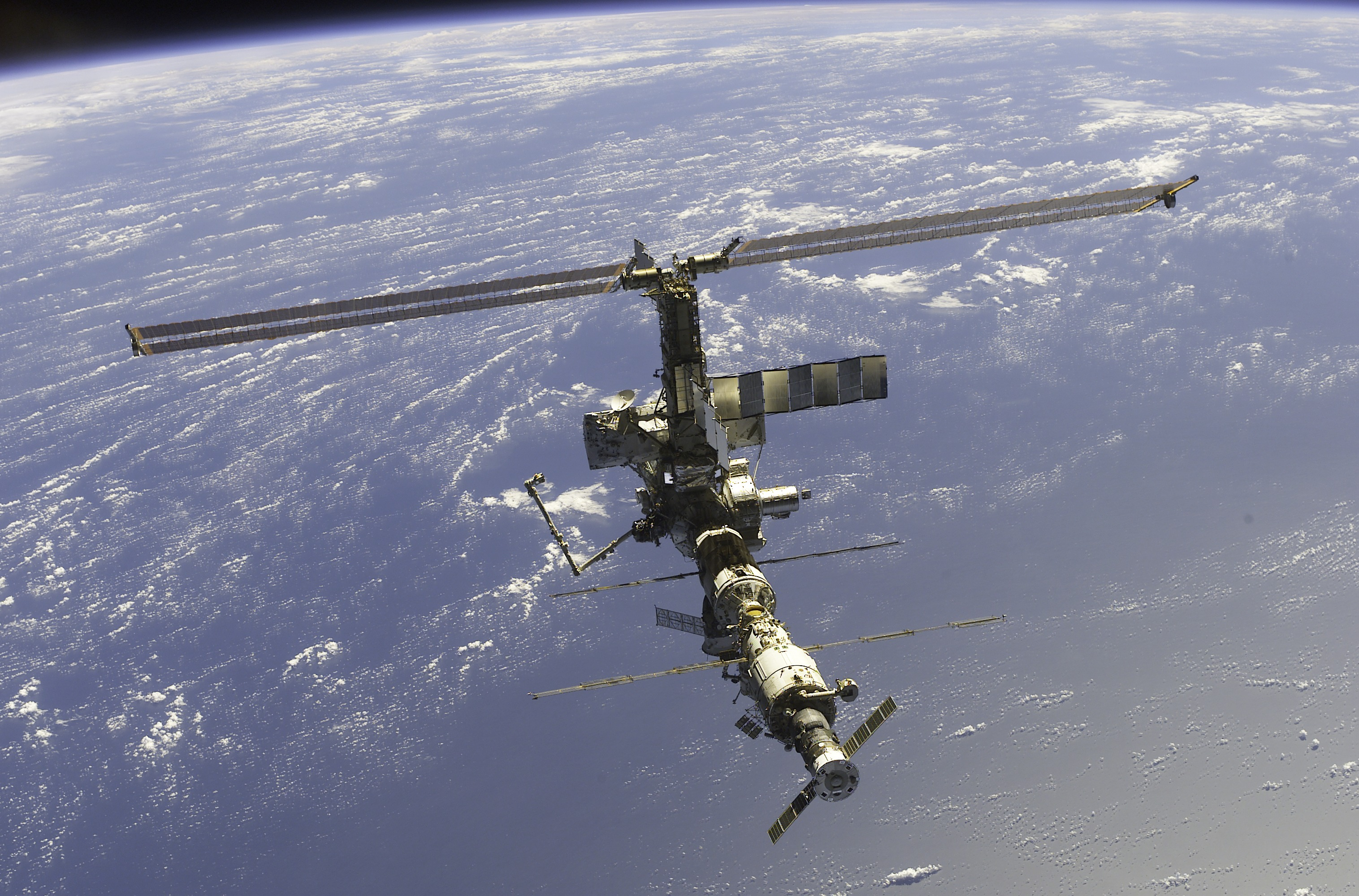
La ISS el 17 d'abril de 2002

L'Estació Espacial Internacional (EEI) és un projecte internacional per a construir i mantenir una estació espacial permanent en òrbita al voltant de la Terra. També és conegut amb el nom anglès International Space Station (ISS) i, Междунаро́дная косми́ческая ста́нция (Mejdunaródnaia kosmítxeskaia stàntsia, МКС).
Hi intervenen sis agències espacials: la nord-americana National Aeronautics and Space Administration (NASA), la russa (RKA), la japonesa (JAXA), la canadenca (CSA/ASC), la brasilera (AEB) i l'Agència Espacial Europea (ESA), excepte el Regne Unit, Irlanda, Portugal, Àustria i Finlàndia que han decidit no participar-hi.
L'Estació Espacial Internacional construïda per la Integrated Truss Structure està situada en una òrbita terrestre baixa a l'altitud aproximada de 360 km.
En molts aspectes l'EEI representa una combinació de projectes independents d'estacions espacials planificades anteriorment per les agències espacials, com la russa Mir 2, l'americana Space Station Freedom i el laboratori europeu Columbus, representant una presència permanent en l'espai.

## Característiques
És un estació espacial modular situada en òrbita al voltant de la Terra a uns 360 km d'alçada. Les estructures i mòduls mesuren un total de 109 m de longitud i 73 m d'ample, i la massa total és d'unes 420 tones. Amb un volum habitable d'uns 916 m³, ja sobrepassa en complexitat tot el que es va concebre fins ara. Pot acollir fins a set astronautes permanentment segons les exigències de les missions. S'alimenta en energia pels panells solars més grans que mai s'hagin construït, d'una potència de 84 kW.
L'estació ha progressat de manera sostinguda, no només en les característiques tècniques, sinó també pel que fa a la qualitat dels espais habitables, lliurant major confort per les expedicions de llarga durada. Actualment té un espai habitable comparable amb una casa estàndard de cinc dormitoris, té a més dos banys i té un gimnàs.

## Història

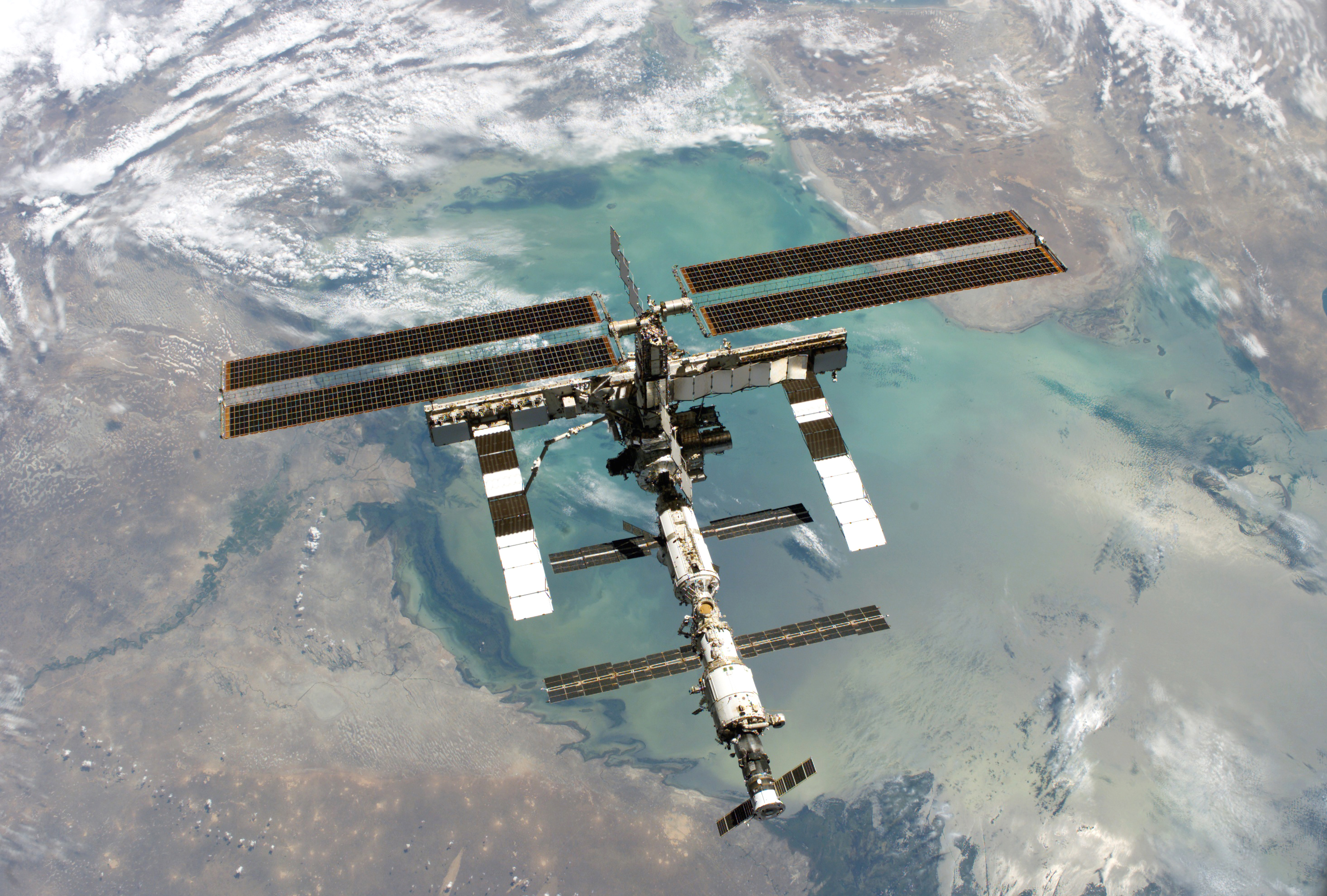
La ISS a l'agost de 2005

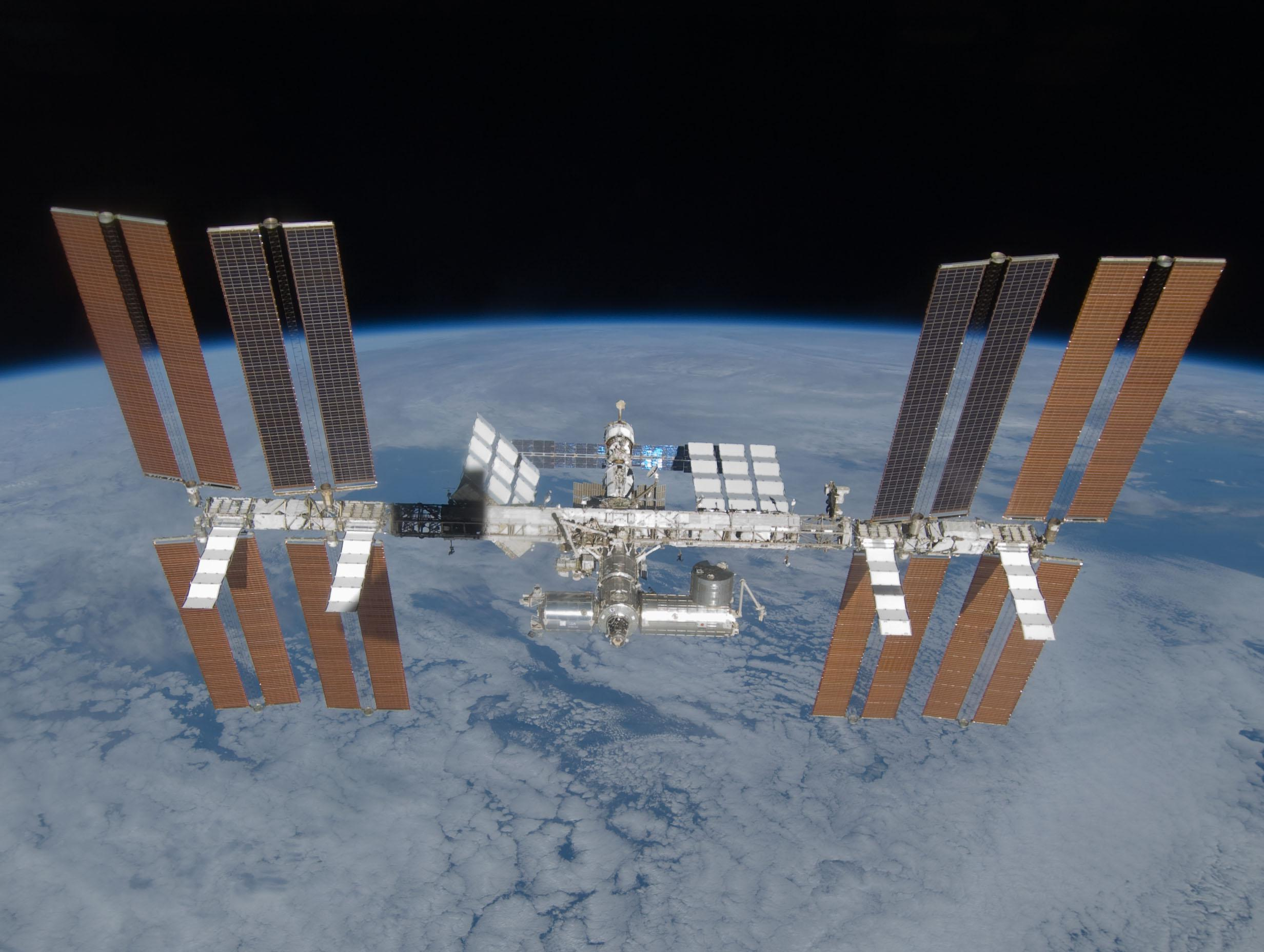
La ISS al març de 2009

### L'estació espacial Skylab (1960-1979)

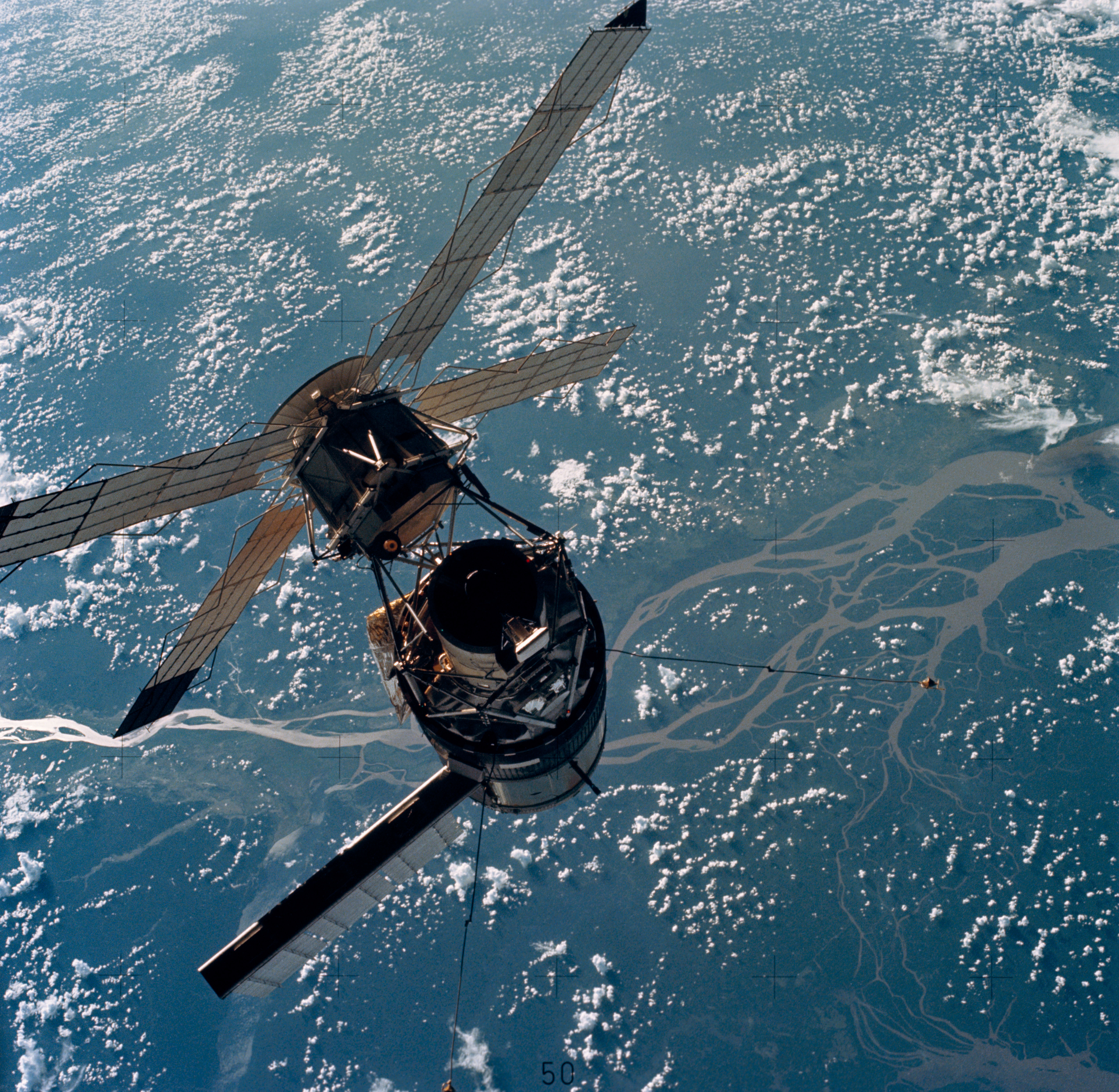
Skylab la primera estació espacial americana

La NASA va començar a estudiar les possibilitats de crear unaestació espacial col·locada en òrbita terrestre al començament dels anys 1960. En aquesta època preveu la presència permanent d'una tripulació de deu a vint astronautes. Els usos considerats són múltiples : laboratori científic, observatori astronòmic, muntatge d'artefactes espacials, dipòsits de peces de recanvi i de material, estació d'avituallament carburant, node i relleu de transport.
De 1963 a 1966 el projecte d'estació espacial es comença a precisar: aquesta ha d'utilitzar el material desenvolupat per al Programa Apol·lo. La NASA considera que una estació espacial ocupada de manera permanent és la continuació lògica del programa Apol·lo, així com la llançadora espacial i les missions a Mart.
Les retallades dels mitjans financers de la NASA no permet finançar aquests tres projectes. El president americà Richard Nixon estima més privilegiar el desenvolupament de la llançadora espacial. No obstant això, el 14 de maig de 1973, una estació espacial, amb objectius limitats, Skylab, és llançada per un coet Saturn V del qual sols els dos primers trams són actius, el tercer constitueix el cos de l'estació.
L'estació no és ocupada fins a sis mesos més tard. El retard pres pel programa de la llançadora espacial americana, que hauria pogut permetre el seu manteniment i el relleu de les tripulacions, no permet realçar a temps l'òrbita de l'estació : el 1979 l'estació desocupada des de fa anys, arribada a una altitud massa baixa, comença el retorn en l'atmosfera terrestre i és destruïda.

### Naixement del projecte (1985)

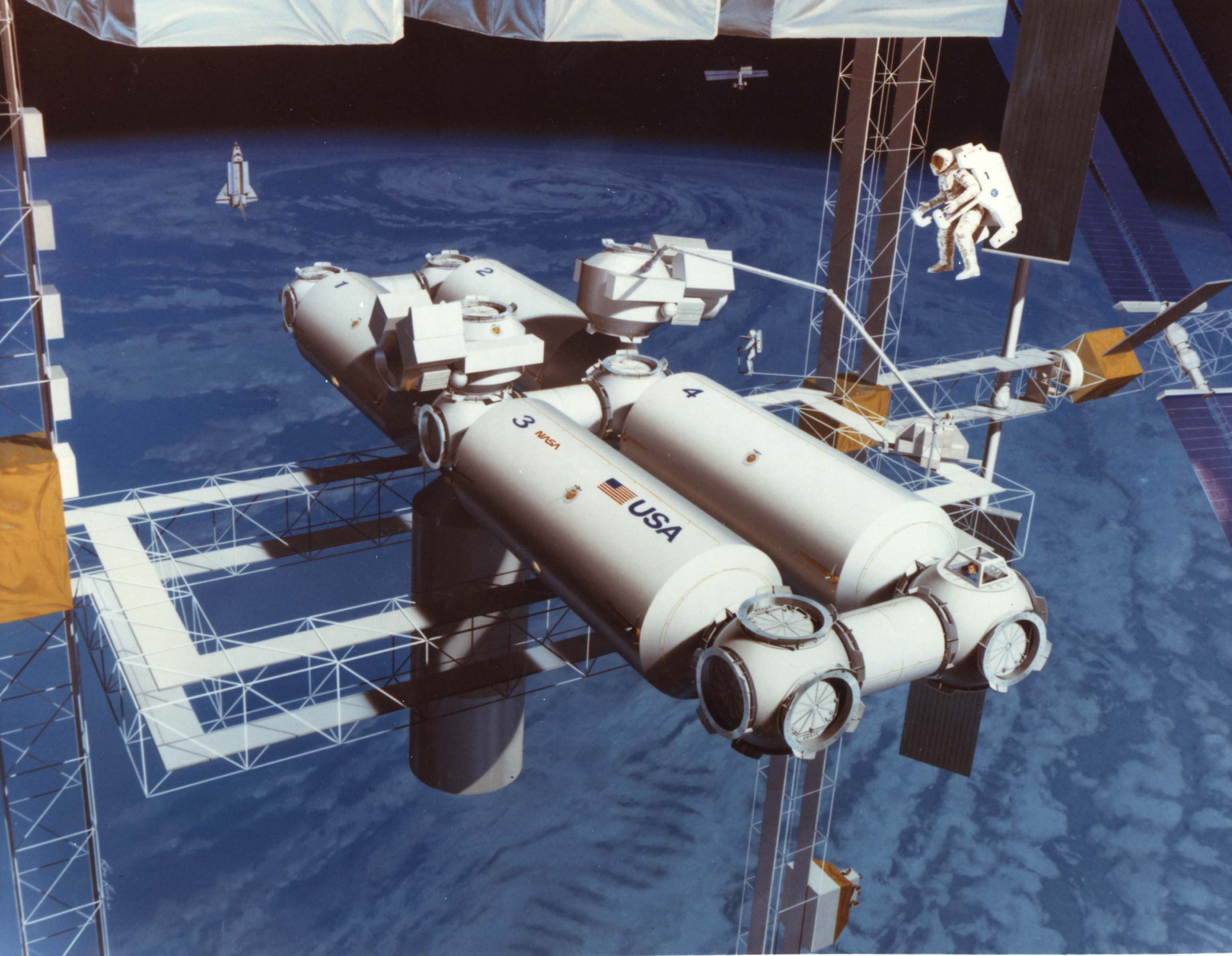
Proposició d'arquitectura de l'estació Freedom (NASA)

Al començament dels anys 1970, l'URSS pren l'avantatge en l'àmbit de les estacions espacials amb el programa Saliout (1971-1982), amb objectius tant civils com militars, que serà seguit pel desenvolupament de l'estació espacial Mir (1986-2001), més ambiciosa.
En el context de competició espacial i de guerra freda entre els Estats Units i l'URSS de l'època, el president Ronald Reagan demana l'abril de 1983 a la NASA de llançar un projecte d'estació espacial dedicada a la investigació científica i ocupada permanentment, després anuncia, el 25 de gener de 1984, en el transcurs del seu discurs sobre l'estat de la Unió, la voluntat dels Estats Units d'intentar de construir-la en cooperació amb altres països. El cost del projecte és llavors estimat entorn dels vuit mil milions de dolars. L'estació hauria de tenir vuit funcions segons la NASA:
1. Laboratori espacial
2. Observatori permanent de la Terra i de l'espai
3. Node de transport que assegura l'estacionament de càrregues útils i de naus de transport i el llançament d'aquests cap a la destinació final
4. Estació de servei que s'encarrega de l'avituallament carburant i de manteniment d'artefactes espacials
5. Taller de muntatge d'estructures grosses
6. Fàbrica permetent gràcies a la presència de l'home de desenvolupar la utilització comercial de l'espai[Cal aclariment]
7. Lloc d'emmagatzematge de càrregues útils i de peces de recanvi
8. Base de sortida per a missions llunyanes

El 31 de gener de 1985, l'Agència Espacial Europea (ESA) accepta d'associar-s'hi, seguida pel Canadà el 16 d'abril i el Japó el 9 de maig del mateix any.

### Bloqueigs pressupostaris (1986-1997)

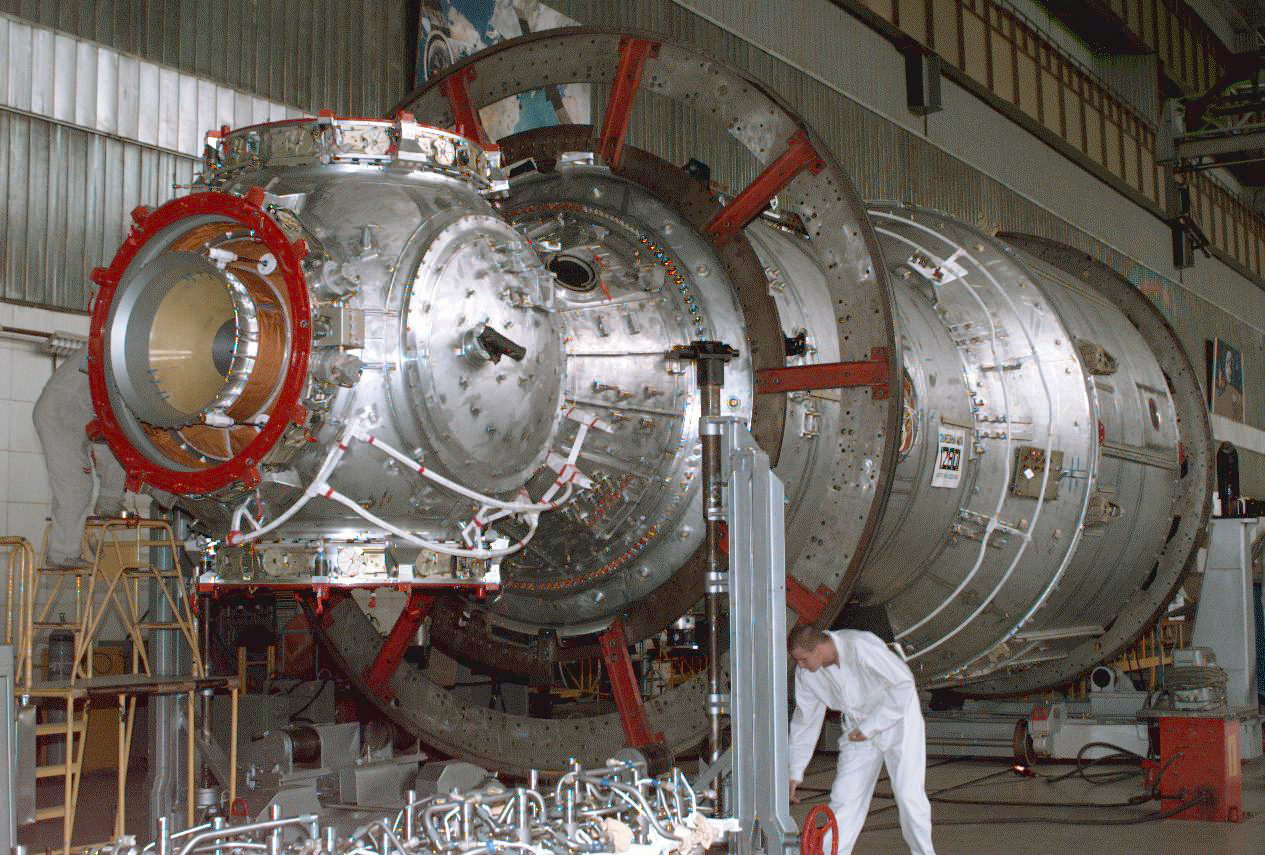
El mòdul Zvezdà en el curs de construcció

El 28 de gener de 1986, la llançadora espacial Challenger explota en vol. Tots els projectes de vols amb tripulants de la NASA, entre ells els de l'estació espacial, són congelats. El 1987, diversos estudis successius, fets per la NASA i el Consell de la investigació americà, estimen el cost de l'estació a 13 mil milions de dòlars i després a 24,5 mil milions de dòlars. El 16 de juliol de 1988, el president Ronald Reagan bateja l'estació Freedom («llibertat»). En el transcurs dels anys següents els estudis se succeeixen amb l'afany d'intentar salvar l'oposició d'un Congrés poc convençut pel projecte, però l'estació no obté la llum verd dels responsables. El 1993 s'havien gastat 11.400 milions de dòlars en estudis i ni el menor component havia estat produït.
El president Bill Clinton, elegit en un context pressupostari nacional difícil, va demanar a la NASA renovar el projecte el febrer de 1993. El nou disseny, batejat Alfa, abandona un gran nombre de funcionalitats (regeneració del medi ambient, mòduls de servei, biga escurçada, sedàs simplificat) sense aconseguir respectar el pressupost màxim fixat pel president.

### Rússia entra en el programa (1993)
Al començament dels anys 1990, la dissolució de l'URSS i el posterior esfondrament econòmic de Rússia, modifiquen el context que havia vist néixer el projecte Freedom. Els dirigents americans temen la fuga de tècnics molt qualificats de la CEI (el pressupost espacial rus 1993 és igual a un 10% del de 1989) contribueixin a la proliferació de míssils balístics nuclears en països hostils. Clinton pretén ampliar la cooperació en l'àmbit espacial i fer-la el símbol de la nova relació que s'ha establert entre els Estats Units i una Rússia pacificada. En pocs mesos les dues potències es posen d'acord: el 1993 Rússia es fa un actor principal del programa. L'agència espacial russa subministrarà quatre mòduls pressuritzats mentre que les seves naus participaran en l'avituallament i en el relleu les tripulacions. La nova estructura de l'estació espacial es divideix en dues parts: la part americana heretada del projecte Freedom i la part russa basada en «Mir 2» successor previst de Mir.
Des de 1992 i sobretot el 1993, els Estats Units d'Amèrica, Rússia i el seu emergent sector d'empreses privades havien signat una sèrie d'acords de cooperació espacial sota el govern dels presidents George Bush i Borís Ieltsin. Astronautes americans podrien efectuar sojorns de llarga duració a l'estació Mir. La NASA, que posa, en aplicació l'acord, una repetició dels vols cap a la futura estació espacial, dota 400 milions de dòlars el cost de sojorn a l'agència espacial russa. Diverses missions se succeeixen entre 1995 i 1998 en el transcurs de les quals onze astronautes americans passen 975 dies a bord de l'estació Mir envellida. Nou vegades, les llançadores espacials americanes avituallen l'estació Mir i asseguren el relleu de les tripulacions. El 15 de juny de 1995, el cost d'explotació de l'estació Alfa és avaluat de nou a 93,9 mil milions de dòlars, dels quals 50,5 mil milions de dòlars corresponen als vols de les naus.

### Llançament de la construcció (1998)

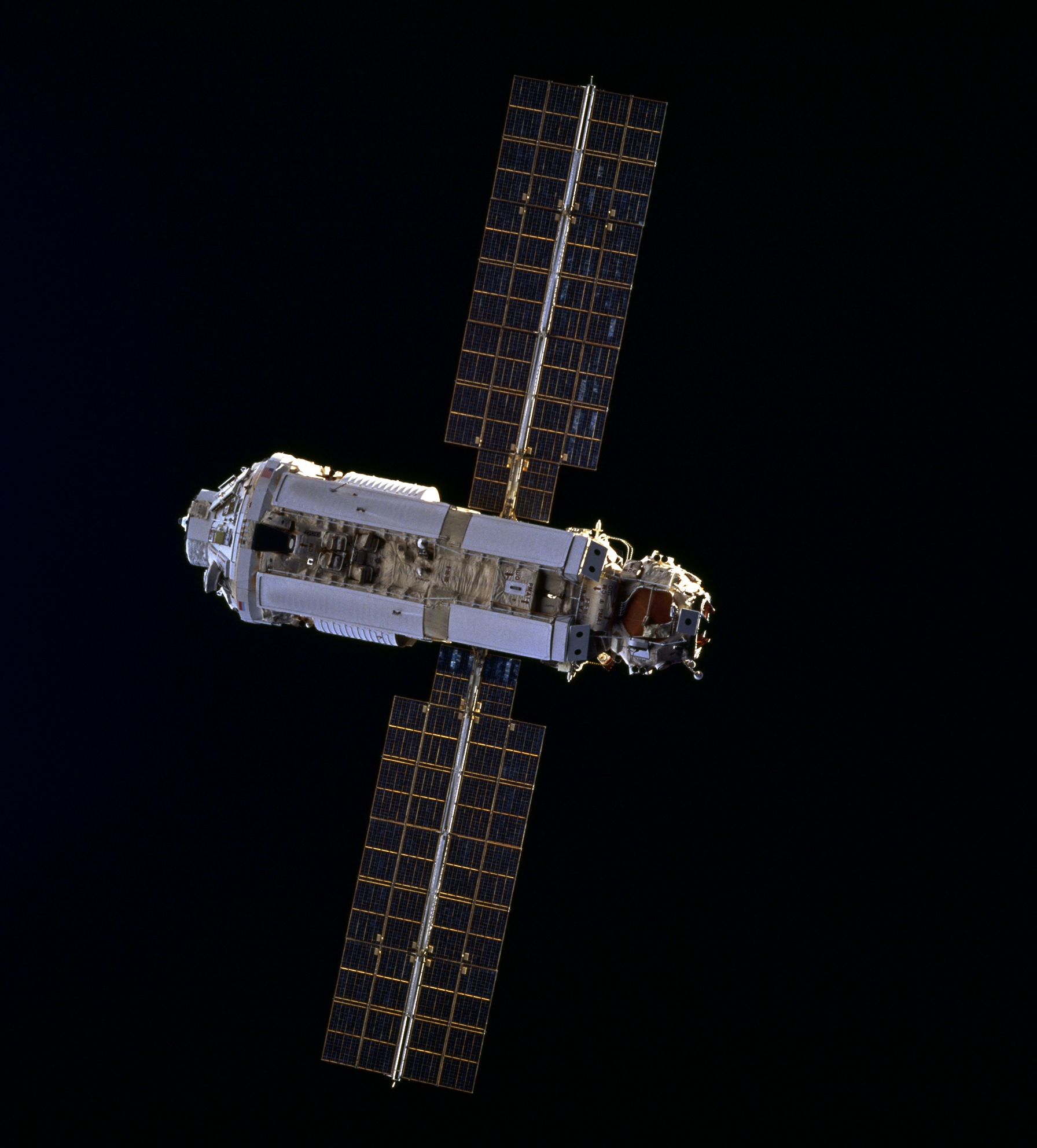
El mòdul Zarià embrió de l'estació espacial

Finalment el 1998 la construcció de l'estació es decideix en el transcurs d'una reunió que es manté a Washington. D'ara endavant setze nacions hi participen: els Estats Units d'Amèrica, onze estats europeus, Canadà, Japó, el Brasil, i Rússia.
Per permetre la integració de Rússia en el programa, la NASA decideix que l'estació serà col·locada sobre una òrbita d'inclinació 51,6° el que permet a les naus Soiuz i Progress, amb capacitats de maniobra limitades, de servir a l'estació espacial sense canviar de pla d'òrbita. Les llançadores espacials que parteixen del centre espacial Kennedy (inclinació 28,5°) han de canviar de pla d'òrbita el que redueix la seva capacitat de càrrega en sis tones. La inclinació elevada presenta un avantatge per als treballs que aixequen observació de la Terra: la superfície de la Terra sobrevolada ha augmentat un 75% i cobreix un 95% de les zones habitades respecte a la inclinació òptima per als transbordadors. La denominació Alfa és abandonada el 2001, Rússia considera la Mir com la primera verdadera estació espacial. Degut a què és fruit la cooperació entre 16 estats es consensua el nom International Space Station (ISS - o en català «Estació Espacial Internacional»).

### Assemblatge de l'estació (1998-2011)
El muntatge en òrbita de l'estació espacial internacional és un procés llarg, ja que el llançament de les 400 tones de l'estació requerirà una quarantena de vols de la llançadora espacial americana i alguns vols dels llançadors russos que es veuran interromputs llargament dues vegades de resultes de fallades tècniques. El novembre de 1998 el llançament del mòdul rus Zarya per un coet Proton inaugura el muntatge de l'estació. El mes següent la llançadora espacial americana llança al seu torn el mòdul Unity de la NASA. Però, alguns mesos més tard, un fracàs del coet Proton, encarregat de llançar el mòdul rus Zvezdà, congela les operacions durant un any i mig. Aquest mòdul que permet, l'allotjament de la primera tripulació permanent, l'expedició 1, és finalment llançat el juliol de 2000. L'estació serà d'ara endavant ocupada de manera ininterrompuda per una tripulació mixta americana-russa de tres persones i de manera puntual amb membres dels altres països participants. Russos i americans prenen el comandament per torns. L'accident de la llançadora espacial Columbia el 2003 deixa els transbordadors a Terra i interromp de nou el muntatge de l'estació de febrer de 2003 a juliol de 2005. Durant aquest període, l'estació espacial, que no rep prou avituallament, està situada en mode «supervivència» amb una tripulació de 2 persones, una òrbita degradada i un manteniment diferit. Els vols del transbordador es reprenen el juliol de 2005 (missió STS-114) però l'octubre de 2005 la NASA anuncia que pensa retirar del servei la llançadora espacial el 2011. La NASA ha d'acabar el muntatge de l'estació amb els divuit vols disponibles. Aquesta decisió aixeca un temible problema logístic per al futur, ja que amb els mitjans de transport restants no n'hi haurà prou per transportar el tonatge de material necessari. La NASA inicia el 2006 el programa COTS que confia a empresaris privats la missió d'assegurar l'avituallament restant. El juliol de 2006 la tripulació permanent passa a 3 persones amb l'arribada de Thomas Reiter primer astronauta europeu. La instal·lació dels nous mòduls i d'equips com el sistema de suport de vida americà permet a la tripulació permanent passar a 6 persones el juliol de 2009 amb l'expedició 20.
En el transcurs dels anys 2000, els problemes pressupostaris van comportar l'abandonament de components importants. Rússia renuncia a un verdader laboratori espacial (2007) mentre que el disseny inicial en preveia tres, aleshores dos d'aquests mòduls, que havien de ser amarrats en el Mòdul d'amarrament universal (UDM) el qual ja no serà llançat abandona també la realització d'un mòdul de producció d'electricitat que hauria permès fer la part russa autònoma en l'aspecte energètic. Del costat de la NASA, és l'explosió dels pressuposts preventius el que comporta restriccions severes: el CRV, un vehicle que havia de permetre evacuar la tripulació en cas de sinistre, massa costos (3.000 milions de $) és abandonat el 2002. Serà reemplaçat per naus Soiuz amarrades permanentment a l'estació. El mòdul d'habitatge, que ha de subministrar verdaderes habitacions a la tripulació (dutxa, sala menjador i de distensió, compartiments individuals) s'atura mentre que la closca pressuritzada s'acaba (2006); un mòdul científic construït pel Japó que ha d'albergar una centrifugadora de 2,5 de diàmetre, equip considerat tanmateix essencial pels científics, és anul·lat el 2005.
A juny de 2011, l'estació constava de 15 mòduls pressuritzats i l'Estructura Integral de Truss. Encara s'havien de llançar cinc mòduls, inclòs el Naüka amb el Braç telemanipulador europeu, el mòdul Prichal i dos mòduls de potència anomenats NEM-1 i NEM-2.

### 2011 en endavant
En 17 de novembre de 2020 la SpaceX Crew-1, que s'havia enlairat el dia anterior, es va acoblar a la ISS, sent el primer llançament d'aquest tipus realitzat per una empresa privada i marcant el retorn de la capacitat dels Estats Units d'enviar astronautes a l'espai després de la retirada del programa transbordador espacial en 2011.
El mòdul de recerca primària de Rússia, Naüka s'instal·là el 29 de juliol de 2021 juntament amb el Braç Robòtic Europeu, que podrà traslladar-se a diferents parts dels mòduls russos de l'estació. Un error en el programari va fer que s'activessin els motors del Naüka llençant tota l'estació en una rotació descontrolada que va requerir l'activació dels motors d'altres naus acoblades per a revertir la situació i retornar l'estació internacional sota control.
La massa bruta de l'estació canvia amb el pas del temps. La massa de llançament total dels mòduls en òrbita era d'aproximadament 417.289 kg (al 3 de setembre de 2011). La massa d'experiments, recanvis, efectes personals, tripulació, alimentació, roba, propulsors, subministraments d'aigua, subministraments de gas, naus espacials atracades i altres articles se suma a la massa total de l'estació. Els generadors d'oxigen expulsen contínuament l'hidrogen fora de l'estació.

## Estructura de l'estació espacial

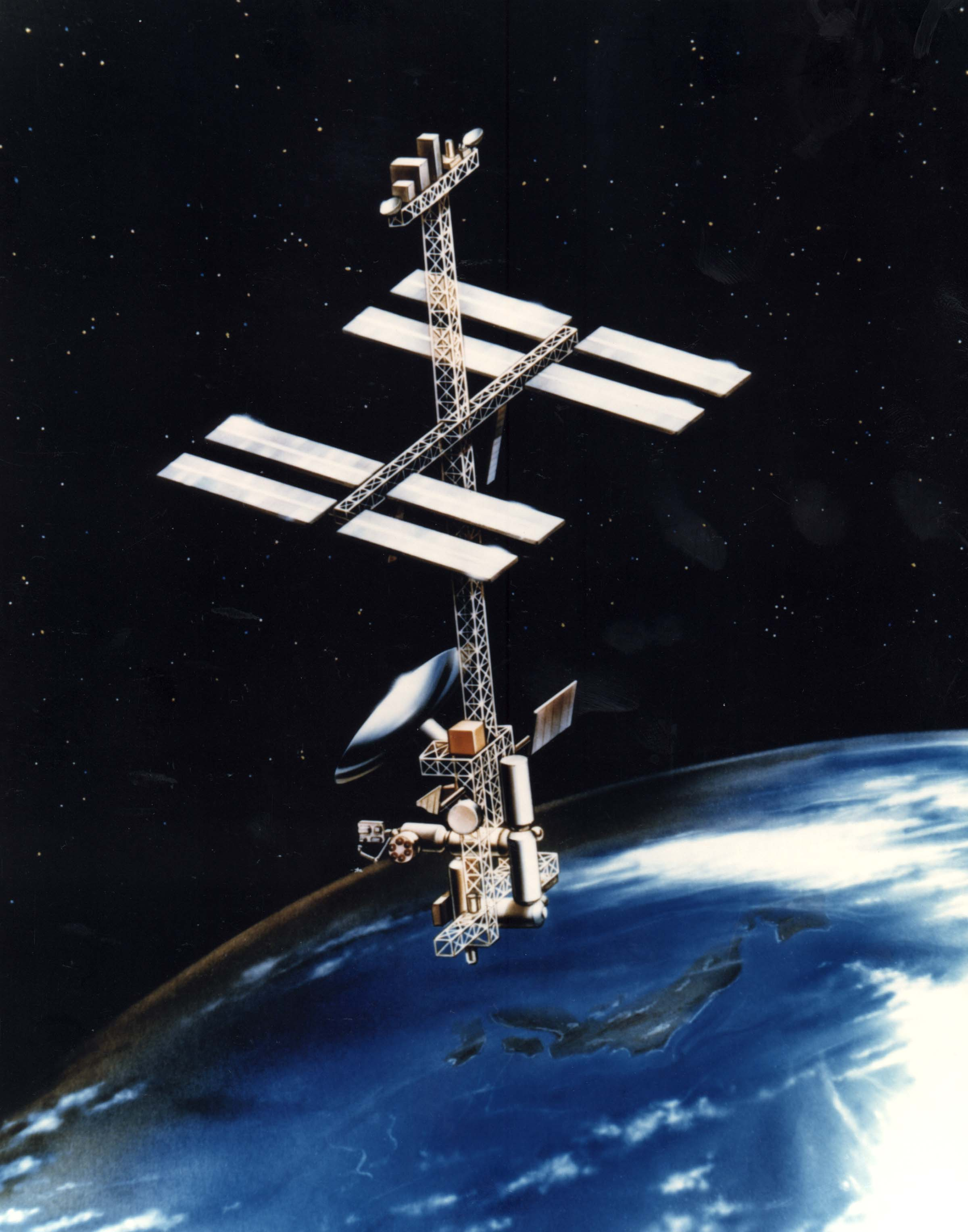
Configuració «Torre d'energia»

Quan estigui acabada, l'Estació Espacial Internacional mesurarà 108 metres de longitud i 74 metres d'ample, amb una massa propera a les 400 tones. Amb un volum habitable de més de 1.200 m³. Podrà acollir sis astronautes permanentment, que se succeiran i es rellevaran segons les exigències de les missions. L'energia la subministraran els panells solars més grans que mai s'hauran construït, d'una potència màxima de 120 kW.
L'estació espacial està composta en una part pels mòduls pressuritzats en els quals viuen els astronautes (laboratoris, mòduls d'amarrament, mòduls d'interconnexions, mòduls polivalents) d'altra banda d'elements no pressuritzats que asseguren diferents funcions com el subministrament d'energia, la regulació tèrmica, el manteniment (braç robotitzat) i l'emmagatzematge d'experiments científics i de peces de recanvi.
El 23 de setembre de 2021 l'estació estava composta pels següents mòduls i elements:
| Elements                            | Vol             | Vehicle de llançament | Data de llançament (GMT) | Llargària (m) | Diàmetre (m) | Massa (kg)    |
| ----------------------------------- | --------------- | --------------------- | ------------------------ | ------------- | ------------ | ------------- |
| Zarià                               | 1 A/R           | Proton                | 20 de novembre 1998      | 12,6          | 4,1          | 19 323        |
| Unity                               | 2A - STS-88     | Endeavour             | 4 de desembre 1998       | 5,49          | 4,57         | 11 612        |
| Zvezdà                              | 1R              | Proton                | 12 de juliol 2000        | 13,1          | 4,15         | 19 050        |
| Z1 Truss                            | 3A - STS-92     | Discovery             | 11 d'octubre 2000        | 4,9           | 4,2          | 8 755         |
| P6 Truss - Panells solars* [31]     | 4A - STS-97     | Endeavour             | 30 de novembre 2000      | 4,9           | 4,9          | 7 700         |
| Destiny                             | 5A - STS-98     | Atlantis              | 7 de febrer 2001         | 8,53          | 4,27         | 14 515        |
| Canadarm2                           | 6A - STS-100    | Endeavour             | 19 d'abril 2001          | 17,6          | 0,35         | 4 899         |
| Joint Airlock                       | 7A - STS-104    | Atlantis              | 12 de juliol 2001        | 5,5           | 4,0          | 6 064         |
| Docking Compartment - Pirs Airlock  | 4R              | Soiuz                 | 14 de setembre 2001      | 4,1           | 2,6          | 3 900         |
| S0 Truss                            | 8A - STS-110    | Atlantis              | 8 d'abril 2002           | 13,4          | 4,6          | 13 971        |
| Mobile Base System                  | UF-2 - STS-111  | Endeavour             | 5 de juliol 2002         | 5,7           | 2,9          | 1 450         |
| S1 Truss                            | 9A - STS-112    | Atlantis              | 7 d'octubre 2002         | 13,7          | 4,6          | 14 124        |
| P1 Truss                            | 11A - STS-113   | Endeavour             | 24 de novembre 2002      | 13,7          | 4,6          | 14 003        |
| External Stowage Platform (ESP-2)   | LF 1 - STS-114  | Discovery             | 26 de juliol 2005        | 4,9           | 3,65         | 2 676         |
| P3/P4 Truss - Pannelli Solari       | 12A - STS-115   | Atlantis              | 9 de setembre 2006       | 13,7          | 5,0          | 16 183        |
| P5 Truss                            | 12A.1 - STS-116 | Discovery             | 10 de desembre 2006      | 3,4           | 4,6          | 1 864         |
| S3/S4 Truss - Panells Solars        | 13A - STS-117   | Atlantis              | 8 de juny 2007           | 13,7          | 5,0          | 16 183        |
| External Stowage Platform (ESP-3)   | 13A.1 - STS-118 | Endeavour             | 18 d'agost 2007          | 4,9           | 3,65         | 2 676         |
| S5 Truss                            | 13A.1 - STS-118 | Endeavour             | 8 d'agost 2007           | 3,4           | 4,6          | 1 864         |
| Harmony Node 2                      | 10A - STS-120   | Discovery             | 24 d'octubre 2007        | 7,2           | 4,4          | 14 288        |
| Columbus                            | 1E - STS-122    | Atlantis              | 7 de febrer 2008         | 6,8           | 4,4          | 10 300/19 300 |
| Japanese Experiment Module - ELM PS | 1J/A - STS-123  | Endeavour             | 11 de març 2008          | 4,2           | 4,4          | 8 386         |
| Japanese Logistic Module - JLM-PM   | 1J - STS-124    | Discovery             | 31 de maig 2008          | 11,19         | 4,39         | 14 800        |
| S6 Truss - Panells Solars           | 15A - STS-119   | Discovery             | 20 de març 2009          | 73,2          | 10,7         | 15 900        |
| Japanese Experiment Module - ELM-EF | 2J/A - STS-127  | Endeavour             | 15 de juliol 2009        | 5,6           | 5            | 4 000         |
| Poisk - MRM2                        | 5R              | Soiuz                 | 10 de novembre 2009      | 4,05          | 2,55         | 3 670         |
| ELC-1                               | ULF3            | Atlantis              | 16 de novembre 2009      |               |              |               |
| ELC-2                               | ULF3            | Atlantis              | 16 de novembre 2009      |               |              |               |
| Tranquility (Node 3)                | 20A             | Endeavour             | 8 de febrer 2010         |               |              |               |
| Cupola                              | 20A             | Endeavour             | 8 de febrer 2010         |               |              |               |
| Rassvet                             | ULF4            | Atlantis              | 14 de maig 2010          |               |              |               |
| Leonardo                            | ULF5            | Discovery             | 24 de febrer 2011        |               |              |               |
| ELC-4                               | ULF5            | Discovery             | 24 de febrer 2011        |               |              |               |
| AMS-02                              | ULF6            | Endeavour             | 16 de maig 2011          |               |              |               |
| OBSS                                | ULF6            | Endeavour             | 16 de maig 2011          |               |              |               |
| ELC-3                               | ULF6            | Endeavour             | 16 de maig 2011          |               |              |               |
| HRSGF                               | CRS SpX-2       | Falcon 9              | 13 de març 2013          |               |              |               |
| BEAM                                | CRS SpX-8       | Falcon 9              | 8 d'abril 2016           |               |              |               |
| IDA-2                               | CRS SpX-9       | Falcon 9              | 18 de setembre 2016      |               |              |               |
| IDA-3                               | CRS SpX-18      | Falcon 9              | 25 de juliol 2019        |               |              |               |
| Bartolomeo                          | CRS SpX-20      | Falcon 9              | 6 de març 2020           |               |              |               |
| Nanoracks Bishop Airlock            | CRS SpX-21      | Falcon 9              | 6 de desembre 2020       |               |              |               |
| iROSA                               | CRS SpX-22      | Falcon 9              | 3 de juny 2021           |               |              |               |
| Naüka                               | 3R              | Proton M              | 21 de juliol 2021        |               |              |               |
| Braç Robòtic Europeu                | 3R              | Proton M              | 21 de juliol 2021        |               |              |               |
*P6 Truss reposicionat durant la missió STS-120.

### L'evolució del concepte

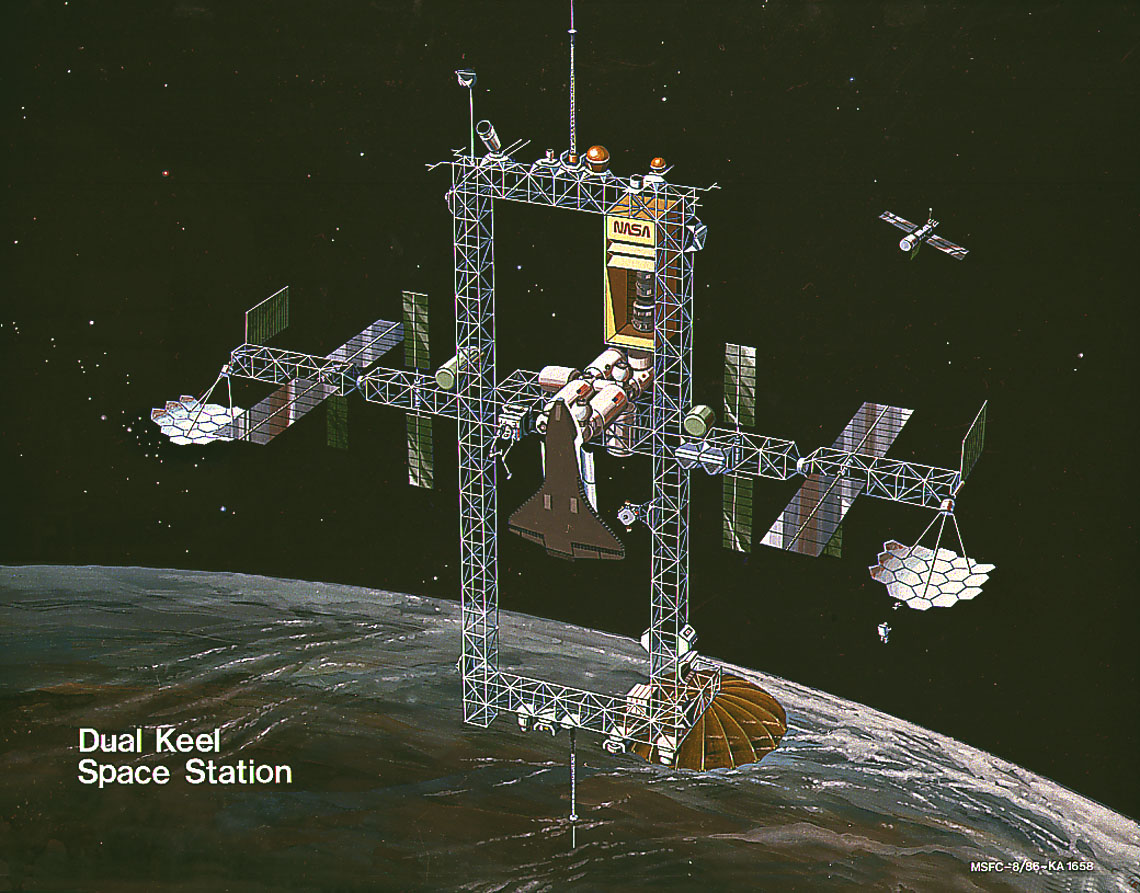
Configuració «Catamarà»

L'arquitectura i la disposició interior de la part americana de l'estació espacial és el resultat de llargs estudis iniciats al començament dels anys 1970 que han tingut èxit en el transcurs dels anys 1980.

#### L'experiència de l'estació Skylab
L'estació Skylab (1973-1979) s'havia realitzat condicionant el tercer tram d'un coet Saturn V amb una altura de 39 metres i 7 metres de diàmetre que s'havia dividit en el sentit longitudinal en dos pisos, proveïa un volum interior de 480 m³. Encara que a l'estació no s'hi hagi viscut més que breument (6 mesos en temps acumulat), els seus ocupants varen fer observacions interessants que es van tenir en compte en el disseny de la futura estació en el que hi varen participar alguns d'aquests astronautes. Al començament dels anys 1970 la NASA estudia, sense tenir finançament, una estació susceptible de succeir l'Skylab. Després l'aturada de la fabricació del coet Saturn i el llançament del projecte de llançadora espacial, el concepte d'estació monolítica (un cilindre únic), a l'estil de Skylab, s'abandona en benefici d'un conjunt de mòduls el diàmetre dels quals és compatible amb la mida del compartiment de càrrega (menys de 5 metres). La reagrupació dels mòduls al voltant d'un mòdul central que serveix de node s'abandona perquè és massa arriscat. La NASA identifica en aquesta època la necessitat de disposar d'una nau permetent evacuar en tot moment l'estació.

#### Configuració torre d'energia
El 1982-1983 un grup de treball de la NASA encarregat de reflexionar sobre el desenvolupament d'una estació espacial, el Concept Development Group (CDG), posa a punt el concepte de «torre d'energia» (power tower): una biga vertical de prop de 100 metres d'alçària suporta al seu cim una biga perpendicular de 75 metres de longitud sobre la qual es reparteixen els plafons solars. Tots els altres components es lliguen a l'extremitat inferior de la biga i el conjunt s'estabilitza per gradient de gravetat el que permet reduir la necessitat de carburant per controlar l'orientació de l'estació. La part pressuritzada, està constituïda per quatre mòduls - dos laboratoris, un hàbitat i un mòdul de comandament - partint la mateixa arquitectura: un cilindre dotat d'un port d'amarrament a cada extrem i de quatre ports a la perifèria que permeten múltiples arranjaments. Per a la disposició interior, s'estudien dues configuracions: una divisió del cilindre en rodanxes a la manera del Skylab i una disposició longitudinal amb una base paral·lela a la paret del cilindre. La divisió vertical genera espais confinats i pot crear problemes de desorientació però aprofita millor l'espai i subministra a un bon accés al sistema de suport vital.

#### La configuració Catamarà
El 1985 la NASA comença, amb la participació de diversos industrials, la fase B del seu estudi destinat a detallar els conceptes ja definits. Un estudi més fi de les necessitats científiques - microgravetat, observatoris celest i terrestre - porta a la desqualificació del concepte de «Torre d'energia» mal adaptada. Es posa a punt una nova arquitectura anomenada catamarà (dual keel): dues bigues verticals paral·leles sostenen en les seves extremitats els telescopis espacials. S'ajunten al centre per una llarga biga horitzontal que sosté al mig els mòduls pressuritzats i als seus extrems els plafons solars.

#### Disposició interior

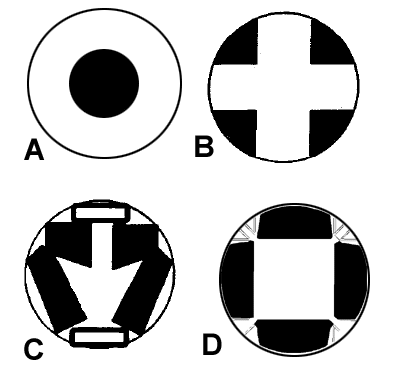
Estudis de disposició interior dels mòduls

Paral·lelament un grup creat el 1983 en el centre espacial Johnson es dedica en particular la disposició interior. Es tracta a la vegada d'afavorir la productivitat de la tripulació per una optimització de l'ergonomia i de permetre la posada a punt de l'estació i el seu manteniment al llarg de la seva vida útil considerada en aquell moment de 30 anys. Per arribar a aquest resultat els equips interiors han de ser modulars; la mida de cada mòdul ha de ser estandarditzada i relativament reduïda per poder passar per les escotilles. S'estableix que la mida mínima compatible amb la dimensió dels equips usuals és la d'un refrigerador. La disposició retinguda ha de permetre accedir fàcilment a la closca pressuritzada en cas de perforació. S'avaluen diversos escenaris de disposició: equips reunits al voltant de l'eix del mòdul deixant un espai habitable entre aquest nucli i la closca (Servei nucli A a l'esquema de la figura). Però per a una closca de 4,5 metres de diàmetre, aquesta configuració deixava molt menys espai vital que la que consisteix a distribuir els equips al llarg de la closca. Aquesta última disposició és doncs la que es fa servir per continuar l'estudi i al seu torn es bifurca en diverses versions: una disposició amb els equips col·locats als quatre angles deixant un volum lliure en forma de creu (B) s'elimina, ja que deixa poc lloc per als equips; es descarta també una disposició que superposa dos formats d'equip a cada costat de l'espai deixat lliure amb fundes tècniques al nivell del terra i del sostre (C). La solució escollida finalment consisteix a col·locar els equips de forma perfectament simètrica sobre els quatre costats de l'espai central (D). Els espais lliures de forma triangular situats entre els equips i la closca es fan servir per fer passar les fundes tècniques.

#### Del mòdul universal al mòdul especialitzat

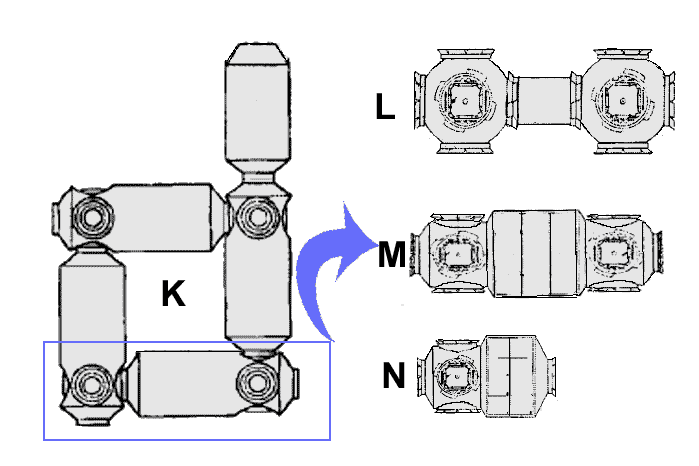
Gènesi dels mòduls de tipus node

Per reduir els costos, la NASA havia partit del principi que tots els mòduls de l'estació serien idèntics (configuració K a l'esquema adjunt); l'afegitó d'equips interiors dedicats havia de permetre respondre a les necessitats cobertes específicament per cada mòdul. Però els estudis més detallats van mostrar que, tenint en compte el nombre reduït de mòduls a produir, el guany financer esperat no compensava l'augment de complexitat i de massa d'un mòdul «universal». En particular un terç del volum de cada mòdul s'havia de consagrar als sis ports d'amarrament radials i axials particularment voluminosos i pesants. També es va decidir que el mòdul comú no es faria càrrec les funcions de cambra de descompressió i de nodes que donarien lloc al desenvolupament de mòduls dedicats. En aquesta nova configuració el mòdul comú, clarament alleugerit, ja que no implica més que dues obertures en les extremitats del cilindre, es podia allargar, el que permetia reduir el nombre de mòduls necessaris; els mòduls, que en les configuracions de l'època asseguraven relacions perpendiculars per raons de seguretat (configuration «en quadrat»), es podien abandonar en benefici de senzills túnels pràcticament desproveïts d'equips interiors i, per tant, molt lleugers (L). Finalment es va decidir d'allargar els mòduls de tipus node perquè s'encarreguin també de la funció dels mòduls d'enllaç (configuració M després N). llavors es va abandonar el concepte de mòdul d'enllaç.

#### Cúpula d'observació
Per poder treballar, calia que la tripulació disposés d'una vista a l'exterior: maniobres d'ancoratge i separació de les naus encarregades de l'avituallament i del relleu, intervenció a distància sobre la part exterior de l'estació gràcies als braços robotitzats, vigilància i manteniment. La resposta a aquesta necessitat va enfrontar d'una part els partidaris d'una vista "virtual" reconstituïda sobre les pantalles d'un lloc de treball a partir d'imatges obtingudes gràcies a càmeres i d'altra part els que, en nom de la seguretat, exigien de disposar d'ulls de bou en cada mòdul que permeten tenir una vista directa sobre els components de l'estació. Els detractors d'aquesta última solució van subratllar que la presència d'ulls de bou afeblia l'estructura sense subministrar una vista directa sobre totes les parts l'estació. Al final d'aquests debats es va decidir la creació de cúpules d'observació que donen una visió de 180°.

#### Integració dels mòduls russos i configuració final

Els components de l'estació espacial el novembre de 2021

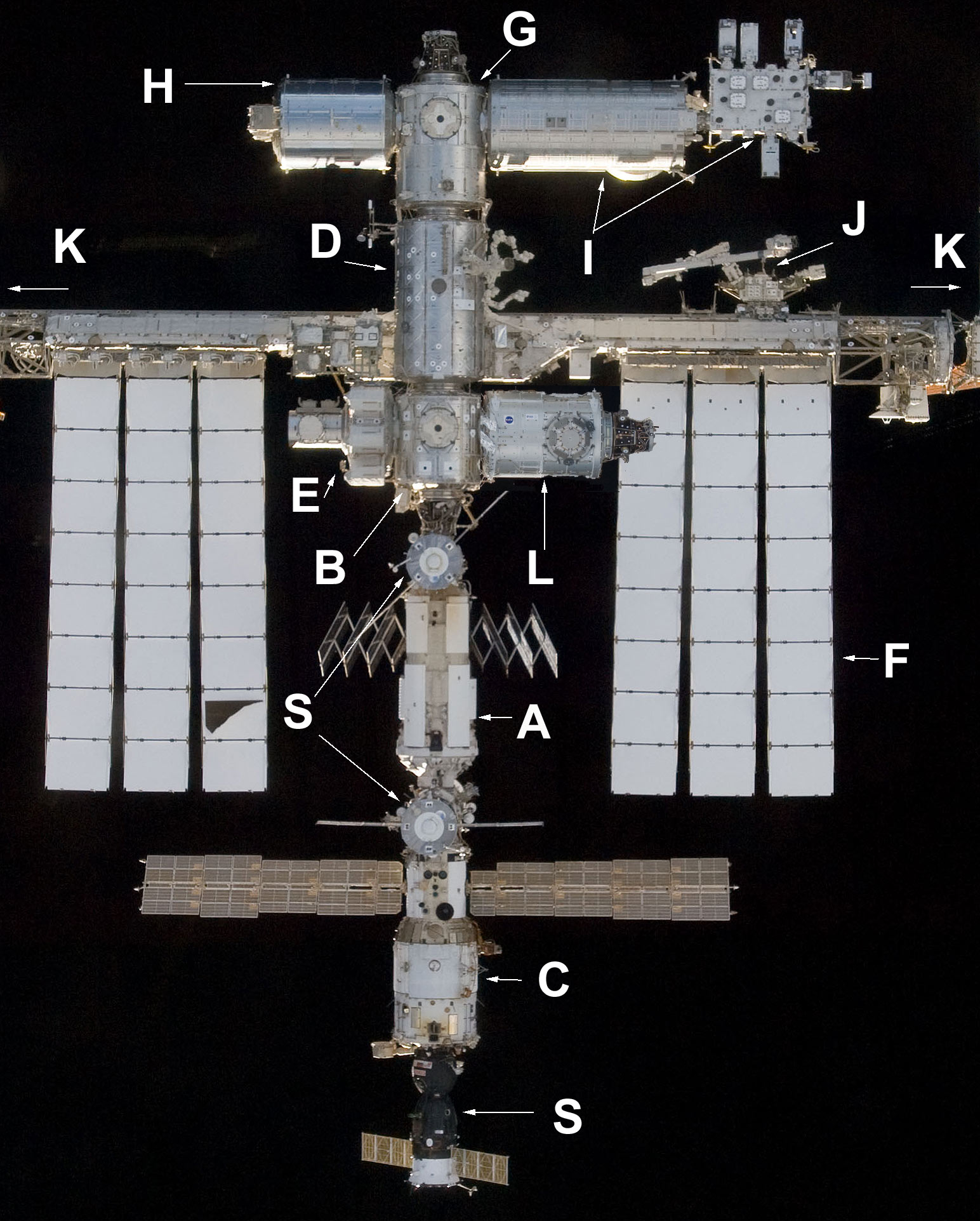
Vista del fons: mòduls russos Zarià (Té) i Zvezdà(C), nodes Unity (B), Harmony (G) i Tranquility (L), laboratoris Destiny (D), Columbus (H) i Kibo (I), sas Quest (E), braç Canadarm2 (J) sobre la biga, radiadors (F), cap als plafons solars (K), 3 x naus Soiuz o Progress (S)

Al final de la fase de disseny, la configuració de l'estació espacial escollida implica quatre mòduls laboratoris, un mòdul d'habitatge, dues cúpules d'observació, dues cambres de descompressió i un mòdul logístic (per a l'emmagatzematge) construït pels europeus. Llavors les decisions pressupostàries que afecten el projecte porten a la supressió de dos nodes, d'una cúpula del mòdul dedicat a la centrifugadora i del dedicat a la logística. A aquest conjunt ve a empeltar-se la part russa que empra altre cop els mòduls desenvolupats per a l'estació Mir: el seu disseny més clàssic és molt diferent del que ha desenvolupat la NASA. Els nodes s'integren dins de mòduls que no es limiten a aquesta especialitat. Les disposicions no són en general amovibles.
Els mòduls pressuritzats, que són de forma cilíndrica, estan dotats d'una obertura a cada extrem. L'estació està composta d'una columna vertebral formada per una filera de 5 mòduls (de Zvezdà a Harmony), connectats extrem a extrem, amb una llarga de prop de 50 metres. Els altres mòduls venen a afegir-se sobre aquest eix: certs mòduls es connecten a l'esquerra o la dreta del cos principal (Colombus, Quest, Tranquility i Kibo) mentre que altres es connecten a sobre o a sota (Pirs, Poisk, biga S0, Rassvet, Naüka, Leonardo).
Del disseny inicial subsisteix també una llarga biga, subministrada per la NASA i perpendicular a l'eix principal dels mòduls pressuritzats. Aquesta biga porta principalment els plafons solars i els radiadors del sistema de regulació tèrmica. Està lligada a la filera de mòduls més o menys al punt mitjà del mòdul Unity. La gran longitud de la biga permet als plafons solars col·locats en les seves dues extremitats, d'orientar-se en tot moment de manera òptima (disposen de dos graus de llibertat), sense que els destorbin els mòduls pressuritzats.
Els mòduls russos formen un conjunt ben diferent, connectat a la resta de l'estació només pel node Unity. En la seva literatura, la NASA divideix l'estació espacial en un segment americà (United States Orbital Segment o USOS) i un segment rus (Russian Orbital Segment o ROS).

### Els mòduls pressuritzats
L'estructura dels mòduls és d'aliatge d'alumini, que presenta l'avantatge de ser lleuger, resistent a la corrosió i de ser un de bon conductor elèctric la qual cosa facilita la connexió a massa dels equips. L'estructura principal dels mòduls pressuritzats té la funció principal de preservar la integritat del mòdul, està composta en part d'una closca de forma cilíndrica, en la qual hi ha perforades les obertures pels ulls de bou o les escotilles, d'altra part de travessers que permeten a la vegada resistir a la pressió i acomplir la funció de suport dels equips interiors. Sobre aquesta estructura primària es fixen els elements de les estructures secundàries: a l'interior les escotilles o les cortines d'ull de bou, en l'exterior les manetes que permeten als astronautes progressar durant les sortides extravehiculars i les proteccions antimeteorits que recobreixen la superfície dels mòduls. Per als mòduls no russos, està constituïda d'un full d'alumini d'1,27 mil·límetres de gruix que es manté a una distància de 10 cm de la closca. Gràcies a aquesta protecció si una deixalla impacta el mòdul la probabilitat que travessi la closca és del 7,5% per als mòduls no russos i d'un 5% per als mòduls russos que disposen d'un sistema diferent.

#### Disposicions interiors

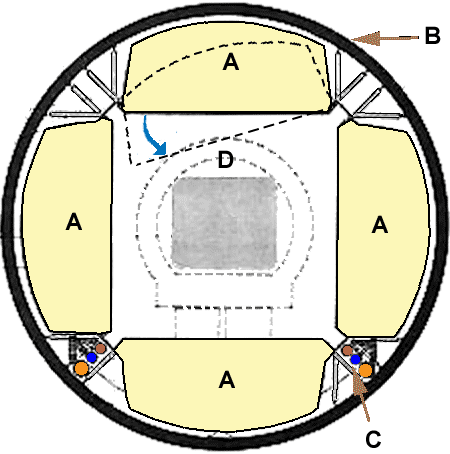
Secció transversal d'un mòdul americà

En absència de gravetat la noció de terra/sostre (vertical local en l'argot de la NASA) s'ha definit de manera arbitrària: el terra és el costat dels mòduls orientat permanentment cap a la Terra (nadir), el sostre és el contrari (zenit). El marcatge, la disposició dels aparells prenen en compte aquesta orientació: quan s'activen els membres de la tripulació prenen doncs posicions verticals similars. L'eix principal dels mòduls (de Zvezdà a Tranquility) està alineat amb la trajectòria de l'estació espacial: els laboratoris Columbus i Kibo estan situats al davant i, per tant, estan més exposats a una col·lisió amb restes espacials mentre que els mòduls russos se situen al darrere. La tercera dimensió s'indica, com en un vaixell, per les denominacions babord (a l'esquerra per a una persona orientada cap endavant) i estribord (Kibo està a babord i Columbus a estribord).
Els mòduls no russos tenen la forma de cilindres amb els extrems lleugerament cònics el diàmetre del qual ha estat fixat pel de la llançadora espacial 5 metres. A cada extremitat d'un mòdul, i en altres de l'obertura axial (D) a l'esquema adjunt), es troben els dispositius no amovibles (sistemes de seguretat, equips elèctrics) dissimulades darrere d'envans. La resta de l'espai és conseqüent amb l'absència de gravetat: els quatre costats (terra, sostre i parets laterals), reben el mateix tipus de disposició immòbil constituïda d'armaris (rack) de format estandarditzat ISPR de 2 metres d'alçària per 1,05 cm d'amplada i 85,4 cm de profunditat i al darrere del qual encaixa amb la forma incurvada de la closca (A). Pràcticament contigus (una rampa lluminosa ocupa cada angle) aquest mobiliari deixa al seu centre un espai habitable al llarg de l'eix del mòdul que té una secció quadrada d'una mica més de 2 metres de costat. Els cables de corrent i fluids circulen en l'espai de forma triangular que queda lliure entre la closca i els armaris (C). A intervals regulars es disposen barres en forma de maneta per permetre que la tripulació es desplaci o es mantingui sobre el terreny. Les badies estandarditzades poden ser ocupades per diferents tipus de dispositius: 
- Equip científic
- Armari
- Equip de suport vital (aigua, temperatura, aire)
- Bany, minicabina personal

La tria de la intercambiabilitat dels dispositius permet fer evolucionar o reemplaçar la major part dels equips en el transcurs de la llarga vida de l'estació espacial. Aquesta elecció permet també a la naveta llançar els mòduls, cosa que no hauria pogut fer si aquests ja haguessin rebut tots els seus dispositius, ja que haurien sigut massa pesants. Però aquest disseny no ha permès obtenir l'espai ordenat esperat: l'espai habitable de l'estació espacial, en particular el dels laboratoris, està envaït per un desgavell de cables i d'equips afegits).

#### Connexió entre mòduls i sistemes d'amarrament de les naus

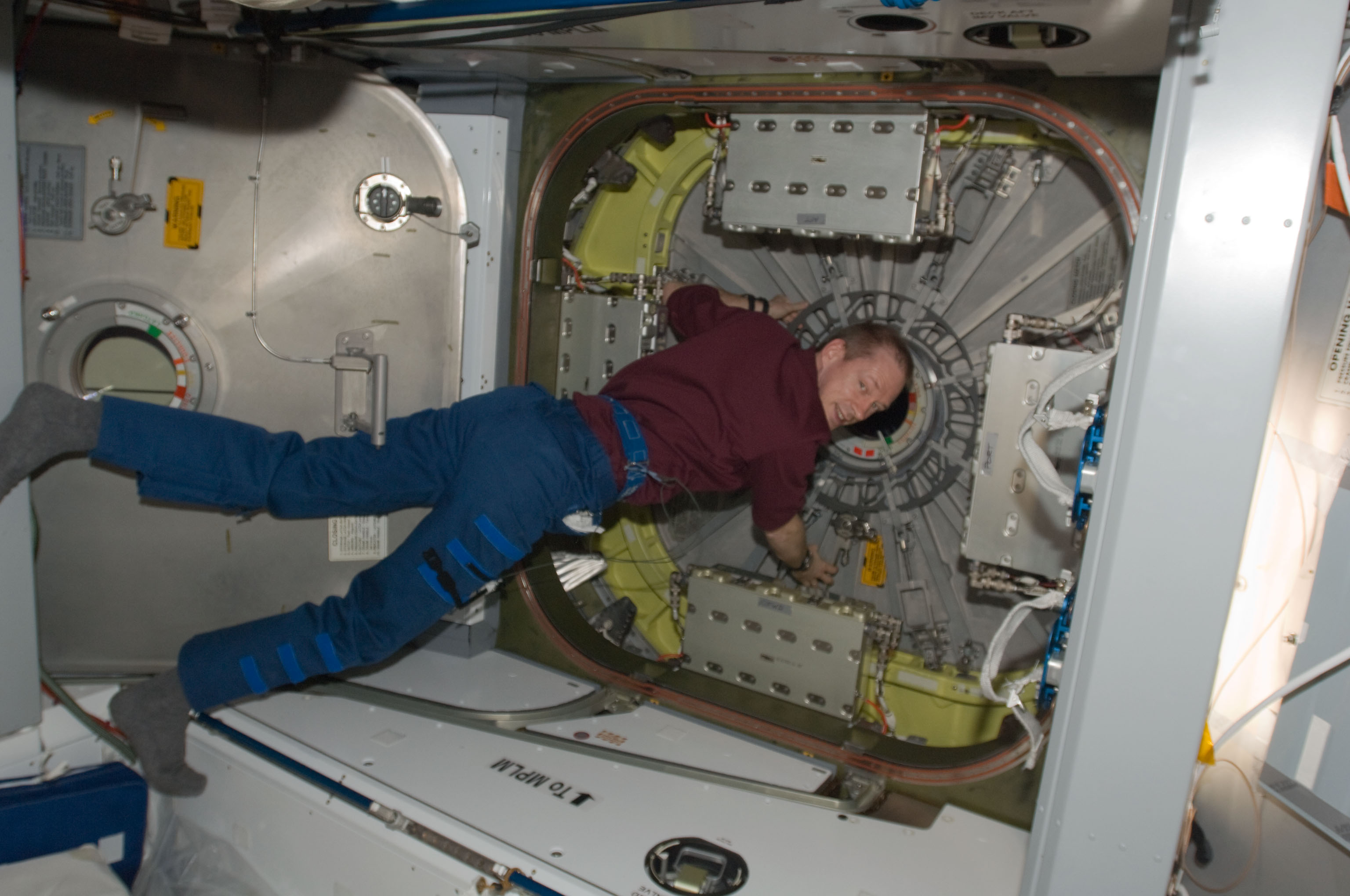
Escotilla de tipus APAS a l'esquerra la cara interna que forma part del mòdul Harmony i a la dreta, en posició tancada, la cara externa de l'escotilla de la nau de càrrega HTV

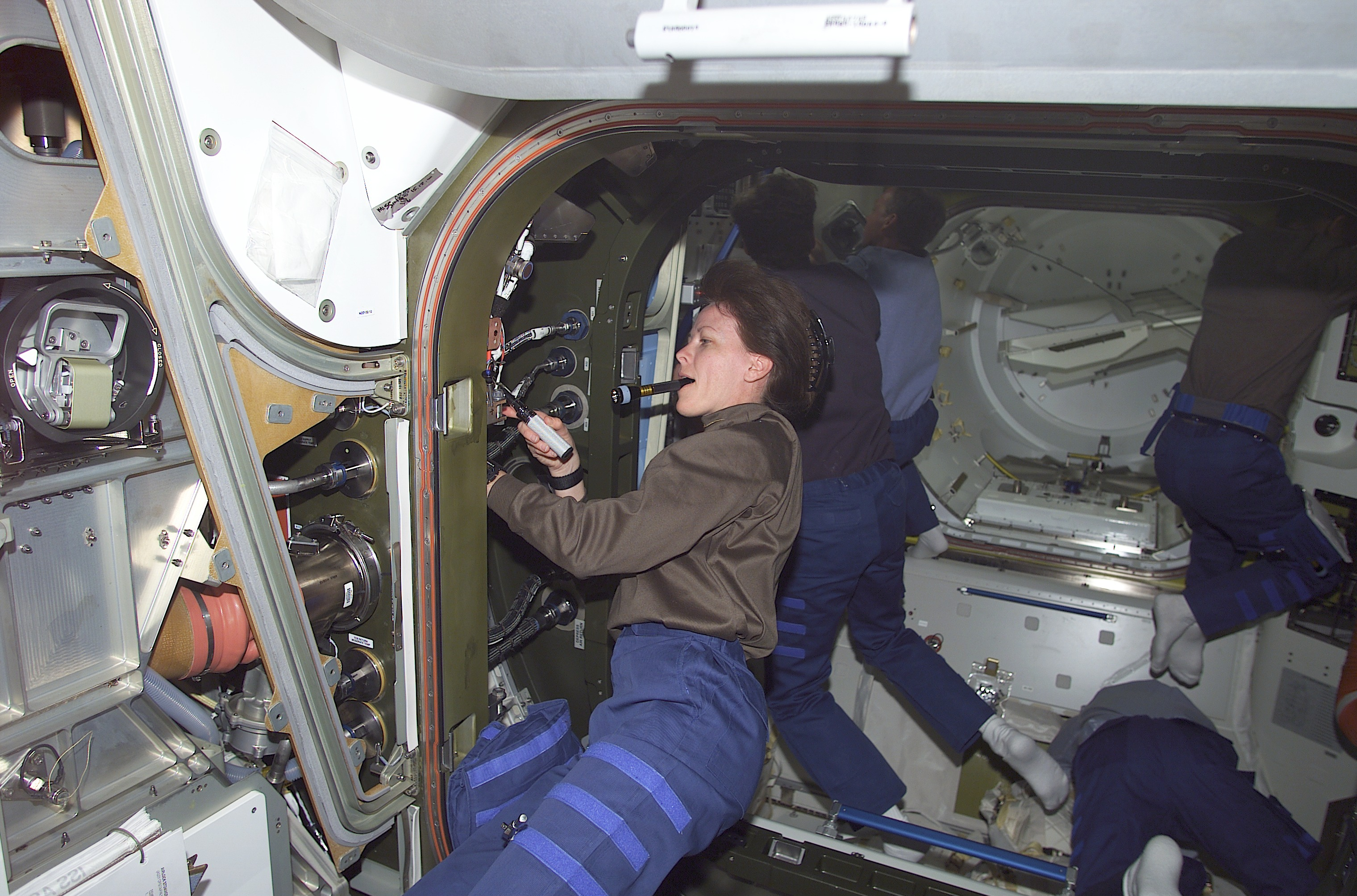
Després de la unió entre els mòduls Unity i Quest es connecten els diferents enllaços i canalitzacions

La connexió entre els mòduls i l'amarrament de les naus espacials als mòduls implica diversos tipus de connexions a conseqüència de l'origen heterogeni del material que intervé:
- El sistema d'amarrament sonda-con és un sistema molt antic desenvolupat pels russos. És asimètric, és a dir que una de les dues parts porta la caitat (naus russes Soiuz, Progress, europea ATV) mentre que l'altra part porta la peça en forma de con (la majoria dels ports d'amarrament dels mòduls russos de l'estació). L'obertura circular d'un diàmetre interior de 80 cm no facilita la transferència del material: els equips grans com els armaris americans de format ISPR que equipen la part no russa, no poden transitar per aquest tipus d'escotilla i aquesta restricció imposa una geometria allargada als equips russos més voluminosos.

- L'APAS és un sistema per enllaçar components russos i americans. És híbrid, és a dir que els components d'una part i d'altre són idèntics. L'APAS s'instal·la a la llançadora espacial i sobre el mòdul Zarià per a unir-se la part americana. El diàmetre interior de l'obertura és d'igual dimensió que el sistema rus (obertura circular de 80 cm de diàmetre.)[40] i pateix per tant de les mateixes limitacions que aquest.

- El CBM és un mecanisme d'amarrament posat a punt per a l'estació espacial internacional. S'aplica a tots els mòduls no russos de l'estació. És també un sistema asimètric: la part activa (Active Common Berthing Mechanism o ACBM) està constituïda per un anell sobre el qual se situen 4 pestells que asseguren un primer muntatge i 16 perns que donen rigidesa al conjunt. La part passiva (Passive Common Berthing Mechanism o PCBM) rep els mecanismes d'enganxada. Els 3 mòduls pressuritzats, de tipus node, tenen a la seva part axial un port d'amarrament actiu i un passiu; cada node disposa d'altra banda de 4 ports addicionals tots actius. Aquest sistema d'amarrament és també utilitzat per les naus de proveïment: la japonesa HTV i les estatunidenques Cygnus i Dragon. L'obertura té una forma quadrada, de 127 cm per banda, permet fer passar els prestatges ISPR que són els equips transportables més grossos. És un element essencial per al manteniment de la part no russa de l'estació. El manteniment de l'estanquitat ha constituït un repte tècnic en el disseny. A causa de la forma quadrada i mida s'exercita una empenta de 20 tones, no uniforme sobre l'escotilla, quan el port no està connectat a cap mòdul. El sistema també permet la connexió automàtica dels enllaços elèctrics, de les telecomunicacions i de les canalitzacions portadores de fluids.[41]

Per poder connectar els mòduls o naus portadores d'una part d'un sistema d'amarrament APAS i CBM de l'altra banda, s'han establert adaptadors pressuritzats en forma de con colzat (Pressurized Mating Adapters o PMA). Produeixen un passadís pressuritzat entre les dues parts, comporten un sistema de calefacció i permeten establir una connexió elèctrica i de telecomunicacions. El PMA-1 es fa servir per connectar el mòdul rus Zarià al mòdul Unity que fa la unió entre la part russa i la part internacional de l'estació. El PMA-2 instal·lat avui al mòdul Harmony és el punt d'amarrament habitual de la llançadora espacial. PMA 3, instal·lat sobre el node Tranquility proveeix una alternativa per a l'amarrament de la nau.

#### Els mòduls russos Zvezdà i Zarià

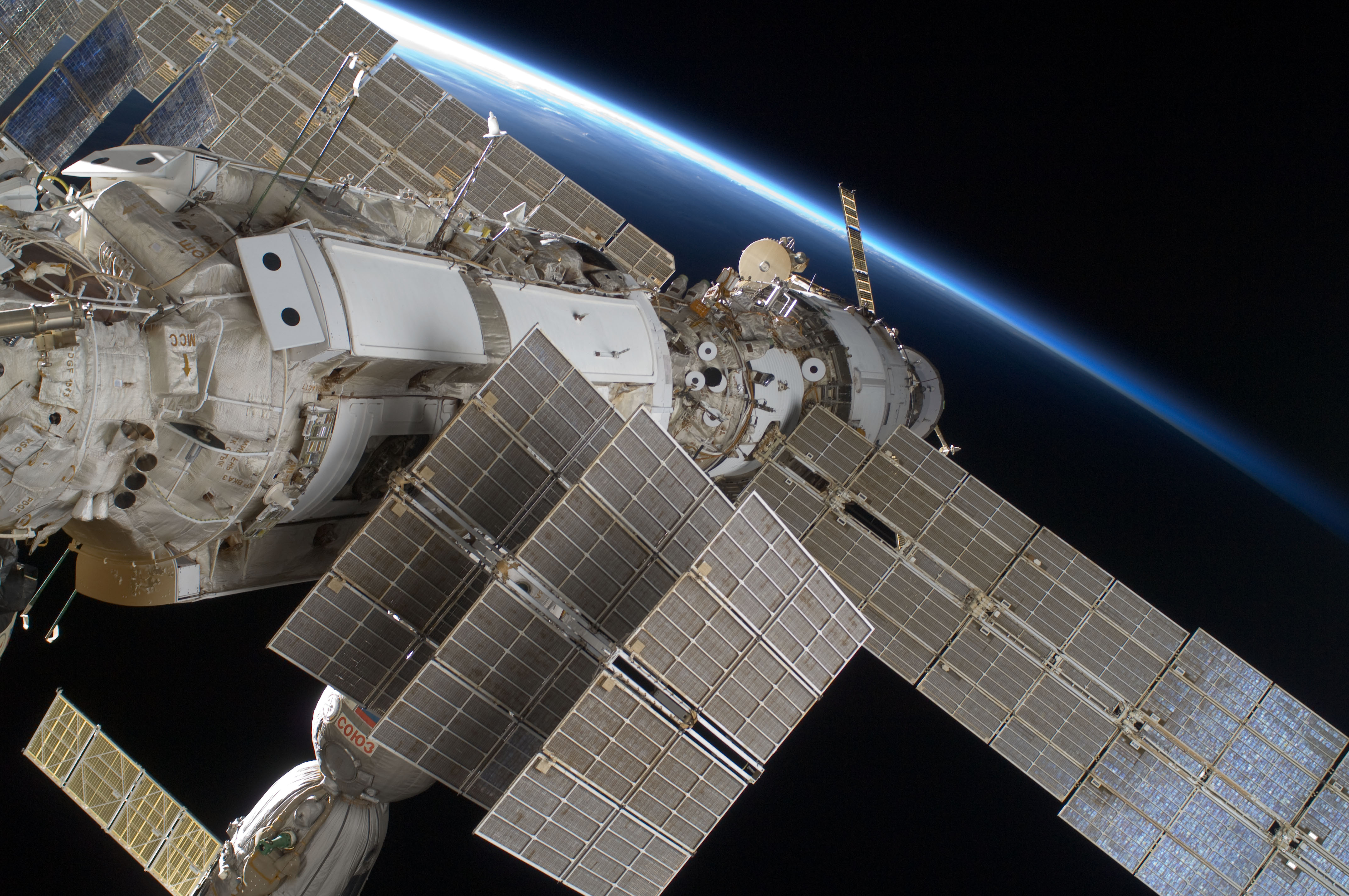
Els mòduls russos Zarià i Zvezdà

Zarià (sol naixent) és el primer mòdul de l'estació internacional col·locat en òrbita. Es tracta d'una nova verssió de la nau TKS utilitzada moltes vegades per l'astronàutica russa. Serveix actualment de lloc d'emmagatzematge i permet gràcies als seus motors (32 motors de 13 kg d'empenta reorientar l'estació quan les correccions a aportar superen la capacitat dels giroscopis elèctrics instal·lats a la part americana de l'estació. Dipòsits situats a l'exterior permeten emmagatzemar 6 tones de carburant que fan servir els motors del mòdul Zvezdà per elevar l'òrbita de l'estació. Zarià per una part està connectada al mòdul Zvezdà i per l'altra banda al nus Unity. Un tercer port permet rebre una nau Soiuz o Progress però des del 2010 està connectat permanentment al compartiment d'amarrament Rassvet. Zarià posseeix els seus propis plafons solars i les seves bateries. Pesa 19.3 tones i té una longitud de 12,55 metres per a un diàmetre de 4,1 metres.
Zvezdà (estel) també anomenat "mòdul de servei" durant els primers anys ha estat el centre de l'estació espacial. S'hi troben els equips vitals que continuaran sent per molt de temps únics a l'estació espacial tals com els sistemes de suport de vida Elektron i Vozdukh, els sistemes de control de vol i de navegació i un bany. Continua sent avui el centre de comandament de la part russa de l'estació. Zvezdà és una evolució del mòdul central de l'estació Mir: el mòdul comporta, com en aquesta, tres parts: un compartiment de treball, una cambra de transferència que dona a un punt d'amarrament al darrere i un compartiment de «transferència» al davant amb tres ports d'amarrament. Els ocupants del mòdul resideixen i treballen al compartiment de treball que comprèn sobretot dues petites cabines de tripulació, un bany, una cinta transportadora i un cycloergòmetre. El mòdul Zvezdà té de llarg 13,1 metres per un diàmetre màxim de 4,15 metres i un pes de 18 tones. Posseeix dos plafons solars d'una envergadura de 29,7 metres. El port d'amarrament situat al darrere pot rebre una nau Soiuz o Progress mentre que els tres ports situats en el davant estan connectats de manera definitiva al mòdul Zarià així com als mòduls d'atracament Pirs i Poisk. Zvezdà disposa de motors-coet que es fan servir per realçar l'altitud de l'estació.

#### Mòduls de tipus node

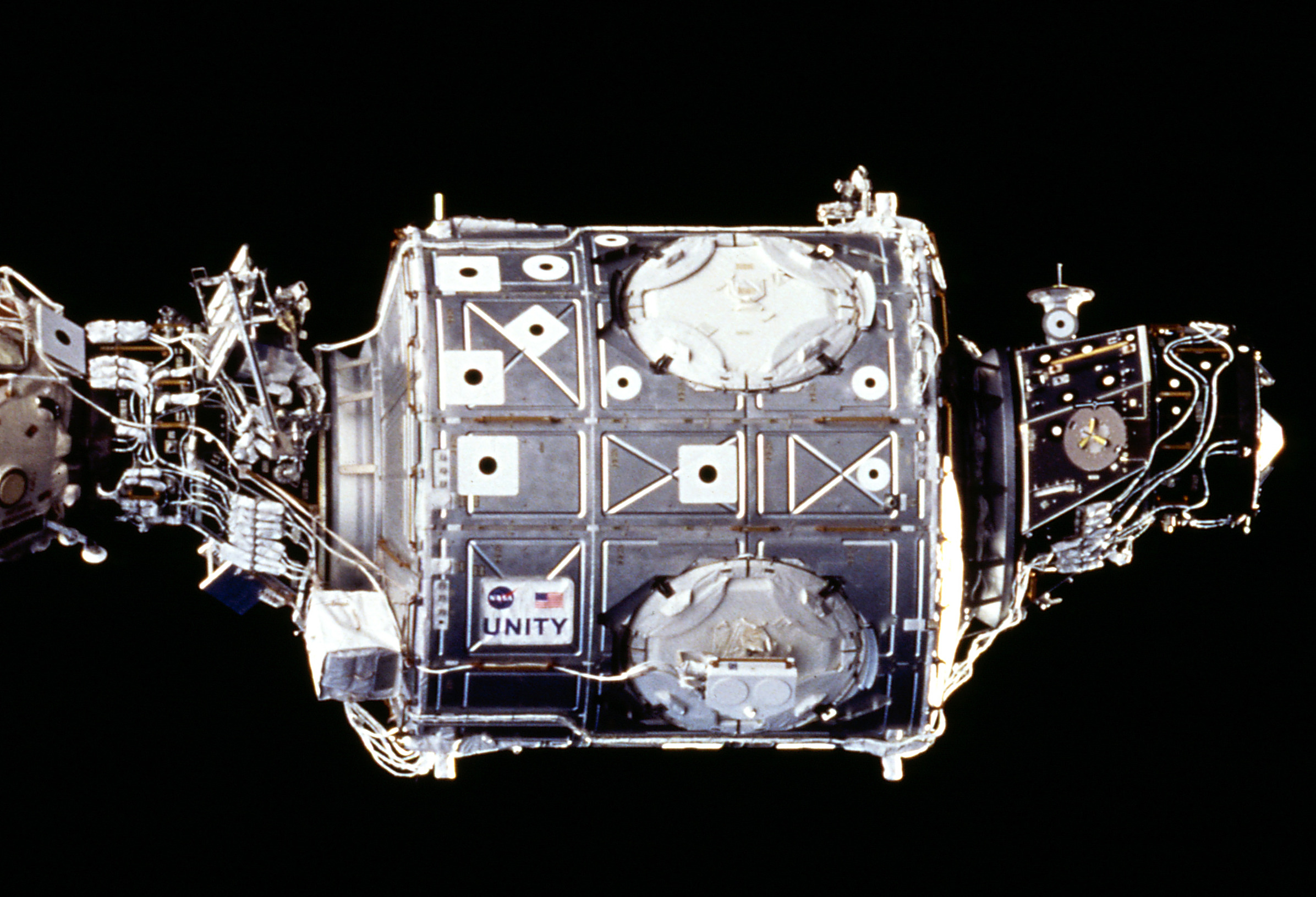
El primer node Unity amb els adaptadors PMA-1 i PMA-2a banda i banda

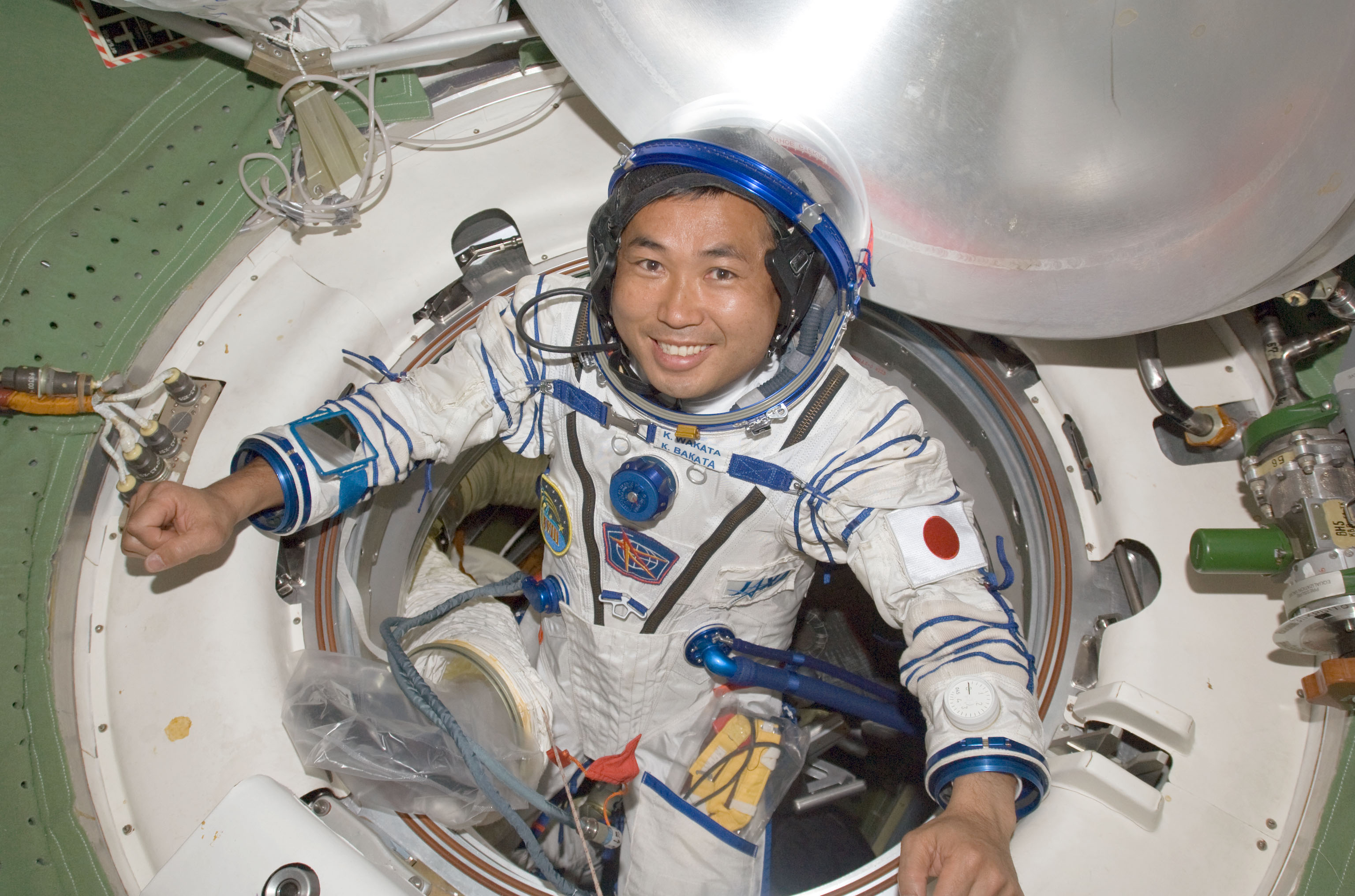
Les escotilles de la part russa tenen un diàmetre reduït

La part no russa de l'estació comporta tres mòduls de tipus node que poden assegurar la interconnexió entre 6 mòduls.
Unity (node 1) és cronològicament el segon mòdul en haver-se afegit a l'estació espacial internacional, i el primer construït pels Estats Units. És un cilindre d'alumini d'11,6 tones, 5,47 m de longitud i 4,57 m de diàmetre. És més curt que els altres dos mòduls i no comporta més que 4 emplaçaments per a racks de format ISPR enfront dels 8 dels altres mòduls. Assegura la unió amb la part russa de l'estació via un PMA.
Harmony (node 2) pesa 14,3 tones per una longitud de 7,2 metres i un diàmetre de 4,4 metres. Assegura també la connexió entre el laboratori europeu columbus, el mòdul americà Destiny i el mòdul japonès Kibo. De les vuit badies disponibles quatre estan ocupades per racks d'aviònica mentre que els altres serveixen de lloc d'emmagatzematge.
Tranquility (node 3) té les mateixes dimensions que Harmony i conté com a aquest vuit racks del qual dos estan ocupats pel mòdul d'aviònica. Els principals equips corresponen al sistema de suport de vida americà amb 2 racks reciclant les aigües usades, 1 rack per a la generació d'oxigen a partir de l'aigua i 1 rack per al sistema de regeneració de l'atmosfera que treu contaminants i controla la seva constitució. Tranquility comporta també un compartiment de banys per a la tripulació. Tranquility fa també de sala d'esport, ja que s'hi troben dos aparells destinats a l'exercici físic un és una cinta transportadora. El mòdul disposa d'una cúpula d'observació instal·lada sobre un dels ports d'amarrament radials. Aquesta és una badia vítria de forma convexa i circular, composta de set ulls de bou: un ull de bou central zenital de forma circular envoltat d'altres sis més petits i trapezoïdals. El conjunt, instal·lat sota el mòdul Unity al costat de Terra, subministra a una vista panoràmica a la vegada sobre el planeta i sobre una part del camp d'intervenció el braç manipulador Canadarm2 que es fa servir per al manteniment de l'estació. De les sis obertures del node només tres d'elles es fan servir.

#### Els mòduls laboratoris

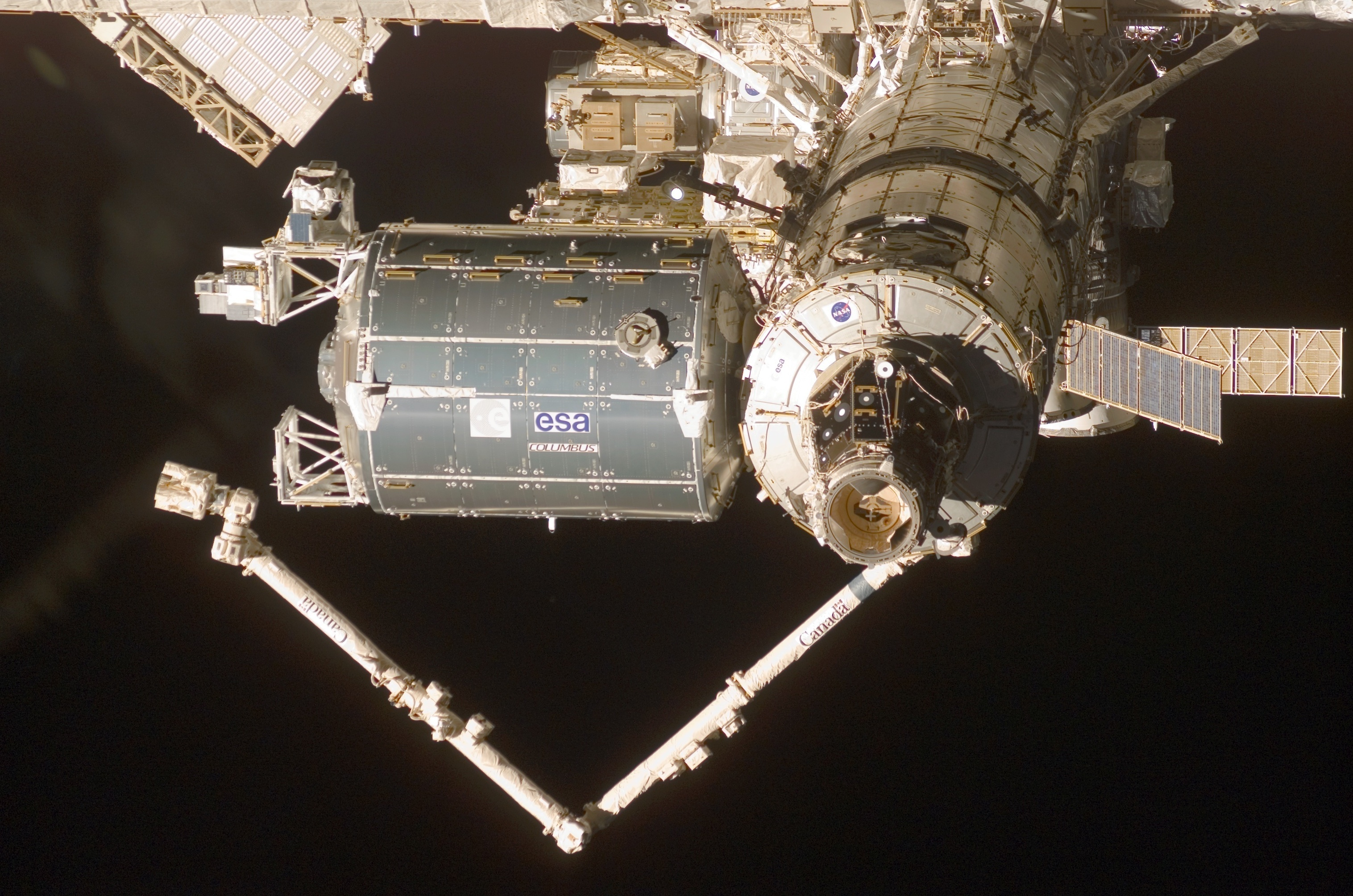
Columbus (à l'esquerra) ve de ser amarrat al mòdul Harmony.

Els mòduls laboratoris estan dedicats a la recerca. A aquest efecte les seves quatre cares internes comporten emplaçaments al de format estandarditzat que poden acollir equips d'experimentació i que disposen d'interfícies informàtiques, vídeos, d'una alimentació elèctrica així com de canalitzacions que poden distribuir gas o fluids. Algunes d'aquestes badies estan, no obstant això, ocupades per equips de suport vital servint d'emmagatzematge en absència de mòdul dedicat a la logística i a l'hàbitat.
El laboratori americà Destiny és el segon mòdul americà instal·lat i el primer laboratori. Està dissenyat per acollir les càrregues útils i els experiments que s'han de fer en una atmosfera terrestre. La seva capacitat és de vint-i-quatre badies, de les quals tretze estan especialment dissenyades rebre experiments que requereixen una interfase completa amb l'estació i els seus recursos. Aquest element es va posar en òrbita el 7 de febrer de 2001.
El laboratori europeu Columbus és el més petit dels laboratoris d'investigació amb 10 badies disponibles per a la ciència. És el lloc de treball privilegiat dels astronautes i investigadors europeus. Aquest mòdul pressuritzat s'enllaça permanentment amb l'estació. Els seus usos són múltiples, i es refereixen entre altres a la ciència de materials, la física de fluids, les ciències de la vida, la física fonamental i nombroses altres tecnologies. Tanca també la majoria de les càrregues útils pressuritzades europees.
El laboratori JEM o Kibo és un el mòdul subministrat per l'Agència d'exploració aeroespacial japonesa (JAXA): conté deu badies a bord, de les quals cinc seran ocupades per material japonès i altres cinc per material de la NASA. Tots els emplaçaments són amb estàndards internacionals pel que fa a les connexions energètiques i el proveïment en diversos gasos o líquids. El JEM conté un prolongament pressuritzat, l'ELM PS, que subministra emplaçaments suplementaris per a certs experiments que necessiten, entre d'altres, una atmosfera o una pressió atmosfèrica diferents. Aquest mòdul complementari està fixat perpendicularment al JEM.
El llançament del laboratori rus Naüka o MLM (Mòdul laboratori multiús), previst el 2007, va ser ajornat. Finalment, es va posar en òrbita i acoblar a l'estació el juliol de 2021. Està construït a partir de la duplicació de Zarià. Al costat d'instal·lacions per als equips científics, conté ports d'amarraments, les instal·lacions de suport de vida i per a la tripulació i ha de servir també de lloc d'emmagatzematge.

#### Compartiments d'amarrament russos
El compartiment d'amarrament Pirs és un mòdul bastant curt amb menys de cinc metres de longitud que serveix alhora de port d'amarrament per a les naus russes i de cambre per a les sortides extravehiculars russes. Afegit a l'estació el 2001,té una vida útil teòrica de cinc anys. Arribat al fi de la vida, està previst que deixar-lo anar devers l'any- 2011. És reemplaçat per un mòdul Poisk, de característiques similars, instal·lat el novembre de 2009 per reemplaçar a Pirs del qual comparteix les característiques, El compartiment d'amarrament Rassvet la instal·lació del qual té lloc el 2010, ha de servir de port d'amarrament per a les naus Soiuz i Progress. Juga també el paper de mòdul d'emmagatzematge. La seva presència s'ha fet necessària per permetre l'atracament de les naus que ja no es poden amarrar directament a Zarià des de la col·locació del mòdul Tranquility.

#### Mòdul de descompressió americà Quest

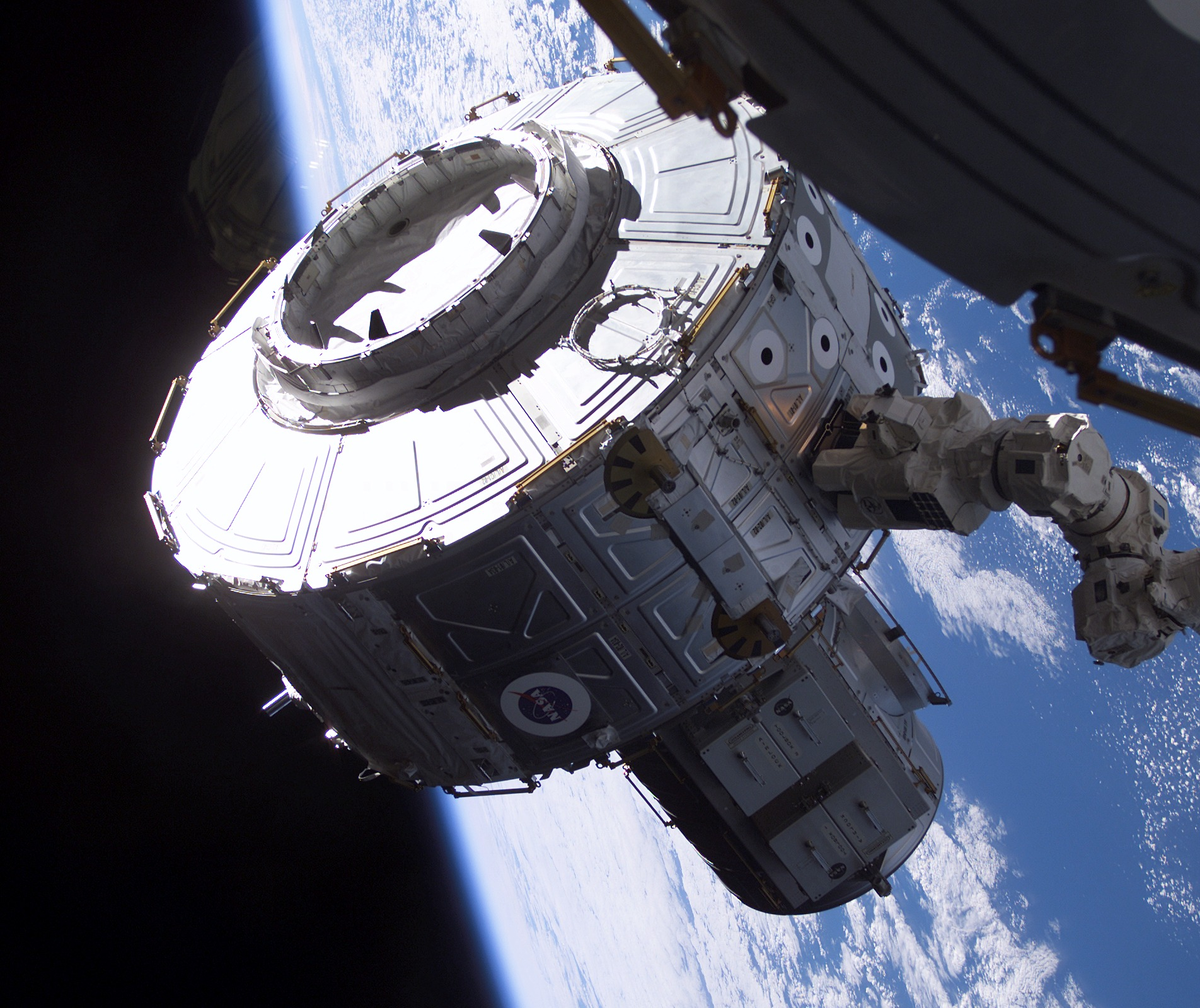
El mòdul de descompressió Quest en el procés d'instal·lació.

El mòdul americà Quest, que està fixat al node Unity, permet als astronautes efectuar les sortides extravehiculars. Juga el mateix paper que el Pirs de la part russa de l'estació però, contràriament a aquest, és compatible a la vegada amb les combinacions russes i americanes. Conté dues parts: la més ampla permet als astronautes equipar-se amb els seus vestits espacials i efectuar la llarga preparació per alliberar el seu organisme del nitrogen. La segona part, més estreta, és la cambra de descompressió pròpiament dita similar al de la llançadora espacial que permet, després d'haver tret l'atmosfera, accedir a l'exterior. Agregats al mòdul es troben dues grans reserves d'oxigen i dues reserves de nitrogen el contingut de les quals es fa servir a la vegada per Quest i per la part americana de l'estació. El mòdul Quest pesa 6,1| tones en buit, té una longitud de 5,5 metres per a un diàmetre màxim de 4 metres.

#### Mòdul Logístic Multiusos Leonardo
El Mòdul Logístic Multiusos Leonardo és un conjunt de tres mòduls pressuritzats construïts per Itàlia que es fan servir per transportar el material de la llançadora espacial americana que no pot ser exposat al buit. Està previst que Leonardo, un dels tres mòduls, després d'haver rebut una protecció contra els micrometeorits, resti connectat permanentment per un amarrament de tipus CBM a l'estació després de la retirada de les llançadores espacials a la fi de 2010. El mòdul servirà de zona d'emmagatzematge.

### Parts no pressuritzades

#### Biga

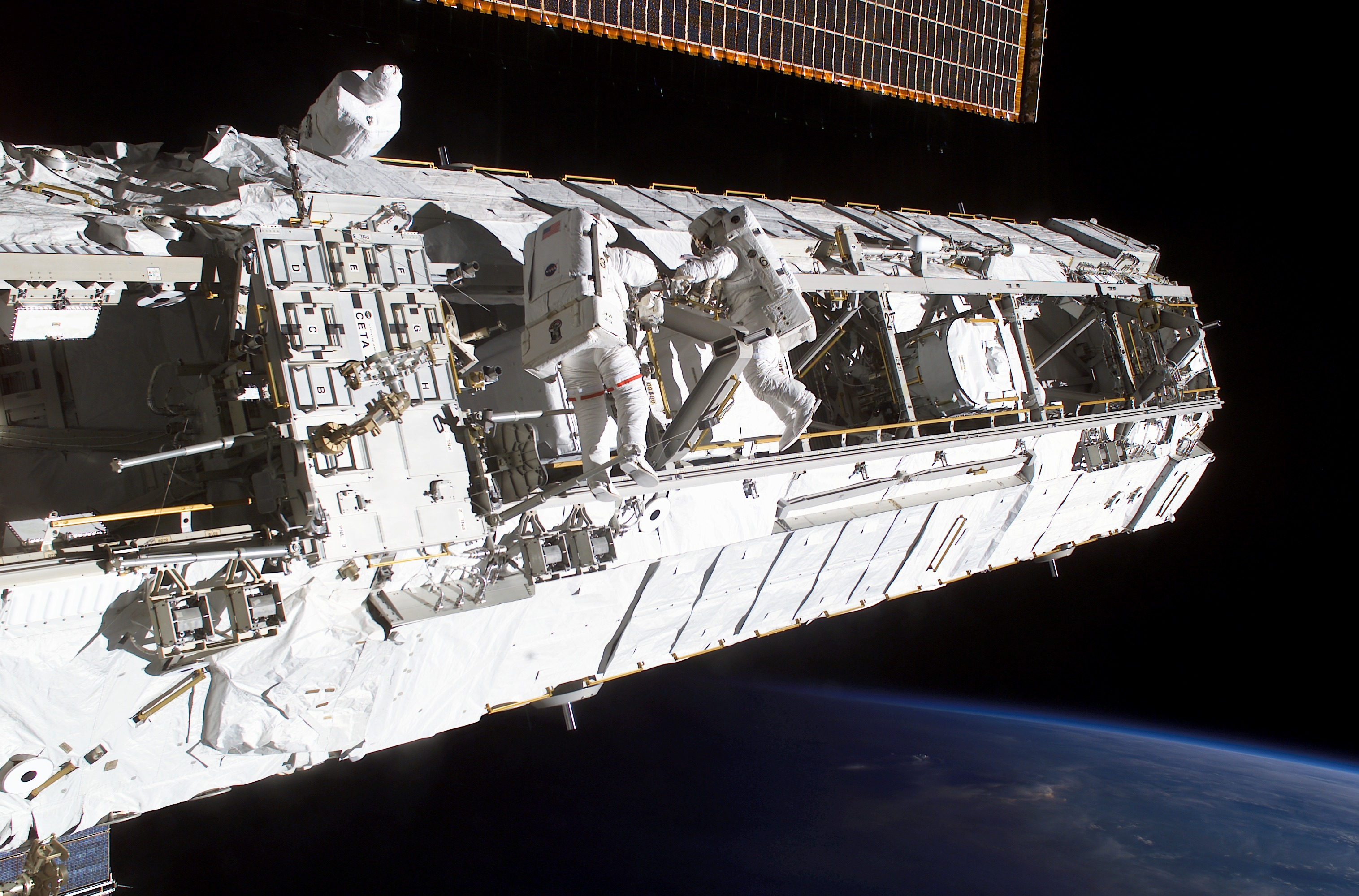
Dos astronautes treballen sobre la biga

La biga és l'estructura més imponent de l'estació amb una longitud de 108,5 metres. El seu paper principal és de portar els plafons solars que subministren l'energia a l'estació i els radiadors que asseguren la regulació tèrmica dels mòduls pressuritzats. La seva dimensió permet als plafons solars orientar-se sense destorb dels mòduls pressuritzats i els plafons que hi ha connectats. Està constituïda d'11 segments que han estat reunits en òrbita. La biga és perpendicular al tronc central de la part pressuritzada de l'estació. Està constituïda d'una part central fixa (segments de biga S0, P0 i P1) sòlidament fixada al seu punt mig al cim del laboratori americà Destiny i de dues extremitats (babord i estribord) que porten els plafons solars i que pivoten al voltant de l'eix per tal d'alinear sempre les cel·les fotovoltaiques de cara al Sol. Els plafons solars poden ells mateixos pivotar per parelles.
La biga serveix també de suport a tres plataformes externes que permeten emmagatzemar peces de recanvi així com a quatre plataformes, les EXPRESS Logistics Carrier, en les que es troben els experiments científics que no necessiten ser instal·lats en un medi ambient pressuritzat o qui voluntàriament cal exposar-los al buit. Un experiment científic particular, l'espectròmetre magnètic alfa, disposa d'un emplaçament específic sobre la biga. Finalment el braç telemanipulador Canadarm2 està normalment instal·lat sobre un carretó mòbil que pot desplaçar-se a baixa velocitat al llarg dels tres segments no rotatius de la biga el que permet així d'augmentar el seu camp d'acció d'aproximadament 40 metres.
El mòdul no pressuritzat Z1 fixat al port d'amarrament zenital d'Unity serveix de suport als quatre giroscopis de l'estació així com a les principals antenes de telecomunicacions.

#### Braços i robots telemanipuladors

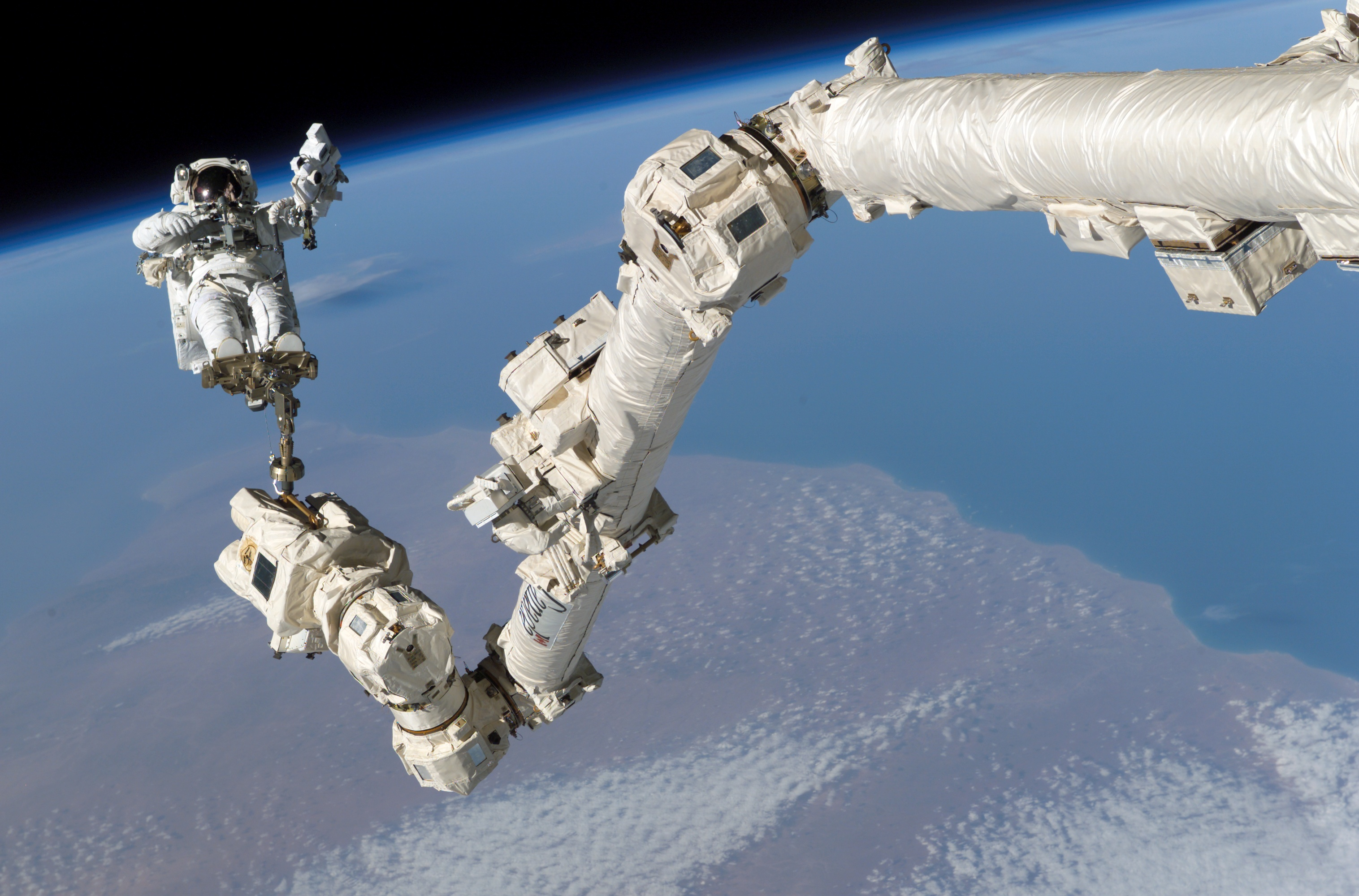
L'astronauta Steve Robinson a l'extrem del braç Canadarm2

L'estació disposa de diversos braços controlats a distància que permeten el muntatge de l'estació i el seu manteniment. Tenint en compte la mida de l'estació, l'origen multinacional dels seus components i la diversitat de les necessitats, s'han instal·lat diversos braços.
El braç Canadarm2 és el més important dels sistemes d'aquest tipus presents a l'estació i constitueix la principal contribució del Canadà. És una versió més potent del braç Canadarm instal·lat sobre la llançadora espacial americana. Longitud de prop de 17,6 metres disposa de 7 graus de llibertat i és capaç de desplaçar càrregues de 116 tones. Normalment està fixat sobre un carretó - el Mòbil Remote Servicer MRS - que es desplaça al llarg de la biga, però la base present en les seves dues extremitats també es pot fixar a un dels punts d'enganxada repartits sobre l'estació (els Power Data Grapple PDGF que li subministren energia elèctrica i les connexions de vídeo i informàtiques. Pot canviar de punt de fixació desplaçant-se com una eruga: aquesta mobilitat combinada a la seva gran longitud li permet atènyer una gran part de les instal·lacions. Establert el 2006, s'ha fet servir principalment per a la col·locació dels principals elements de l'estació. Ha rebut des de 2008 una extensió, el (dextre (SPDM)), molt més precisa (15 graus de llibertat), que permet manipulacions que exigeixen una gran destresa quan la massa no sobrepassa els 600 kg: Destra pot o bé perllongar el braç Canadarm 2 o bé funcionar de manera autònoma ancorant-se sobre un dels punts d'enganxada de l'estació. El braç Canadarm2 pot ser controlat des de dos llocs de treball mòbils situats a l'estació. Està previst que un d'aquests llocs sigui desplaçat el 2010 a la Cupola, que proveirà una vista directa sobre una gran part de l'estació a l'operador. Aquest últim treballa avui utilitzant les imatges restituïdes per càmeres instal·lades sobre el braç així com les dades què subministren sensors

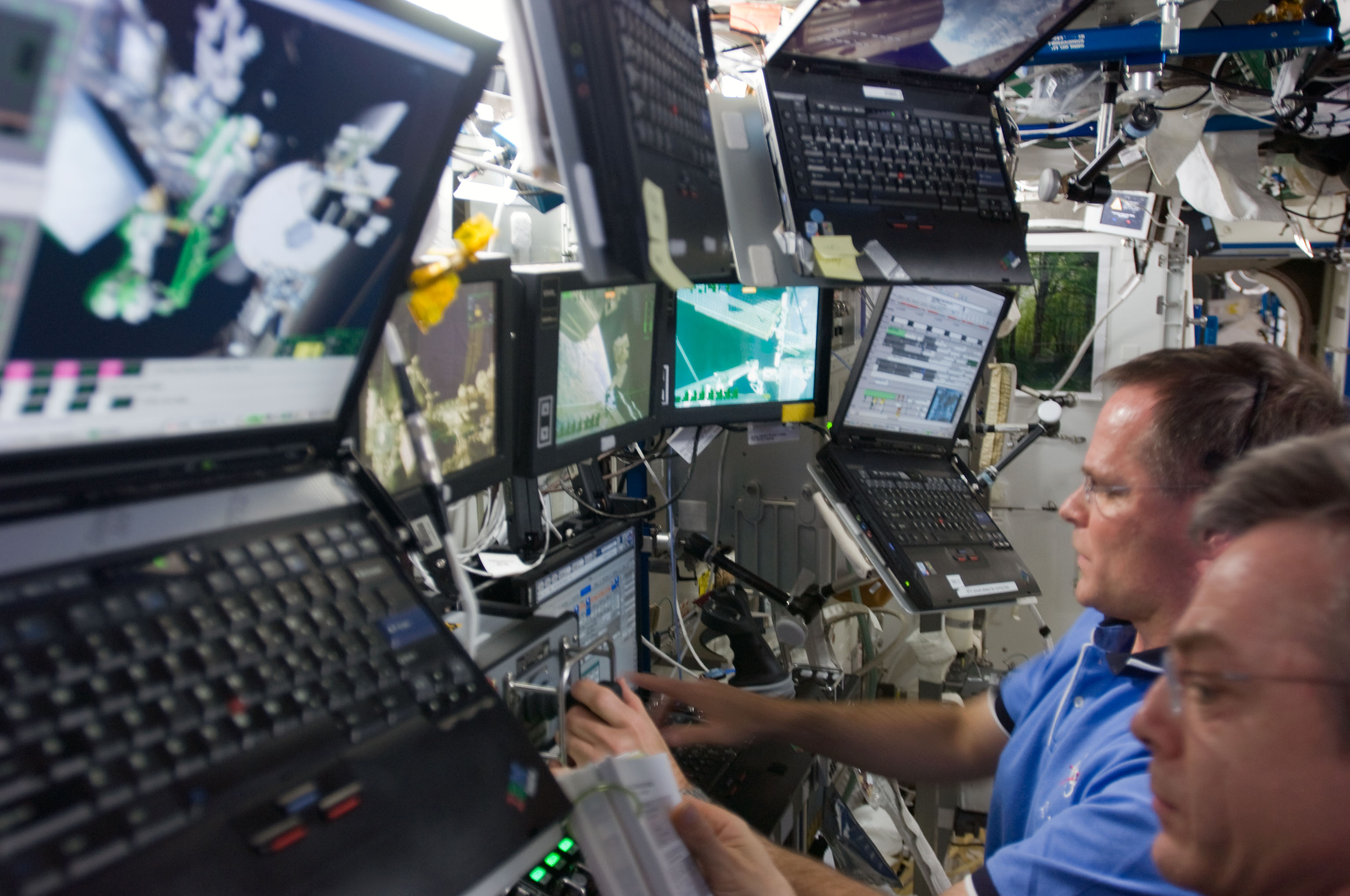
Lloc de treball del teleoperador de Canadarm2

Els braços telemanipuladors russos Strela estan instal·lats al mòdul Pirs. Un d'ells permet intervenir sobre el mòdul Zaryà mentre que l'altre permet atènyer Zvezdà.
El braç telemanipulador europeu (ERA en anglès) té una longitud d'onze metres per a una massa de 630 kg i és capaç de desplaçar càrregues que pesin fins a vuit tones. Disposa de 7 graus de llibertat. Ha de ser instal·lat a l'estació el 2010 amb el mòdul rus Rassvet i s'encarregarà llavors de les intervencions sobre els mòduls russos. Els dos extrems del braç robotitzat es poden fixar sobre punts dispersats a la superfície de l'estació o sobre el carretó mòbil situat sobre la biga que també fa servir el braç Canadarm. Un extrem es fixa sobre un punt d'ancoratge, mentre que el segon manté l'eina o l'objecte a manipular. Els dos extrems tenen les mateixes capacitats i poden per tant servir successivament de punt d'ancoratge i això permet al braç desplaçar-se per la superfície de l'estació sense intervenció humana. Els cosmonautes ho poden controlar des de l'interior de l'estació espacial, però també des de l'exterior. Aquest últim permet agafar objectes proveïts del sistema d'enganxada adequada. Es trobarà igualment proveït de càmeres de vídeo, i d'una eina multitasques. L'operador fa servir un lloc de treball mòbil.
També hi ha un braç associat al mòdul japonès (JEM-RMS). Aquest situat fora del laboratori Kibo alberga els experiments d'aquest mòdul que poden ser exposats al buit. Aquesta eina es compon d'un primer braç de 10 metres, que disposa de 6 graus de llibertat, i d'un petit braç addicional. Ambdós són comandats des d'un lloc de control dedicat instal·lat dins del mòdul, que disposa de dos ulls de bou que permten la visió directa sobre el camp d'operació dels braços robòtics.

### Equips de recerca científica

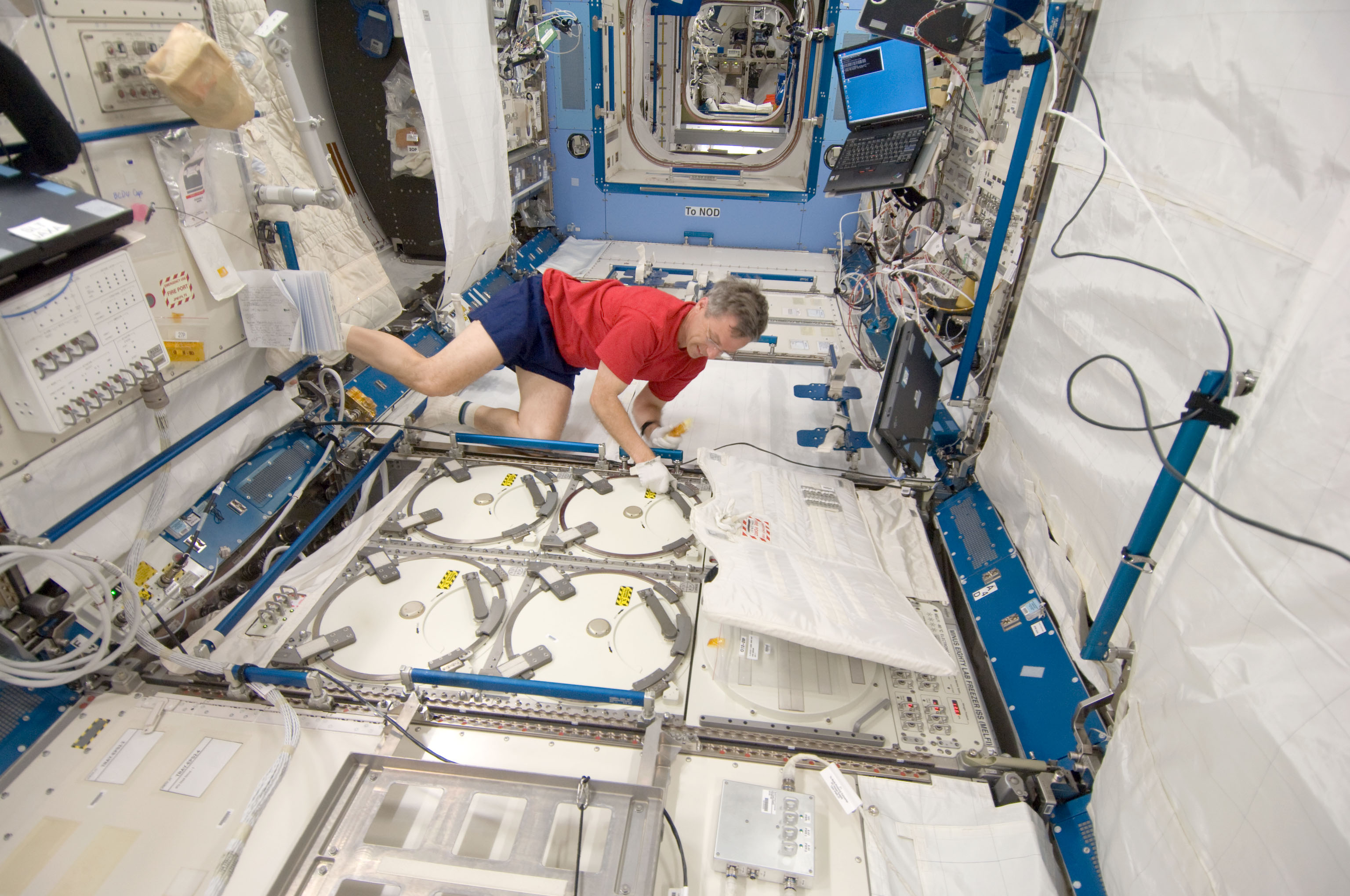
Melfi permet conservar mostres a -80 °C

Els equips de recerca científica estan instal·lats a la vegada en la part pressuritzada de l'estació i sobre parts exposades al buit. Entre els equips científics instal·lats es poden distingir els equips multiusos (refrigeradors, despresuritzats racks...) Els minilaboratoris dedicats a biologia, a fisiologia humana, a ciències de materials i finalment els experiments d'observació de la Terra i d'estudi de l'Espai. Aleshores aproximadament un terç dels emplaçaments destinats a rebre experiments estaven buits.
Tots aquests experiments es controlen a la vegada per la tripulació permanent de l'estació espacial i des dels centres de control dels països partícips situats a Terra. Aquests últims generalment poden rebre les dades recollides per sensors i posar en marxa seqüències d'operacions si no requereixen manipulacions.

#### Equips multiusos
Els equips multiusos comprenen sobretot:
Els express racksEls express racks són equips que permeten acollir en calaixos movibles diversos experiments (fins a 8). Hi ha set expres racks repartits pels laboratoris de l'estació. Certs experiments tenen vocació de quedar permanentment mentre que altres es queden un temps limitat. Cada Expres rack ocupa una badia del format estàndard ISPR
Els refrigeradorsEl Minus Eighty degrees Celsius Laboratory Freezer for the ISS (MELFI) realitzat per l'ESA té una capacitat de 175 litres i permet conservar mostres biològiques a -80 °C, -26 °C o +4 °C. El General Laboratory Active Cryogenic ISS Equipment Refrigerator (GLACIER) és un refrigerador d'11,35 litres la temperatura del qual es manté a -165 °C. Microgravity Experiment Research Locker/Incubator (MERLIN) es pot fer servir com a refrigerador, congelador o incubadora amb una temperatura que es pot fixar entre -20 °C i 48,5 °C. (capacitat 4,17 litres).
Les caixes de guantsHi ha dues caixes de guants disponibles l'una fixa de gran dimensió (MSG), l'altra (PGB) més petita i portable.

#### Equips d'investigació biològica

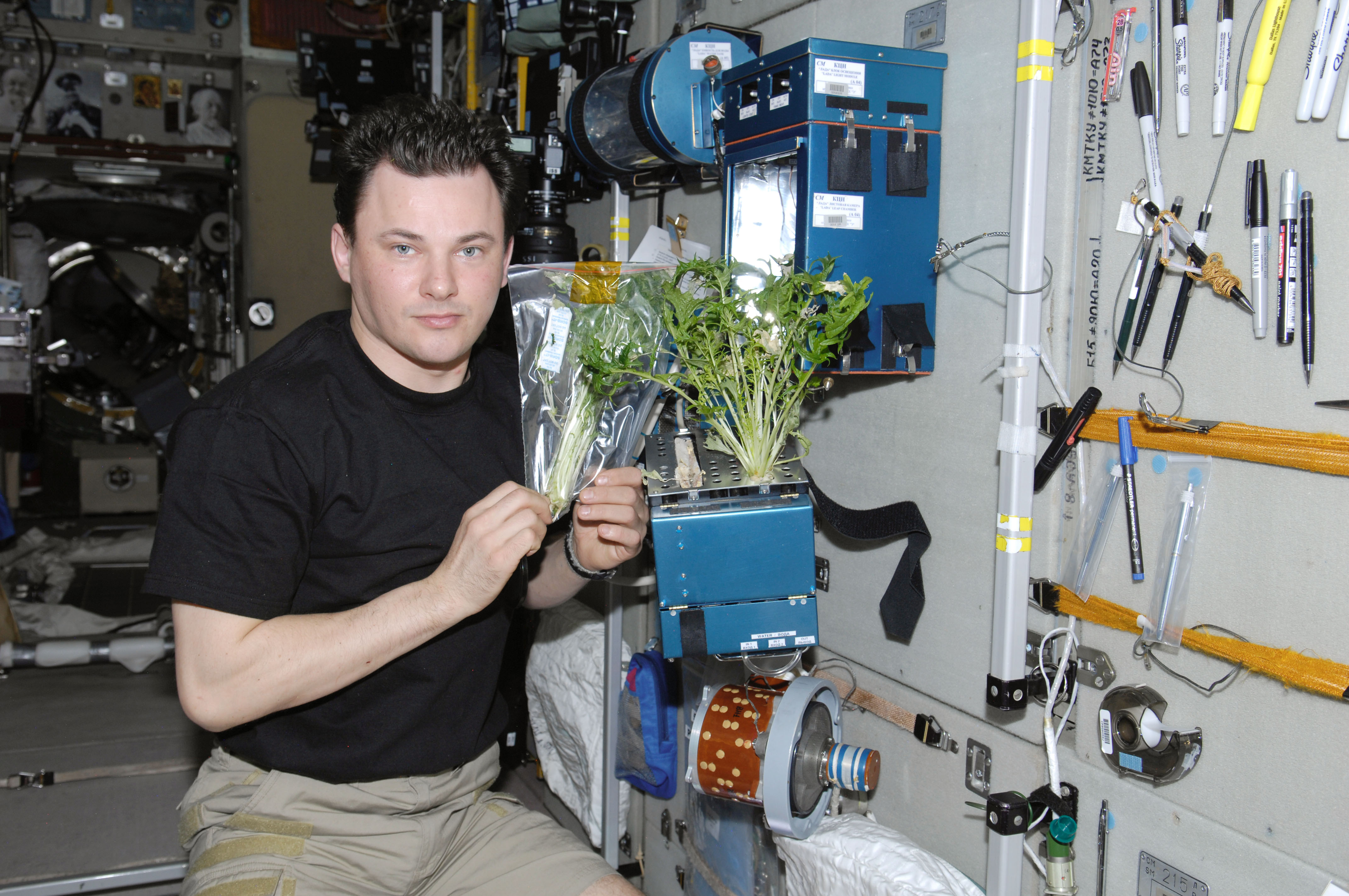
Experiment biològic en el mòdul Zvesdà

Els equips d'investigació biològica comprenen sobretot:
- Els hivernacles (com ABRS de la NASA, Biolab de la ESA, LADA de Roscosmos, ECMS) en els quals es pot controlar el medi ambient (llum, composició de l'atmosfera, temperatura). S'hi cultiven vegetals o s'hi crien organismes vius de petita dimensió (insectes, aranyes). L'objectiu és estudiar la influència de la ingravidesa i de les radiacions sobre el creixement i la reproducció. Certs experiments comprenen una centrifugadora per modular la gravetat
- Un aquari (Aquatic Habitat de JAXA) permet l'estudi de petits peixos (Oryzias latipes i peix zebra).
- Les incubadores (CGBA i BSTC de la NASA, Kriogem-3M de Roscosmos, Saibo de JAXA) permetent estudiar el creixement de les cèl·lules
- Els experiments destinats a estudiar el creixement ossi (EBCS de CSA, MSDS)
- Expose, un experiment de la ESA que permet sotmetre mostres a les condicions en l'espai.

#### Els equips d'investigació sobre la fisiologia humana

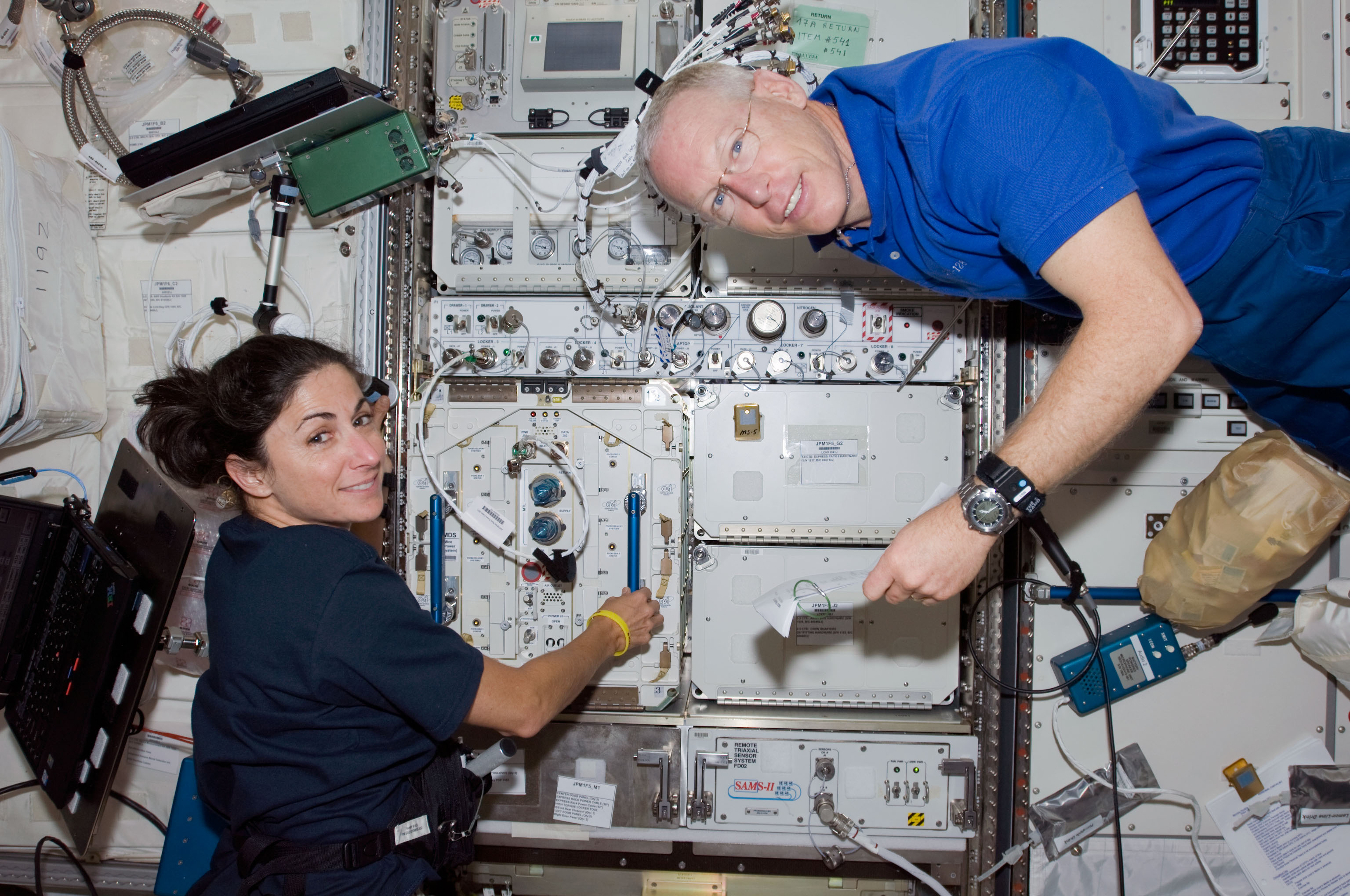
Treball al laboratori Kibo

Els equips d'investigació biològica comprenen sobretot:
- Human Research Facility (HRF-1 i HRF-2) de la NASA i EPM (que comprèn Cardiolab del CNES) de la ESA són un conjunt d'instruments que permeten mesurar l'efecte dels sojorns de llarga duració a l'espai.MARES i PEMS es concentren en la incidència de la microgravetat sobre els músculs
- Estudi de la funció pulmonar (PFS)
- Mesures de la distribució de les radiacions (maniquí Matryoshka, EVARM de CSA) i del seu efecte (ALTEA de la NASA incidència sobre la vista i l'activitat cerebral)
- Els equips de manteniment físic més recents (cinta transportadora Colbert, cycloergomètre CIVIS, ARED) estan equipats amb captadors que subministressin a un cert nombre de paràmetres fisiològics als equips de terra
- L'adaptació de l'home a l'absència de gravetat també s'estudia a través de les experiències HPA (adaptació dels moviments implicant les mans i els braços) i ELITE-S2 (visió i activitat cerebral associada).

#### Equips d'investigació sobre física i ciència dels materials

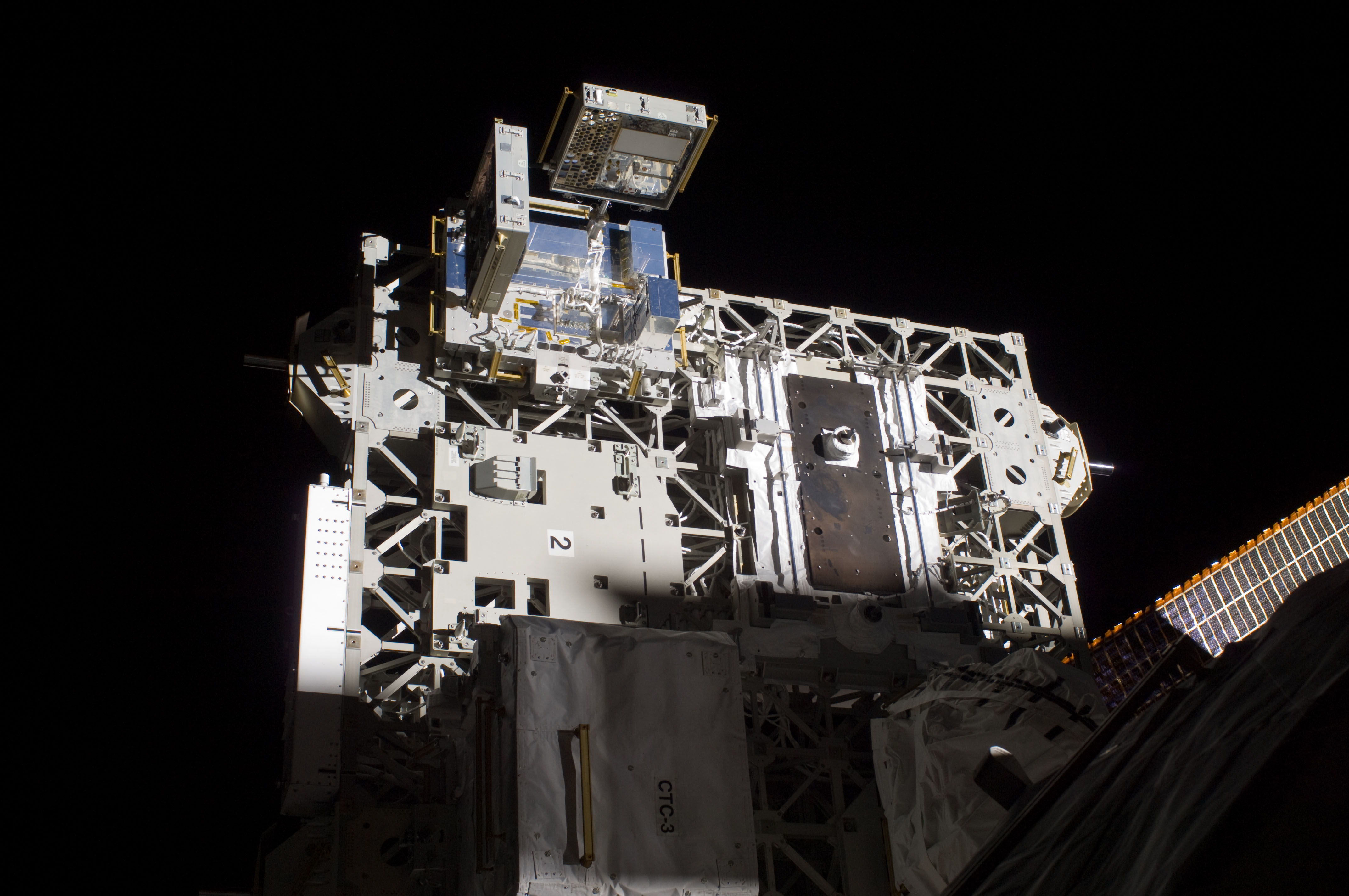
La ExPRESS logistics Carrier ELC-2 amb un sol experiment científic (MISSA-7)

Els equips d'investigació sobre física i ciència dels materials comprenen sobretot.:
- Combustió Integrated Rack (CIR) de la NASA que permet estudiar els fenòmens de combustió.
- Fluid Science Laboratory (FSL) de le ESA, Fluids Integrated Rack (FIR) de la NASA i DECLIC del CNES són equips que permeten estudiar el comportament dels fluids.
- GHF de JAXA és un forn elèctric que permet generar cristalls de gran qualitat.
- Materials Science Research Rack (MSRR-1) és un minilaboratori que permet l'estudi de materials tals com els polímers, cristalls, ceràmiques, aliatges i semiconductors.
- SpaceDrums de la NSASA permet operar (combustió) sobre materials sòlids i fluids mantinguts en suspensió gràcies a l'emissió d'ultrasons.
- Ryutai de JAXA és un rack que reuneix diversos experiments sobre fluids.
- SHS de Roscosmos és un forn de molt alta temperatura (3.000 K).
- MISSE de la NASA permet provar la resistència de components a l'ex osició en l'espai: electrònica, òptica, sensors, equips de comunicació, components estructurals i revestiments.

#### Observació de la Terra i l'estudi de l'Espai

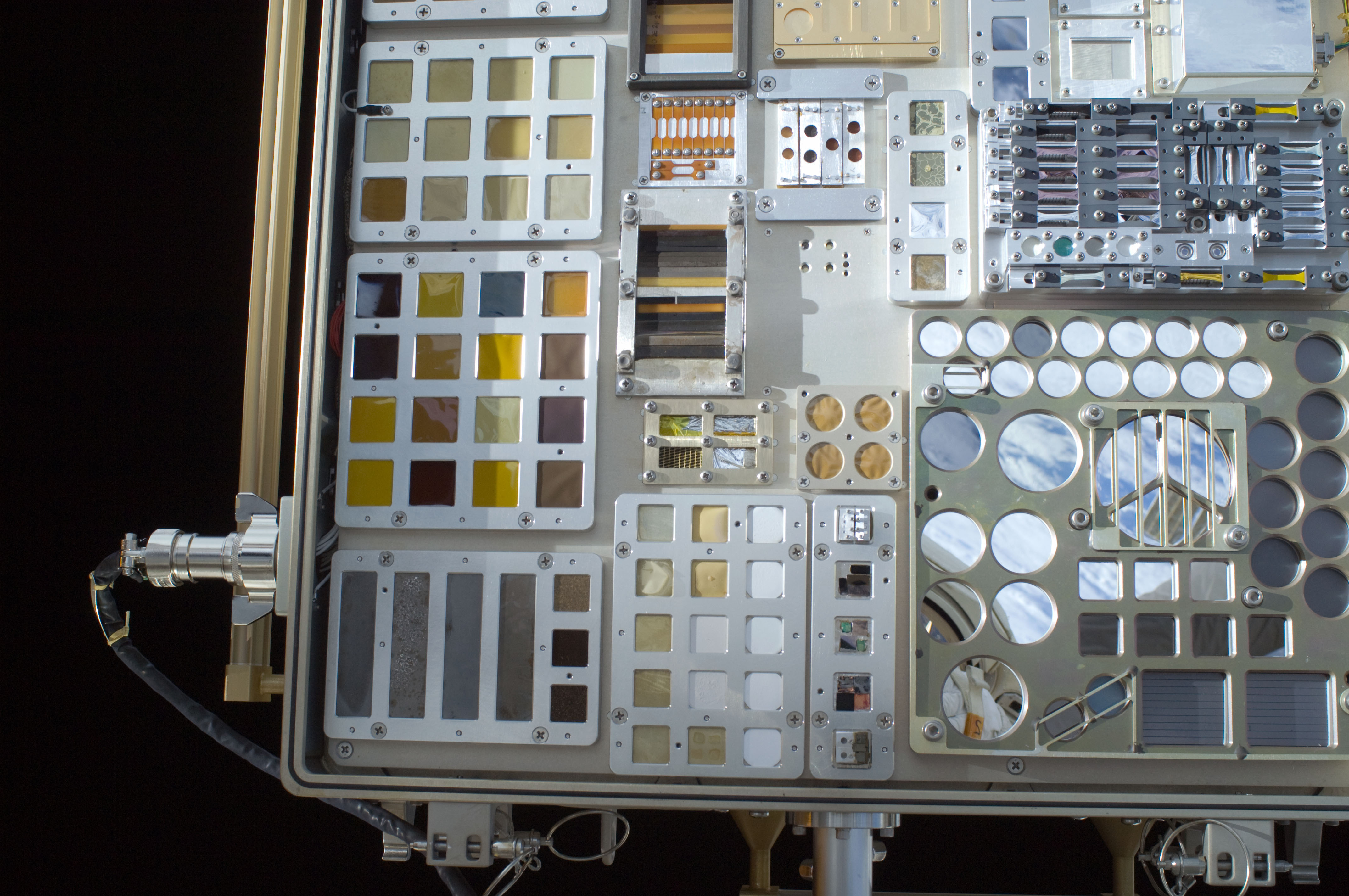
Primer pla sobre Misse-6

Certs equips d'investigació s'instal·len fora dels mòduls pressuritzats. Diversos punts d'ancoratge, que disposen d'una alimentació elèctrica i de connexions informàtiques, estan disponibles en diferents indrets de l'estació.:
- Quatre ExPRESS Logistics Carrier, poden o bé rebre experiments científics exposats al buit espacial o bé servir de lloc d'emmagatzematge per a peces de recanvi. Estan instal·lades a sobre i a sota de la biga per permetre triar entre l'exposició dels experiments a la cara de la Terra o de cara a l'espai. El novembre de 2009 n'hi havia instal·lats dos dels quatre, el tercer va seguir el febrer de 2011 i el quart el mateix del mateix any.
- L’Experiment logistic module – Exposed section (ELM ES) és una prolongació vers l'exterior del laboratori japonès destinat a rebre els experiments científics japonesos. Una cambra de descompressió permet fer passar experiments des de l'interior del laboratori Kibo i un braç manipulador telecomandat permet establir o retirar equips sense haver d'efectuar sortides extravehiculars.
- Quatre punts d'ancoratge exteriors que poden rebre experiments científics estan disponibles fora del laboratori d'investigació europeu Columbus (Columbus External Payload Facility o CEPF)
- Alguns experiments disposen d'ancoratge i de connexions elèctriques i informàtiques a l'exterior del mòdul rus Zvezdà.
- Sobre la biga un emplaçament específic està reservat a l'Espectròmetre Magnètic Alfa.

Els equips d'observació de la Terra i d'estudi de l'Espai comprenen el 2009:
- El Window Observational Research Facility (WORF) és un ull de bou de gran dimensió situat al laboratori Unity i equipat amb un vidre de qualitat òptica. Pot rebre diferents instruments dedicats a l'observació de la superfície terrestre i es fa servir sobretot per a l'estudi dels continents o dels fenòmens atmosfèrics.
- Solar de l'ESA, mesura amb un triple espectròmetre la irradiància del Sol.
- EuTEF de l'ESA mesura amb l'ajuda de 9 instruments i mostres els efectes del medi ambient espacial i de les radiacions.
- L'Espectròmetre magnètic alfa (instal·lat el 2010) ha de recollir dades sobre la matèria negra i l'antimatèria.
- MAXI de l'agència espacial japonesa Jaxa estudia les fonts de raigs X.
- SMILES de JAXA estudia els rastres de gas en l'estratosfera.
- SEDA-AP de JAXA mesura les característiques del medi ambient al voltant de l'estació espacial.

### Els sistemes

#### Energia

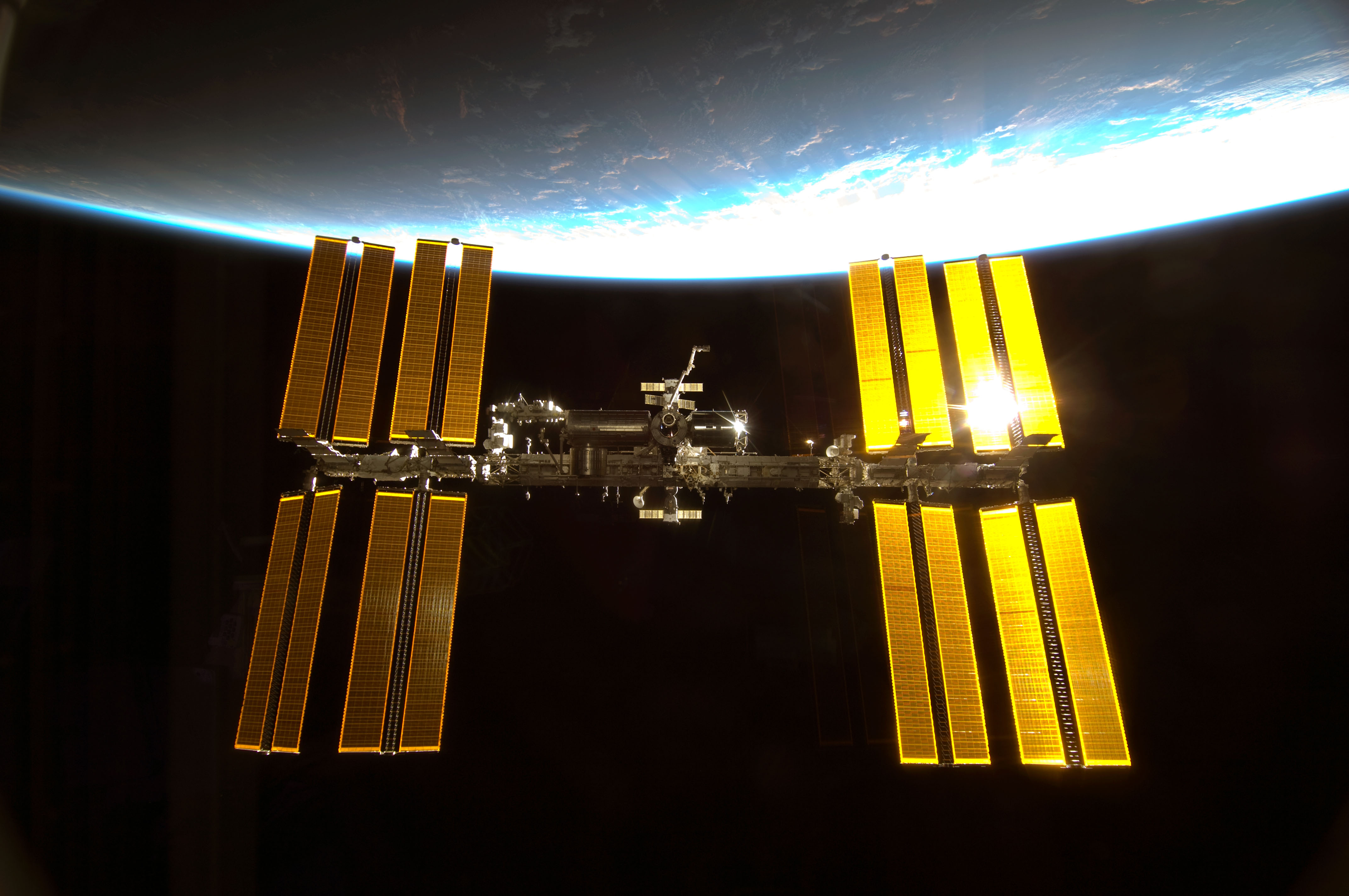
Plafons solars vistos des de la missió STS-130.

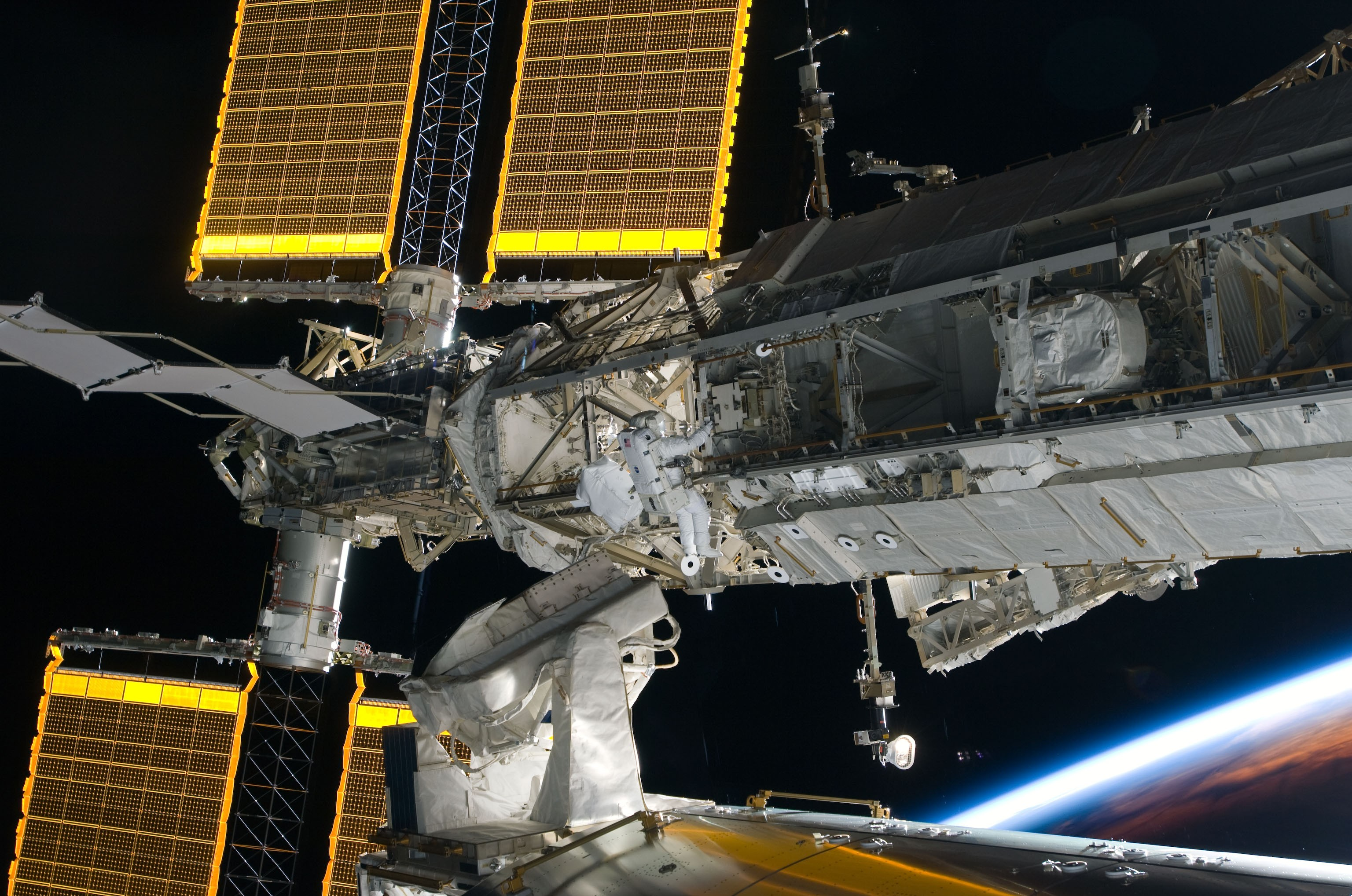
Examen de dos dels plafons solars dobles, l'astronauta Steve Bowen de la missió STS-126 treballa sobre la biga que dona a l'escala.

L'energia és vital per al funcionament de l'estació espacial i la supervivència dels seus ocupants. D'altra banda, condiciona sovint la realització dels experiments científics. Per a la part no russa de l'estació l'energia prové dels plafons solars instal·lats sobre la biga de l'estació. Sobre aquesta, vuit plafons solars dobles (Solar Array Wing o "SAW") estan instal·lats a banda i banda dels elements de biga P3/P4, S3/S4, P5/P6 i S5/S6. Un «SAW» conté dos plafons compostos cadascun de 16.40 cel·les fotovoltaiques formant un conjunt de 34 metres de llarg, 12 metres d'ample i que pot produir fins a 32,8 kw de corrent continu. El corrent és regulat a 160 Volts després convertit a una tensió de 120 Volts (per fer front a les baixades d'alimentació) abans de ser conduït fins als diferents equips usuaris Els equips de regulació del corrent són refrigerats amb l'ajuda d'un circuit pel qual circula un fluid refrigerant (amoníac) que evacua aquesta calor gràcies a un conjunt de radiadors fixats a cada element de biga portador de plafons solars. Cadascun d'aquests 4 radiadors fotovoltaics (PVR), conté 7 elements d'una superfície total de 13 metres sobre 3,4 metres i pesa 0,8 tones, permet evacuar fins a 9 Kw d'energia.
Generalment els plafons solars estan orientats per tal de maximitzar l'energia solar. Dos tipus d'unions giratòries motoritzades (alfa i beta) permeten orientar els plafons amb dos graus de llibertat. Si els imperatius de subministrament d'energia no són prioritaris, els plafons es poden orientar per tal de reduir la resistència aerodinàmica. És la disposició generalment adoptada quan l'estació es troba a l'ombra de la Terra (configuració «Night Glider mode»). Pot tanmateix passar que l'estació desplegui voluntàriament aquest "fre aerodinàmic" per abatre la seva òrbita i que una nau molt carregada la pugui atènyer més fàcilment. Durant els eclipsis, quan la Terra intercepta el flux lluminós, que es produeixen de mitjana durant un terç d'una revolució de l'estació al voltant de la Terra, els plafons solars no estan il·luminats i l'estació utilitza l'energia emmagatzemada en un conjunt de bateries de níquel hidrogen que es recarreguen durant els períodes de «dia».
La part russa de l'estació s'alimenta per 4 plafons solars instal·lats sobre els mòduls Zarià i Zvezdà. Estava previst que Rússia instal·lés un conjunt de plafons solars de mida adequada que permetessin que la part rusa de l'estació de ser autònoma en el pla energètic però el mòdul que els havia de portar s'ha abandonat així com el laboratori espacial associat per raons pressupostàries. Finalment està previst que els mòduls russos facin servir l'energia elèctrica produïda pels plafons solars instal·lats sobre la biga amb una tensió transformada a 28 volts.

#### Control tèrmic

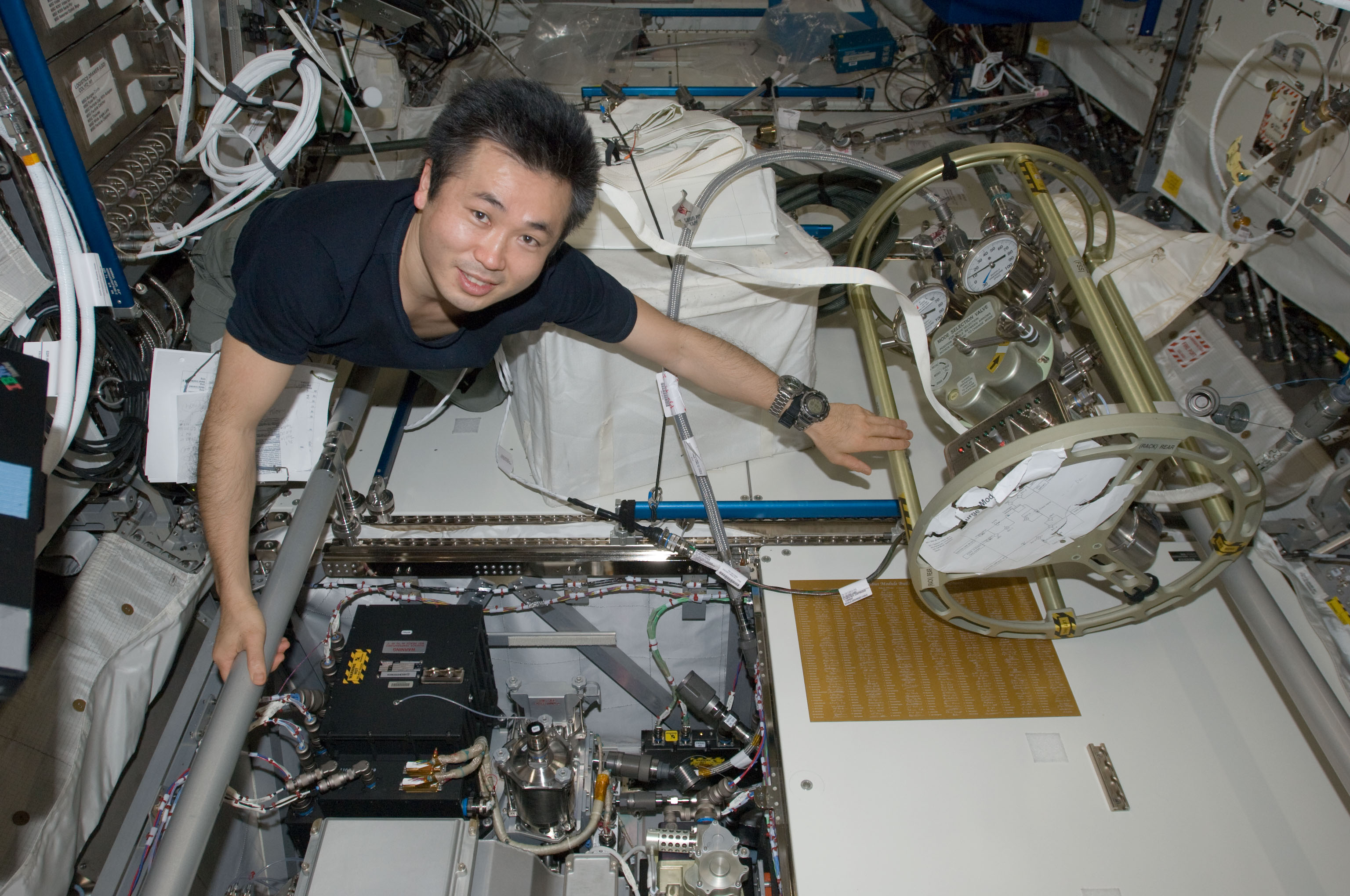
Intervenció sobre el circuit de regulació tèrmica interna.

L'activitat humana i els experiments científics generen dins dels mòduls pressuritzats un excedent de calor que s'ha d'evacuar. En l'exterior els equips i els mòduls s'han de protegir dels contrasts tèrmics generats per l'exposició directa o l'absència d'exposició al Sol que generen variacions de temperatura compreses entre -126 °C i 149 °C. El sistema de control tèrmic té el paper de mantenir en una forquilla de temperatura acceptable els diferents components de l'estació. Diversos mitjans, passius o actius, acompleixen aquesta tasca.
Dins dels mòduls pressuritzats els mètodes passius es reemplacen per un sistema actiu. En la part no russa de l'estació, la calor s'evacua per un circuit en el qual circula aigua que es posa en contacte amb els equips generadors de calor. Un bescanviador transfereix les calories recollides per l'aigua a un segon circuit exterior en el qual circula l'amoníac (més eficaç que l'aigua en aquest paper però massa perillós per ser utilitzat dins dels mòduls): aquest circuit dirigeix la calor fins a dos conjunts de radiadors (Heat rejection system HRS) instal·lats respectivament sobre els segments S1 i P1 de la biga. Cada radiador pot evacuar 35 kW i està compost de 24 plafons junts ocupen 22 metres per 10 metres i pesen 3,7 tones. La part russa de l'estació fa servir pràcticament el mateix sistema i disposa dels seus propis radiadors. Els sistemes russos i americans no estan interconnectats.

#### Telecomunicacions

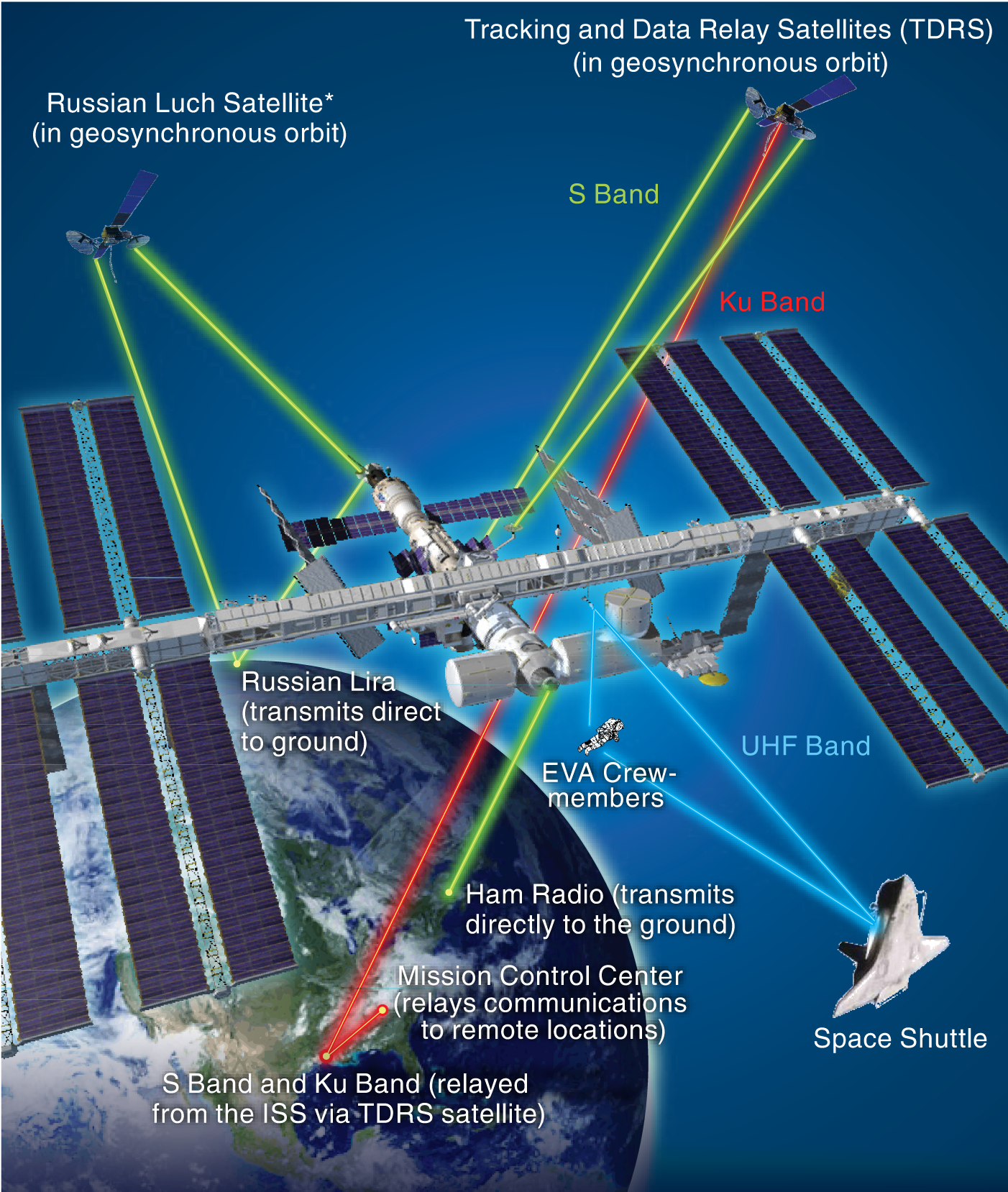
Els diferents sistemes de telecomunicacions que es fan servir a bord de l'estació espacial internacional.

Les comunicacions de ràdio són essencials per a les operacions de l'estació espacial: permeten els intercanvis de dades telemètriques i científiques entre l'estació i els centres de control de missió repartits al voltant del globus. També es fan servir durant les maniobres de trobada i atracament així com per als intercanvis entre els membres de la tripulació, els controladors de vol i amb els membres de la família. Per assegurar aquestes relacions, l'estació espacial disposa de diversos sistemes de telecomunicacions.
Cronològicament el primer sistema instal·lat va ser l'equip rus VHF Regul que permet, entre d'altres, les transmissions de dades telemètriques entre la part russa de l'estació i el centre de control de missió instal·lat a Moscou (TsUP) via una xarxa d'estacions de recepció terrestres i les constel·lacions de satèl·lits de telecomunicacions Loutch i Molniya. Les transmissions passen per l'antena Lira instal·lada sobre el mòdul Zvezdà. Dins de la part russa de l'estació, els intercanvis de ràdio estan assegurats per un sistema analògic que fa servir una connexió de coure.
La part no russa de l'estació espacial té dos sistemes de comunicació de ràdio diferents les antenes dels quals estan sobre el segment central Z1 de la biga: un enllaç de banda S es fa servir per a les comunicacions en àudio i un enllaç de Banda Ku es fa servir a la vegada per a l'àudio, el vídeo i les dades. Aquestes comunicacions són retransmeses per la xarxa de satèl·lits de telecomunicacions geoestacionàries TDRS que permeten un enllaç quasi continu amb el centre de control de missió de la NASA (MCC-H) a Houston. Aquest sistema de telecomunicació també es pot fer servir per transmetre dades al centre de control de Moscou via un enllaç telefònic permanent entre el centre de control de Houston i el de Moscou. Les dades intercanviades amb el braç telecomandat Canadarm 2, els laboratoris Colombus i Kib també es transmeten via les xarxes en banda S i Ku; si s'estableix el futur sistema European Data Relay Satellite i el seu equivalent japonès també es podran fer servir. Dins de l'estació les comunicacions les assegura una xarxa sense fils interna digtal.
Un sistema de ràdio en UHF es fa servir durant les sortides extravehiculars: així els russos poden comunicar o bé amb la part russa de l'estació o bé amb el centre de control a terra a condició que una estació terrestre estigui a l'abast (però en aquest últim cas de vegades amb les interferències creades per la ràdio del control del trànsit aeri en el sòl) mentre que els altres astronautes estan connectats amb la part no russa de l'estació.
Els enllaços UHF també es fan servir durant les maniobres d'atracament i de separació amb l'estació per les naus Soiuz, Progress, HTV, ATV i la llançadora espacial (tanmateix aquesta també fa servir les bandes S i Ku via la xarxa TDRSS) per rebre instruccions dels centres de control de missió a Terra i de la tripulació de l'estació espacial. Les naus que funcionen en mode automàtic com el HTV i l'ATV disposen d'altra banda del seu propi sistema de comunicacions: l'ATV fa servir un làser instal·lat sobre la nau i un joc de miralls instal·lats sobre el mòdul Zvezdà, anomenat Proximity Communications Equipment per atracar l'estació mentre que el HTV es fa servir per a l'aproximació un sistema basat en la xarxa GPS.

#### Sistema de suport de vital

Interaccions entre els diferents components del sistema de suport vital de l'estació espacial.

El sistema de suport de vida de l'estació espacial té a càrrec seu el manteniment d'un medi ambient viable per a la tripulació dins dels mòduls pressuritzats. En l'espai completament clos i aïllat de l'estació, això implica principalment reemplaçar de manera periòdica l'oxigen consumit pels astronautes, eliminar el diòxid de carboni expirat, filtrar els microorganismes, partícules i gasos orgànics, posar a disposició l'aigua necessària per als diferents usos, controlar i mantenir la temperatura, la pressió i la composició de l'atmosfera en una forquilla fixa i finalment vigilar l'aparició d'incendi i eventualment de combatre'l.

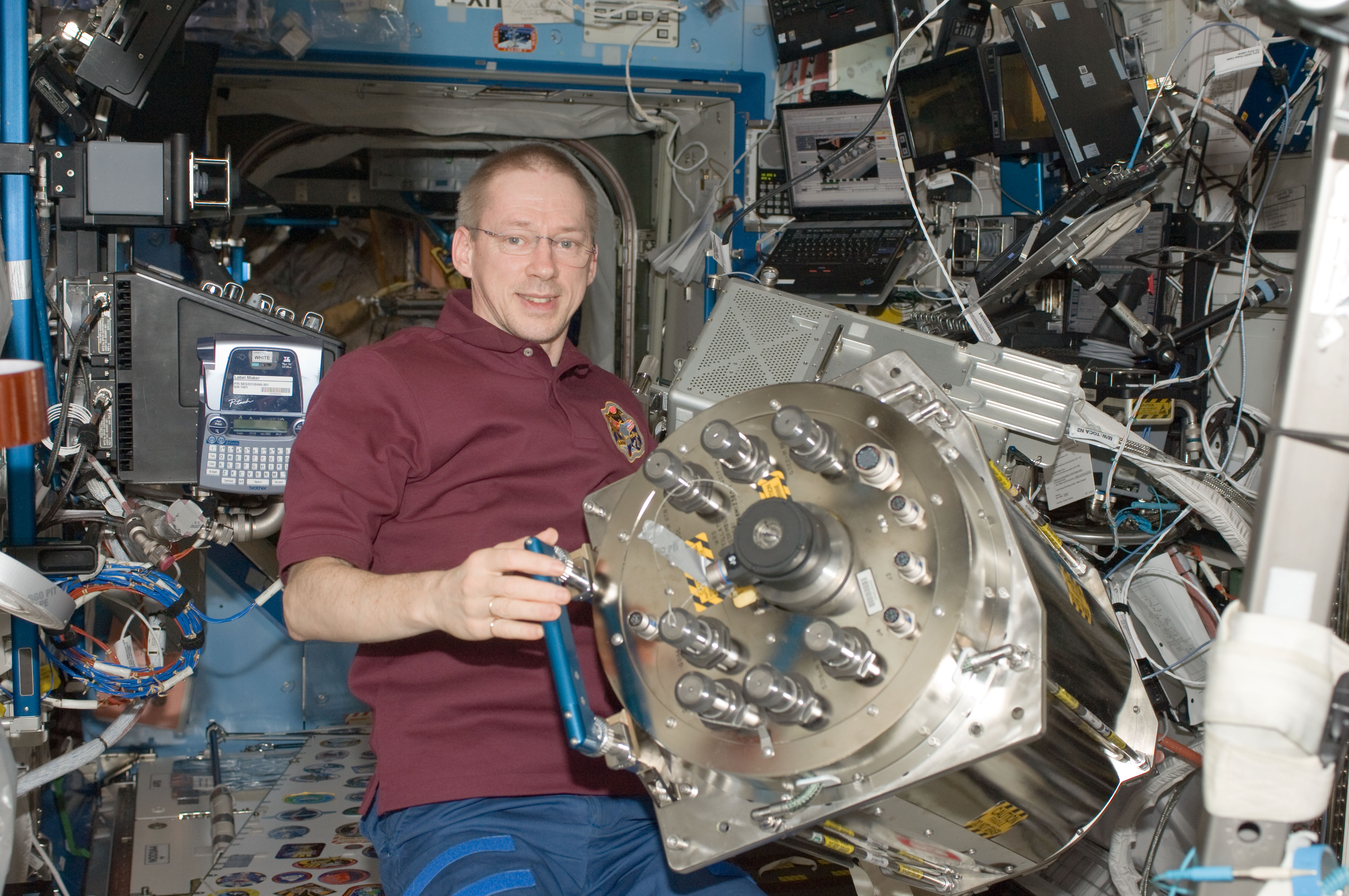
Frank de Winne desmunta el destil·lador d'orina (UPA) avariat que forma part del sistema de reciclatge de les aigües usades

Per limitar la massa dels consumibles (aigua i oxigen) transportats per les naus de càrrega, l'estació està equipada amb sistemes que permeten reciclar l'aigua i regenerar l'atmosfera de l'estació. Això permet reduir la massa dels consumibles a col·locar en òrbita a 6,7 tones anuals per a una tripulació permanent de 6 persones. Fins a 2008 aquesta funció era responsabilitat exclusiva del sistema Elektron instal·lat en el mòdul rus Zvezdà mentre que el diòxid de carboni s'eliminava gràcies al sistema Vozdukh a bord del mateix mòdul. Llavors aquest equip ha estat reforçat pel sistema americà ECLS instal·lat a tres racks del mòdul Tranquility iestà compost del sistema OGS per a la regeneració de l'atmosfera i WRS (Water Recovery System) que recull totes les aigües usades, aigües de bany, orina, vapor d'aigua contingut en l'atmosfera de la cabina. L'orina es destil·la en una primera subclasse (UPA) després el Water Processor Assembly (WPA) tracta les altres aigües usades i el producte de l'UPA. Arès ha de separar els gasos i les partícules sòlides, WPA elimina les deixalles orgàniques i els microorganismes gràcies a un conjunt de filtres i a un reactor catalític a alta temperatura després genera l'aigua potable.

 Aquesta instal·lació ha permès fer passar la tripulació permanent a sis persones. El consum estimat d'aigua per home i per dia és de 3,5 litres: sobre aquest volum WRS permet estalviar 1,3 litres reciclant l'orina i altres aigües usades mentre que Elektron en recupera 1,5 condensant la humitat de la cabina.
Hi ha dos sistemes que produeixen oxigen per electròlisi de l'aigua; el sistema americà pot combinar l'hidrogen produït per l'electròlisi amb el Co²; expirat per la tripulació generant aigua i metà aquest últim s'expulsa a l'exterior. Hi ha un sistema de socors basat en reserves d'oxigen emmagatzemades en ampolles i generadors d'oxigen a partir de productes sòlids.
Altres subproductes del metabolisme humà com el metà produït pel sistema intestinal i l'amoníac contingut a la suor s'eliminen per filtres en cartutx de carbó activat L'atmosfera a bord de l'estació es manté a una pressió similar a la de l'atmosfera terrestre al nivell del mar. o sigui a 101,3 kpa. La utilització d'una composició anàloga a la de l'atmosfera terrestre és més confortable per a la tripulació i més segura que una atmosfera d'oxigen pur

## La vida a bord de l'estació

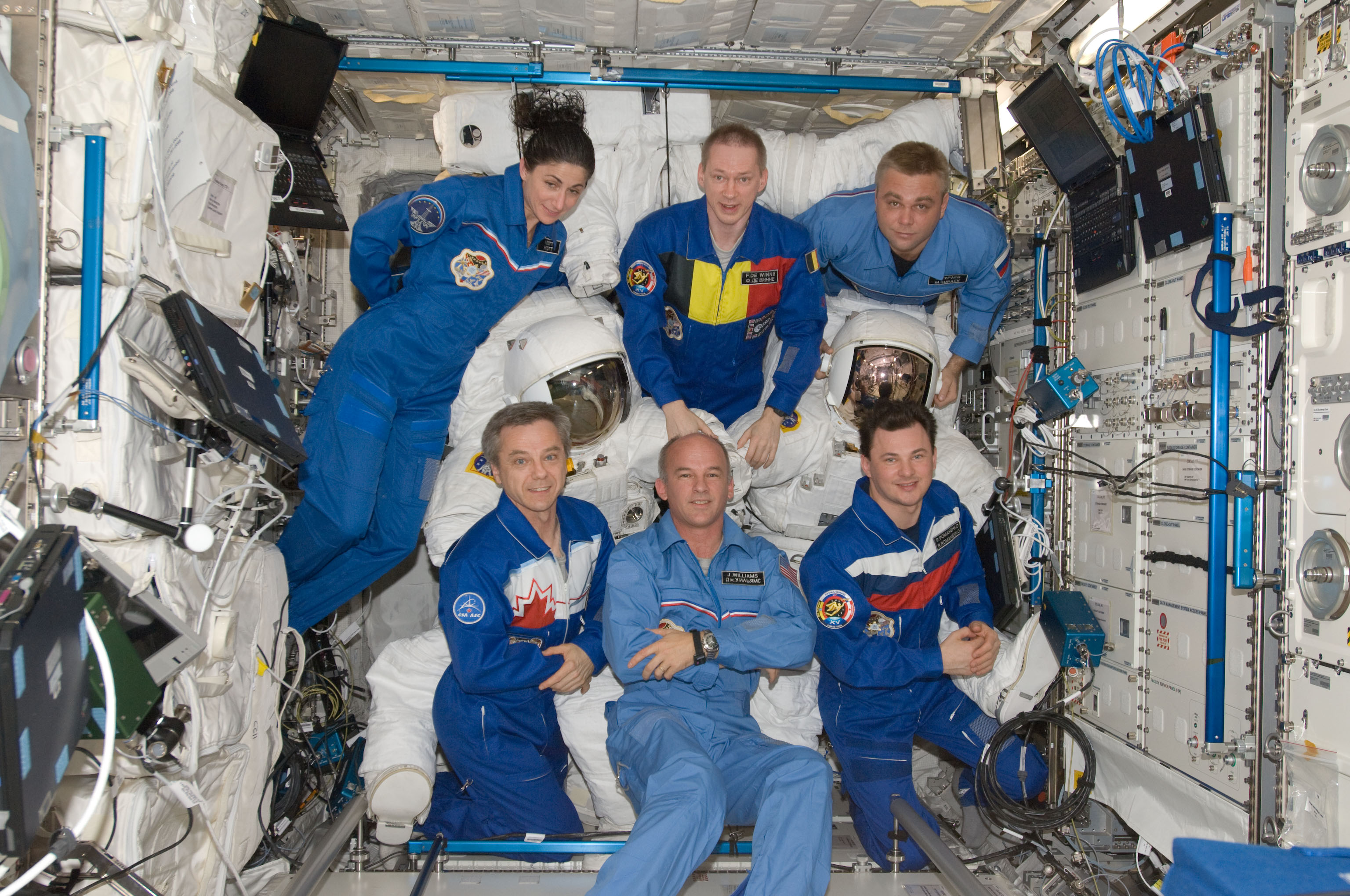
Foto de grup de la tripulació permanent de l'expedició 21

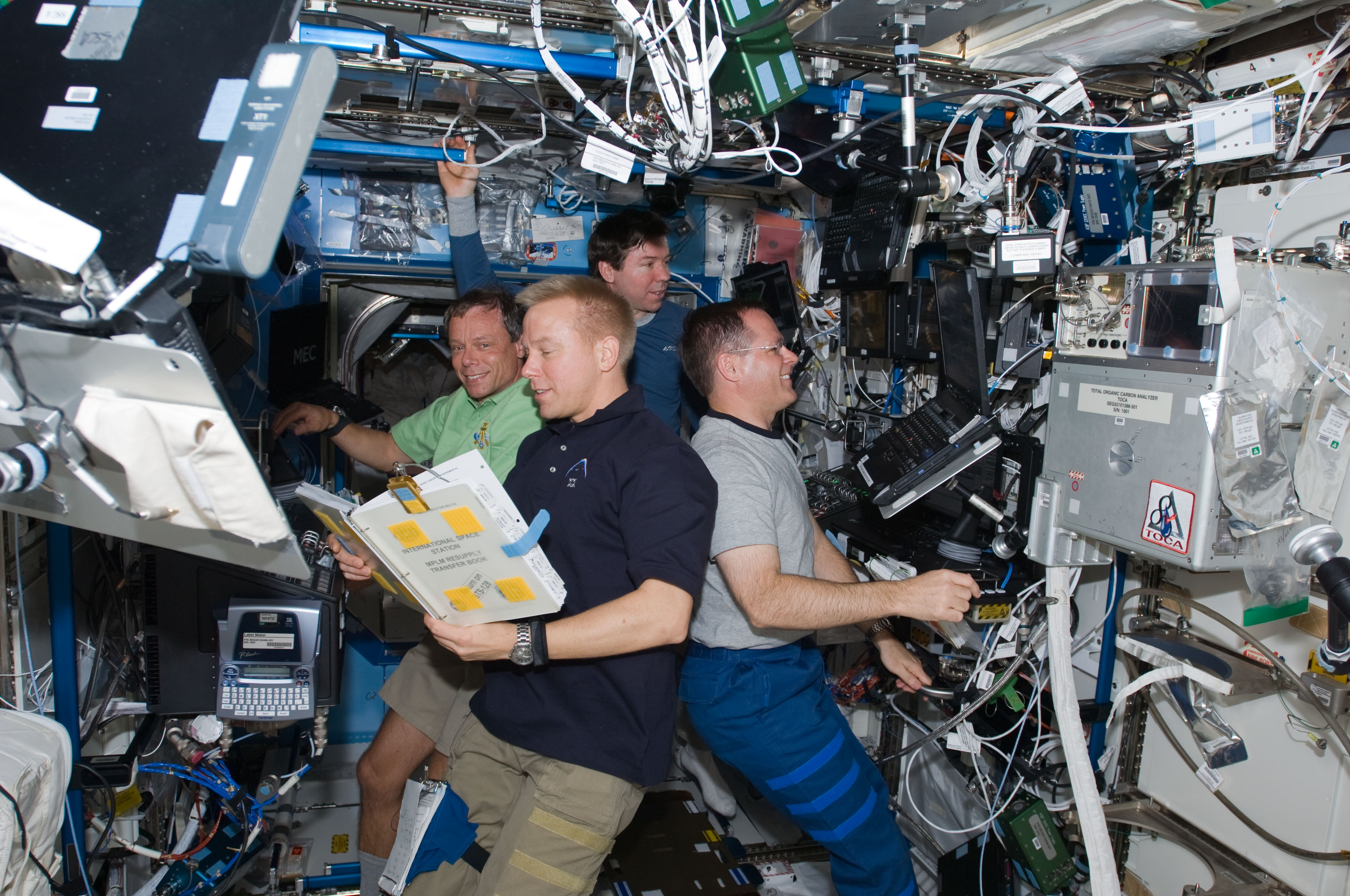
Fotografia al laboratori Destiny

### Les tripulacions: composició i relleu
La tripulació està composta d'un comandant, que fa el paper de coordinador, i d'enginyers de bord. A cada canvi principal de la seva composició, a la tripulació se li assigna un nou número d'expedició. Des que la tripulació permanent va passar a 6 persones el maig de 2009, cada astronauta es queda de mitjana 6 mesos i la tripulació es renova per meitats cada 3 mesos que comporten un canvi de número d'expedició. L'expedició 1, que era la primera a ocupar l'estació a partir del 2 de novembre de 2000, estava composta de dos cosmonautes russos dirigits per l'astronauta de la NASA William M. Shepherd.
Les expedicions 1 a 6 van constar de tripulacions de tres persones. De la 7 a la 12 es va reduir al mínim de 2 tripulants, a causa de la destrucció del transbordador Columbia. A partir de l'expedició 13 es va anar augmentant la tripulació fins a arribar a 6 el 2010.

### L'ús del temps de la tripulació
L'hora legal a bord de l'estació és, de manera arbitrària, l'hora UTC (als Països Catalans és de UTC+1 a l'hivern). Quan l'estació rep la visita de la llançadora espacial, la tripulació de l'estació se sincronitza generalment a la referència horària de la llançadora (Missió Elapsed Time o MET), que es fixa en funció de l'hora de llançament d'aquesta.
Una jornada típica a bord de l'estació comença a les 6 hores. Es fa una inspecció de l'estació i després la tripulació pren el seu esmorzar. Llavors té lloc una conferència amb el centre de control per organitzar la jornada abans de començar el treball a les 8h10'. Una sessió d'exercici físic està planificada en el transcurs del matí de treball. Aquesta última s'acaba a les 13h05'. Després d'una pausa per dinar d'1 hora, el treball es reprèn amb un nou exercici físic intercalat en el treball de la tarda. La jornada de treball s'acaba a 19h30'. Segueix el sopar i una reunió de la tripulació. Finalment el període de descans comença a les 21h30'. En general, la tripulació treballa 10 hores els dies entre setmana i 5 hores el dissabte, la resta del temps es dedica a les activitats de lleure.

### Fases de descans

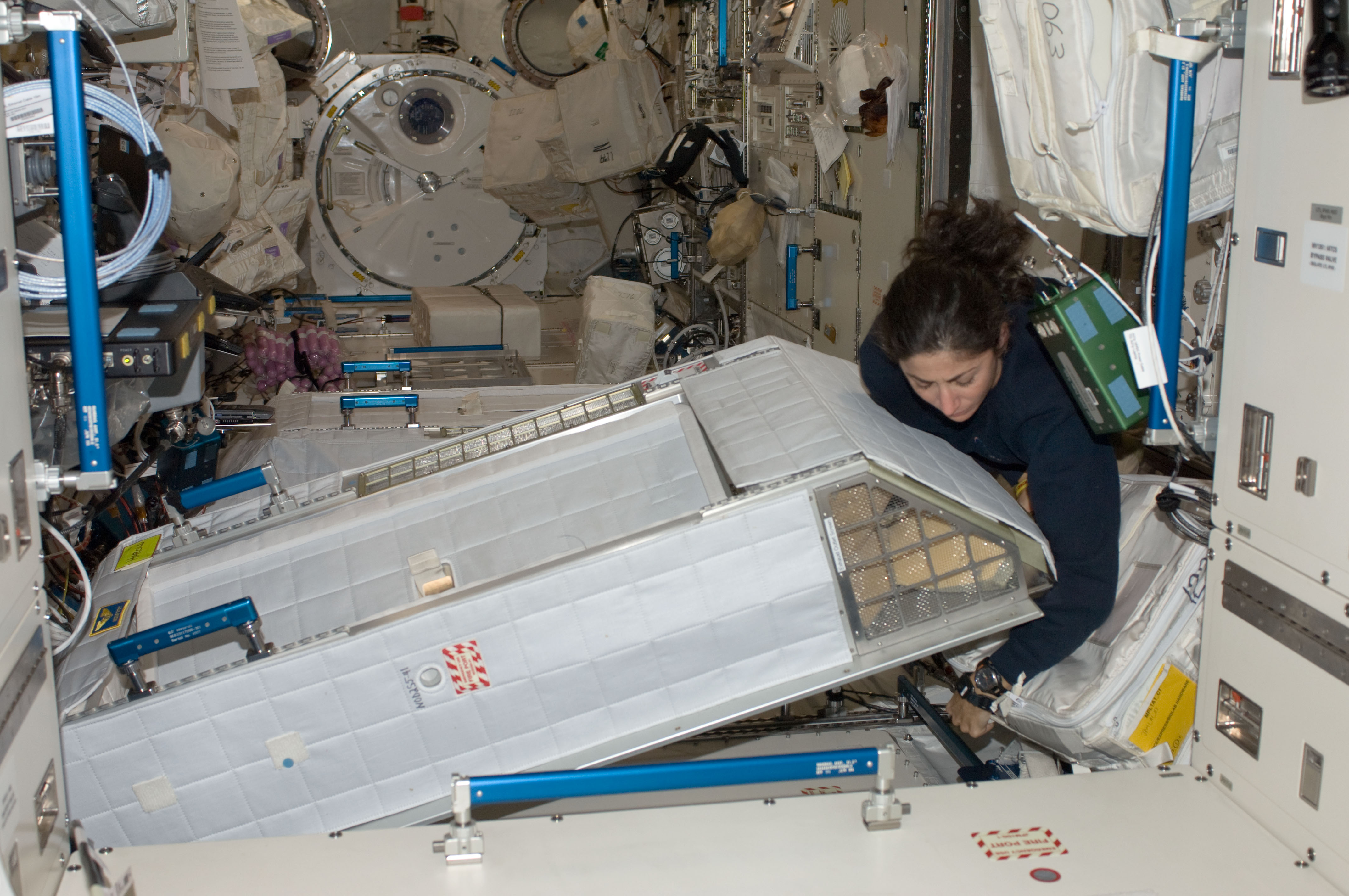
N Stott instal·la el seu compartiment de descans al laboratori Kibo

L'estació conté compartiments dedicats al descans: dos a la part russa, dos al mòdul Harmony, un al mòdul Kibo. Els compartiments americans són movibles i s'instal·len en un emplaçament de rack mentre que els russos disposen de minicabines amb envans. En els dos casos l'ocupant hi dorm en un sac de dormir enganxat a la paret; hi pot escoltar música, fer servir un ordinador i emmagatzemar-hi alguns efectes personals. Els visitants, que no tenen emplaçament dedicat per dormir, enganxen el seu sac de dormir sobre un envà lliure (es pot dormir flotant a la cabina però generalment els astronautes eviten de fer-ho, ja que poden xocar i malmetre algun equip fràgil durant el son). Cada 24 hores se succeeixen 16 períodes de foscor i de dia, també durant el període definit com la nit, cortines obturen els ulls de bou. D'altra banda és necessari que als compartiments dedicats al descans l'aire estigui ben ventilat, ja que en ingravidesa l'aire calent no puja i l'astronauta es pot despertar a causa d'una sensació d'asfíxia, ja que el cap està envoltat d'una bombolla de diòxid de carboni exhalada durant el seu son.

### Higiene
Des que el projecte de mòdul d'habitatge americà va ser abandonat, no està previst que l'estació espacial disposi de dutxa. Els membres de la tripulació es renten fent servir una aixeta, esponges humides amb sabó que es presenta en un contenidor similar al dels tubs de dentífric. La tripulació disposa de xampú que no requereix esbandida i de pasta dentífrica que es pot empassar. Hi ha dos banys a l'estació situats respectivament en els mòduls Zvezdà i Destiny. Els banys fan servir un sistema de succió generat per un ventilador semblant al que hi ha a la llançadora espacial americana. Els astronautes s'han de fixar a la tassa del vàter que està equipada amb un sistema que assegura l'estanquitat durant l'operació. La succió generada pel ventilador permet evacuar els residus que es condicionen en bosses emmagatzemades en un contenidor d'alumini. Quan un contenidor és ple, es transfereix a la nau de càrrega Progress que l'evacua. Les orines es recullen amb l'ajuda d'un tub a l'extrem del qual es connecta un caputxó personalitzat adaptat a la fisiologia de l'usuari la qual cosa permet tant als homes com a les dones fer servir el mateix sistema.

### Els àpats

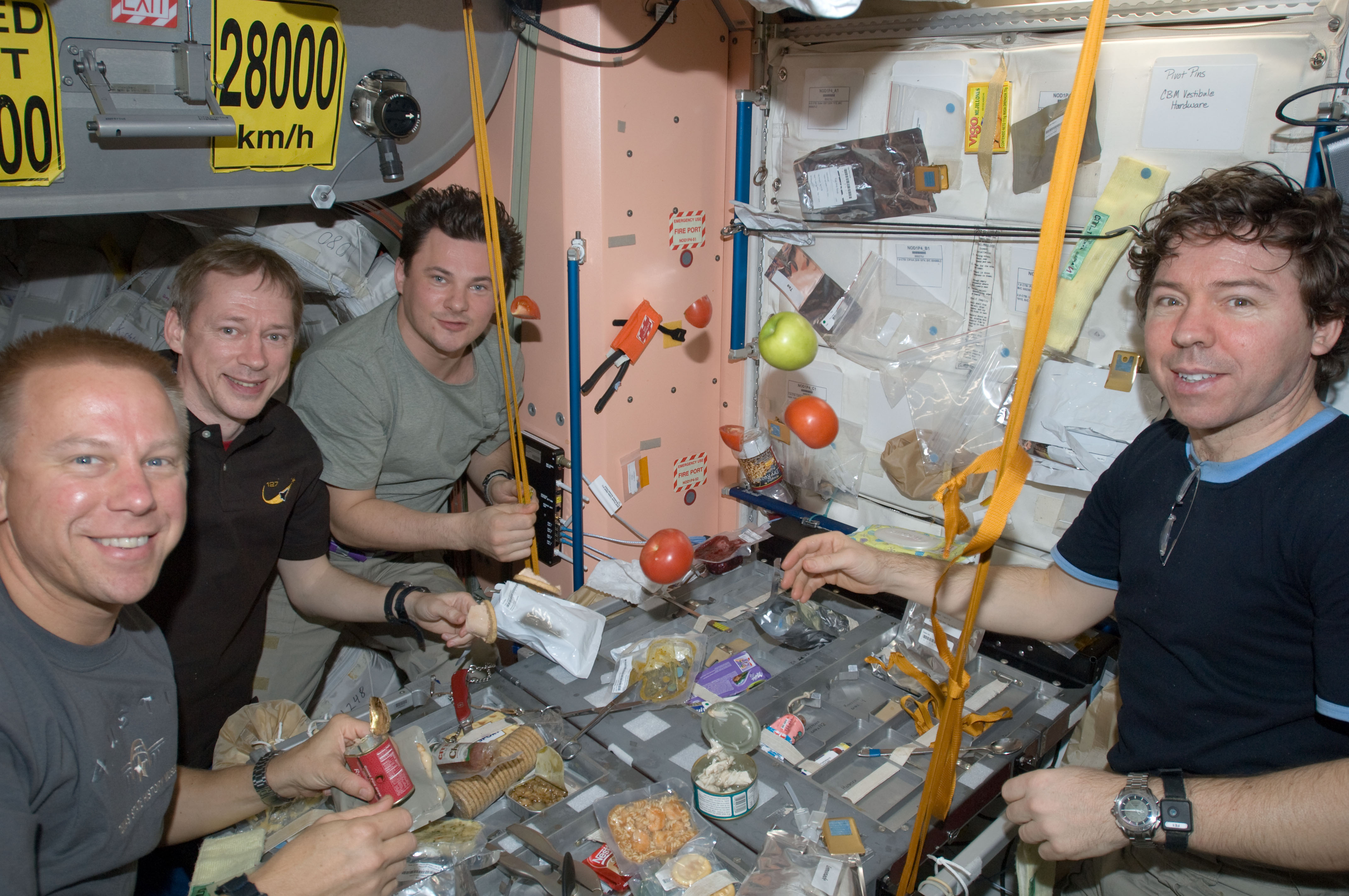
Àpat en el mòdul Unity a l'expedició 20.

Transcorren d'un a dos mesos entre dos avituallaments i no hi ha a bord de refrigeradors destinats a la conservació dels aliments. Per tant, els aliments estan constituïts essencialment de plats liofilitzats i conserves als quals s'afegeixen alguns llegums i fruites fresques els dies que segueixen l'arribada d'una nau avituallament. Les begudes són proveïdes en forma de pols deshidratada. Els líquids i les sopes són condicionats en saquets hermètics i consumits per mitjà d'una palla mentre que els aliments sòlids es consumeixen fent servir, com a terra, una forquilla i un ganivet.
Els menús, que es repeteixen en un cicle de 15 dies, són escollits per cada astronauta diversos mesos abans de la seva sortida cap a l'estació amb l'ajuda de dietistes que vigilen per l'equilibri dels àpats. Es fan ajustos per tenir en compte les condicions que regnen a l'estació: disminució de la proporció de ferro que és menys assimilat, ja que el volum de glòbuls vermells disminueix, reducció de la quantitat de sodi i augment de la dosi de vitamina D per afavorir el creixement ossi. Els aliments picants tenen generalment la preferència dels astronautes, ja que, en absència de gravetat, les olors ja no pugen fins a les mucoses del nas i el sentit del gust desapareix en gran part.
A l'avituallament el subministren a parts iguals els russos i els americans amb algunes aportacions dels altres socis i és transportat per les naus avitualladores disponibles. Els saquets d'aliments destinats a cada astronauta s'identifiquen amb una etiqueta d'un color donat. La tripulació disposa a dos dels mòduls (Destiny i Zvezdà) de forns que permeten reescalfar els plats i d'un distribuïdor d'aigua que permet triar entre aigua calenta o freda. La majoria dels àpats reuneixen el conjunt de la tripulació al voltant d'una de les dues taules instal·lades en els mòduls Zvezdà i Unity. La menor engruna que s'escapi a la cabina ha de ser recollida per evitar que s'acumuli i obturi els filtres d'aire o d'altres equips delicats.

### Salut

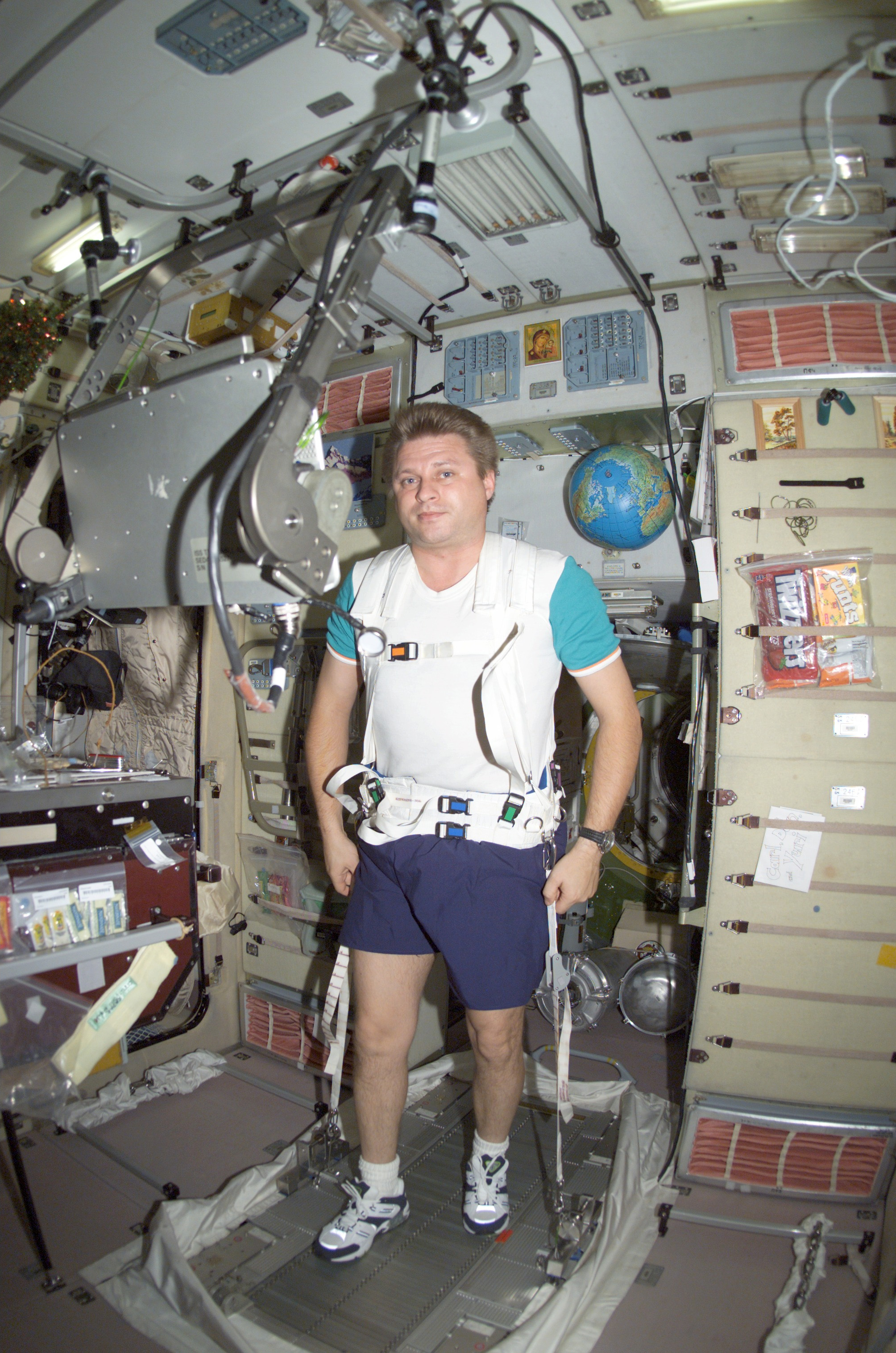
Iouri Onufrienko s'exercita a la cinta transportadora instal·lada al mòdul Zvezdà.

El mal de l'espai que és assimilable al mal dels transports al nivell de les seves causes (pèrdua d'orientació) com símptomes (nàusea), afecta certs astronautes però generalment desapareix al cap d'alguns dies. L'estada perllongada de 6 a 7 mesos en ingravidesa té conseqüències fisiològiques força importants. Les més greus són l'atròfia muscular i la descalcificació de l'esquelet deguda a l'absència d'estimulació pel pes corpori dels mecanismes de renovació de la massa òssia. Es comprova igualment una redistribució dels fluids corporis el que comporta entre altres una congestió facial (la sang puja capdamunt), un alentiment del ritme cardíac, una disminució de la producció de glòbuls vermells, una debilitació del sistema immunitari, una pèrdua de pes, una pertorbació del son i de les flatulències. Aquesta segona categoria d'efectes desapareix tanmateix ràpidament una vegada l'astronauta tornada a Terra.
Per reduir les conseqüències nefastes de la ingravidesa, l'estació està equipada amb dues cintes transportadores (TVIS i T2/COLBERT), dos cicloergòmetres (CEVIS i VELO) i una màquina de musculació (aRED) amb els quals cada astronauta ha de practicar exercicis durant un mínim de dues hores cada dia. Els astronautes fan servir tensors per mantenir-se en el lloc. Aquests exercicis intensius no permeten combatre totalment la pèrdua de densitat òssia i l'atròfia muscular avaluades respectivament a un 7% i a un 10% per a les parts més afectades, segons un estudi recent sobre una mostra de quinze astronautes que s'hi havien estat aproximadament 6 mesos a l'estació.
La tripulació està exposada a un nivell de radiació més elevat que el que hi ha en la superfície terrestre, ja que l'atmosfera terrestre no bloqueja els raigs còsmics. Els astronautes reben de mitjana cadascun 1 mil·lisievert de radiació per dia, que és la quantitat que rep una persona sobre la Terra en el transcurs d'un any a conseqüència de la radiació natural. En resulta una probabilitat més forta que l'astronauta desenvolupi un càncer en el futur (l'índex de mortalitat per càncer és de 2,48 vegades més alt pels astronautes però la mostra és massa feble per saber si aquesta xifra és representativa). Un nivell de radiació elevat crea danys als cromosomes dels limfòcits. Ara bé aquestes cèl·lules tenen un paper central en el sistema immunitari i, per tant, tot dany ocasionat a aquestes cèl·lules redueix la immunitat dels astronautes. Al cap d'un cert temps, la feblesa de les defenses immunitàries pot conduir a la propagació d'infeccions al si de la tripulació, la difusió de les quals és afavorida d'altra banda pel mitjà confinat en el qual viuen. Les radiacions afavoreixen també l'aparició de cataractes. Escuts antiradiació i medicaments podrien reduir aquests riscs a un nivell acceptable, però les dades disponibles són poc nombroses. Avui tota estada de llarga duració a l'estació comporta un risc creixent. Malgrat proteccions antiradiació reforçades respecte a les estacions precedents com la Mir el nivell de radiació dins de l'estació espacial no s'ha pogut reduir de manera significativa i es pensa que calen nous avenços tecnològics abans que l'home pugui efectuar vols de llarga durada al sistema solar.

## Operacions

### Avituallament i posada en òrbita dels components de l'estació espacial

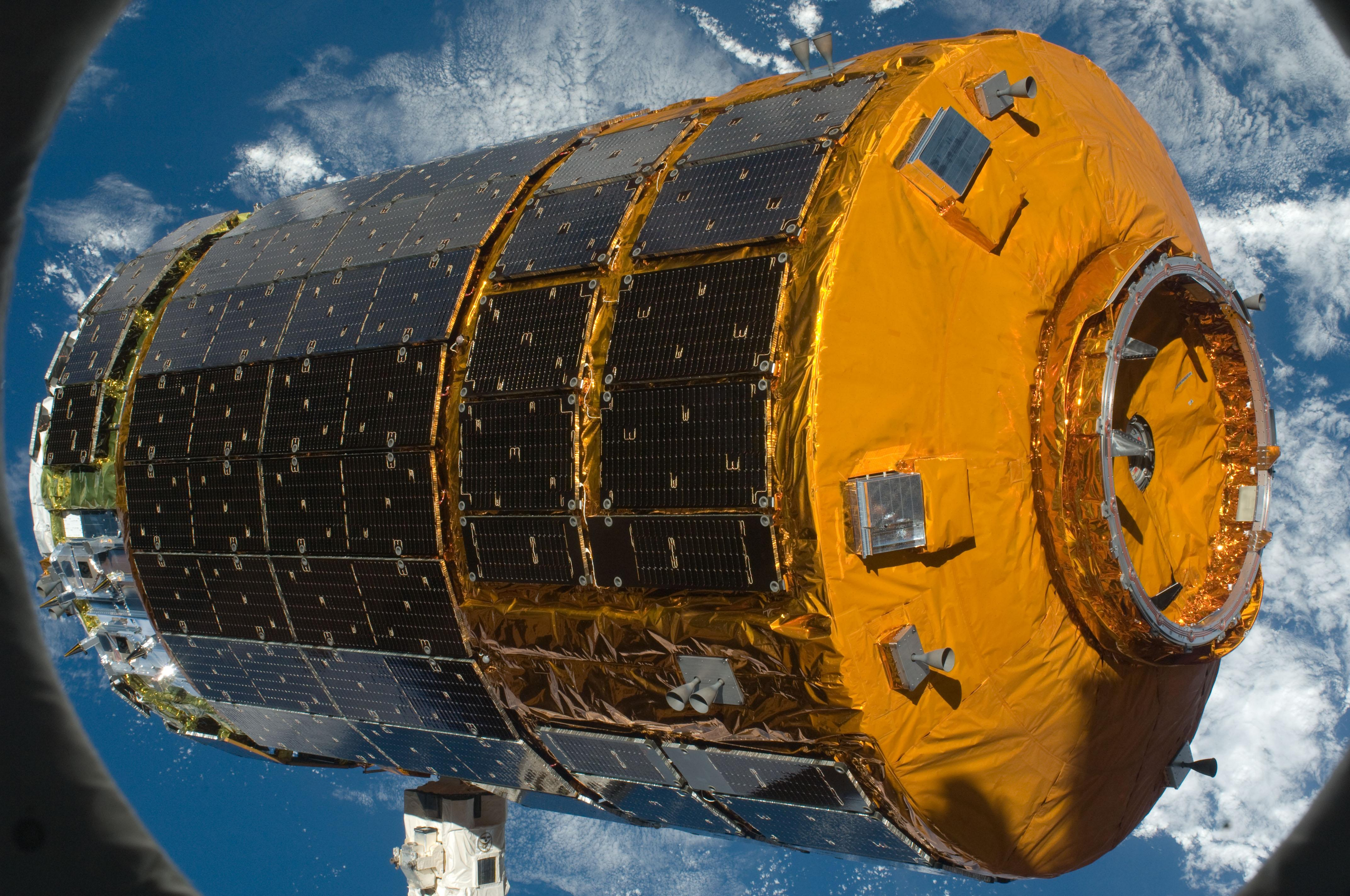
La nau vaixell mercant japonesa HTV ve de ser «capturada» pel braç robotitzat Canadarm2 manipulat des de l'interior de l'estació espacial

La construcció de l'estació mobilitza des de 1998 i fins a 2011 nombroses naus encarregades de col·locar en òrbita les 400 tones de l'estació. L'estació s'ha d'avituallar també regularment de consumibles (aigua, aliments, gas, carburant), recanvis (per exemple les bateries la duració de vida teòrica de les quals és de 6,5 anys) i peces de recanvi per a les reparacions: aquest moviment representa un tonatge anual d'aproximadament 16 tones per a una tripulació permanent de 6 persones segons els càlculs de la NASA. D'altra banda certs equips, representes un tràfec més reduït, s'han de portar a Terra perquè l'estació espacial pugui funcionar: resultats dels experiments científics, escafandres a revisar, etcètera. Finalment, les naus serveixen també per evacuar les deixalles produïdes per l'estació.

#### Naus utilitzades
La Llançadora Espacial va ser una de les principals naus de transport de mòduls, subministraments i tripulacions fins a la seva retirada el 2011. Els principals socis participen també en aquestes operacions amb les seves pròpies naus. Aquests presenten capacitats molt variables en massa, volum i tipus de carregament. Els principals paràmetres són: 
- La càrrega útil total en tones.
- El volum i el tonatge pressuritzat amb destinació a l'interior de l'estació espacial.
- El volum i el tonatge no pressuritzat per a les obres destinades al muntatge fora de l'estació. La transferència d'objectes de l'interior de l'estació cap a fora per mitjà de les cambres de descompressió, a causa de la limitació d'aquestes dimensions, es restringeix a obres molt petites. Per tant, cal que les peces de recanvi que s'han d'instal·lar fora de l'estació arribin en un compartiment accessible des de l'exterior
- La mida de l'escotilla del compartiment pressuritzat que condiciona el transport de peces grans: circular de tipus rus o APAS d'una superfície de 0,5 m² que fan servir els vaixells de càrrega ATV i Progress o de format quadrat (CBM) propi dels ports de l'estació d'1,61 m² (part no russa) que tenen la nau de càrrega japonesa i la llançadora espacial. Només el port CBM permet fer passar els equips interns de la part no russa de l'estació.
- La capacitat de transport de líquids (aigua), carburant (per als motors-coet) i de gas (oxigen, nitrogen, aire, etc.).
- La capacitat de remolc que es fa servir per realçar l'òrbita de l'estació i que depèn de la potència dels motors i de la quantitat de carburant destinada a la propulsió.

Principals característiques de les naus avituallant de l'estació espacial
| Nau                    | Càrrega total | Càrrega pressuritzada (m³)   | Líquids i gas                                                                | Càrrega no pressuritzada | Tornada a Terra | Tipus escotilla | Llançaments previstos             | Cost    | Estat     |
| ---------------------- | ------------- | ---------------------------- | ---------------------------------------------------------------------------- | ------------------------ | --------------- | --------------- | --------------------------------- | ------- | --------- |
| Transbordador espacial | 16,4 tones    | 9,4 t. 31 m³ 16 x racks ISPR | -                                                                            | 16 tones 300 m³          | sí              | APAS & Cbm      | 4 a 6 vols anuals retirat el 2010 | 312 M € | Retirat   |
| Progress               | 2,2 t.-3,2 t. | 1,1 t. 6,6 m³                | 300 l aigua 47 kg d'aire o oxigen 870 kg carburant i 250 kg per al remolc    | no                       | no              | Rus             | 4 anuals                          | 28 M €  | En servei |
| HTV                    | 5,5 tones     | 4,5 t. 14 m³ 8 x racks ISPR  | 300 l aigua                                                                  | 1,5 tones 16 m 3         | no              | CBM             | 7 llançaments (1 cada any)        | 182 M € | Retirat   |
| ATV                    | 7,7 tones     | 5,5 t. 46,5 m³               | 840 l aigua 100 kg d'aire o oxigen 860 kg carburant i 4.700 kg per al remolc | no                       | no              | Rus             | 6 llançaments (1 cada 18 mesos)   | 330 M € | Retirat   |
| Cygnus                 | 2 tones       | 2 t. 18,7 m³                 | -                                                                            | 2t. (18,1 m³)            | no              | CBM             | 1a fase d'11 iniciats el 2013     | 190 M $ | En servei |
| SpaceX Dragon          | 2,5 tones     | 2,5t. (14 m³)                | -                                                                            |                          | previst         | Cbm             | 1a fase de 20 iniciats el 2012    | 133 M$  | En servei |

#### Les operacions d'avituallament
Des del començament de la construcció de 1998 fins al 2009 l'estació espacial ha estat avituallada per 35 naus de càrrega Progress, 1 ATV europeu (2008) i 1 HTV japonès (2009). El relleu de les tripulacions per 20 naus Soiuz i 31 vols de la llançadora espacial americana que ha col·locat en òrbita components de l'estació o portat avituallament o peces de recanvi. Dos coets llançadors Proton han llançat els mòduls russos. Finalment dos Soiuz estan immobilitzats permanentment per permetre a la tripulació evacuar l'estació en cas d'urgència. 2010 és un any una mica particular, ja que és a la vegada el primer any complet amb una tripulació de 6 permanents i l'últim any en què les operacions de muntatge assoleixen el seu ple: està previst llançar 5 llançadores (aquesta serà retirada del servei al final d'aquestes missions), 4 Soiuz, 1 ATV, 1 HTV i 3 o 4 Progress.

### Les operacions de manteniment en òrbita
Manteniment de l'altitud

Els canvis de l'altitud mitjana de l'estació entre els anys 1998 i 2018

L'estació espacial està col·locada en una òrbita baixa lleugerament el·líptica. amb una inclinació de 51,6° que recorre en aproximadament una hora i mitja. L'altitud, està compresa entre 370 km i 460 km, és un compromís entre dues restriccions :
- A una altitud més baixa l'atmosfera és més densa i frena de manera important l'estació; s'ha de gastar una quantitat de carburant suplementari per remuntar l'òrbita de l'estació per tal d'evitar que entri a les capes més denses de l'atmosfera que la destruirien.
- Una altitud més important implica que les naus encarregades de l'avituallament i del relleu dels equips gasten carburant suplementari per arribar a l'estació i després efectuar el seu retorn en l'atmosfera.

L'altitud de l'estació s'ha d'augmentar regularment per compensar la degradació de l'òrbita que és de 50 a 100 metres per dia i que és deguda a la resistència aerodinàmica generada per l'atmosfera tènue que subsisteix a nivell de l'òrbita i que depèn en part de l'orientació dels plafons solars. L'augment de l'altitud es pot realitzar amb l'ajuda dels motors del mòdul rus Zvezdà però són les diferents naus que atraquen a l'estació, que efectuen l'essència d'aquest treball: la nau Soiuz i la llançadora espacial tenen una capacitat limitada en aquest àmbit contràriament als vaixells mercants Progress, HTV i sobretot ATV que disposen de reserves de carburant importants dedicades en aquesta tasca (4,7 tones de carburant per a l'ATV). Fins ara les correccions d'òrbita han estat essencialment efectuades pel vaixell mercant Progress. Aquestes maniobres consumeixen aproximadament 7 tones de carburant anualment. Els tres vaixells de càrrega contenen reserves i canalitzacions que permeten igualment reomplir les reserves de carburant de l'estació.
El 2014 es va augmentar l'altitud mitjana de l'òrbita de la ISS des del 350 km fins als 400 km. Això ha permès reduir el consum mitjà de combustible per mantenir l'òrbita a unes 3,6 tones anuals.
Manteniment de l'orientació

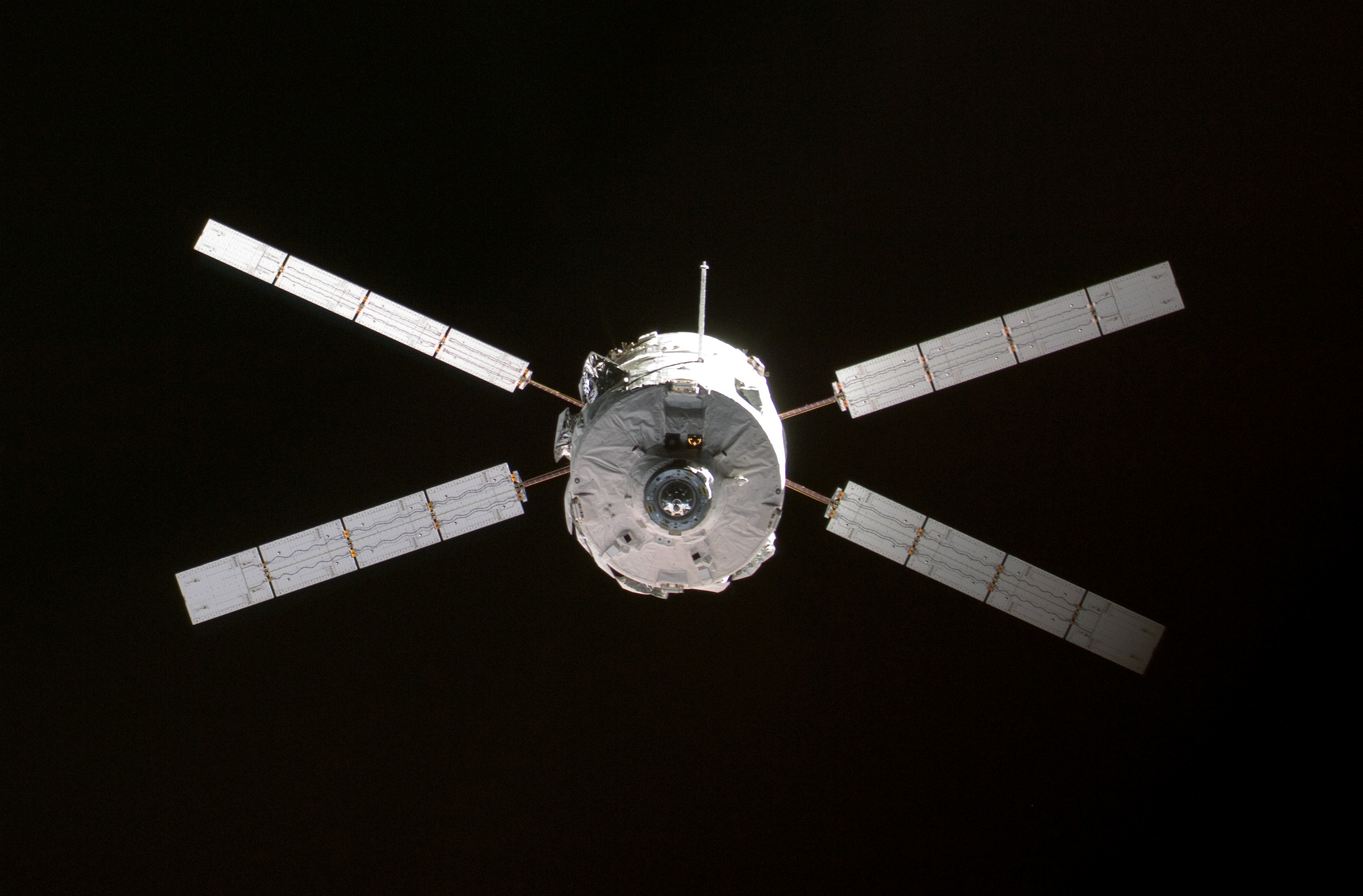
L'ATV disposa d'una important capacitat per aixecar l'altitud de l'estació

L'orientació de l'estació espacial s'ha triat en funció de diferents criteris vinculats a la producció d'energia, les necessitats de maniobres de les naus i els riscs de col·lisió amb restes. S'ha de corregir regularment, ja que és modificada sobretot pel fre atmosfèric, les irregularitats del camp de gravetat terrestre, els desplaçaments dins de l'estació i l'empenta de les naus que s'amarren. Les correccions, quan són febles, són generalment responsabilitat de quatre giroscopis (volants de reacció) amb dos graus de llibertat que subministressin junts 4760 Nms. i que estan instal·lats en el segment S0 de la biga no lluny del centre de gravetat de l'estació. Quan la força exercitada pels giroscopis no és suficient, per exemple quan aquests estan saturats o quan l'orientació dels plafons solars crea una parell important, les correccions es realitzen amb l'ajuda dels motors del mòdul de servei Zarya.
El pla de l'òrbita de l'estació té una incidència sobre el control tèrmic de l'estació i la producció d'energia. El pla de l'òrbita està definit per l'angle que fa aquest amb la recta que va del Sol a la Terra, es diu angle beta (ß). Si aquest angle és de 90° l'estació, està constantment exposada al Sol i els seus plafons solars poden funcionar permanentment. Disminuint l'angle beta, l'estació es queda durant una fracció cada vegada més llarga de la seva òrbita en l'ombra de la Terra. La contrapartida d'un període d'assolellada llarg és un escalfament més important dels mòduls pressuritzats. Fins que tots els plafons solars estiguin instal·lats s'ha mantingut un angle beta important per permetre la producció de prou electricitat. Quan l'angle és superior a 60° la llançadora espacial no es pot apropar, ja que el seu control tèrmic no té la capacitat de fer front al flux tèrmic generat.
L'orientació de l'estació també es pot modificar per maximitzar l'energia elèctrica produïda. L'estació està concebuda per avançar segons l'eix definit per l'alineació dels principals mòduls pressuritzats (eix X), els laboratoris que constitueixen el «davant» i els modules russos el darrere. La biga (eix Y) que és perpendicular a aquest eix es manté paral·lel al sòl. Però quan l'angle beta és gran amb aquesta orientació la incidència dels fotons sobre els plafons solars no és òptima (els raigs solars no cauen verticalment als plafons). També, fins fa poc, l'orientació estava generalment bolcada en 90° apuntant perpendicularment pel que fa a òrbita en una configuració dita XPOP (X-axis Perpendicular to the Orbital Plane). Aquesta orientació es pot mantenir pràcticament sense correcció dels motors d'orientació. En la configuració YVV l'eix Y es confon amb l'eix de progressió que permet produir encara més energia però requereix molt de carburant per mantenir l'orientació. Aquesta configuració no es fa servir més que alguns dies a l'any.

### Muntatge i manteniment de l'estació

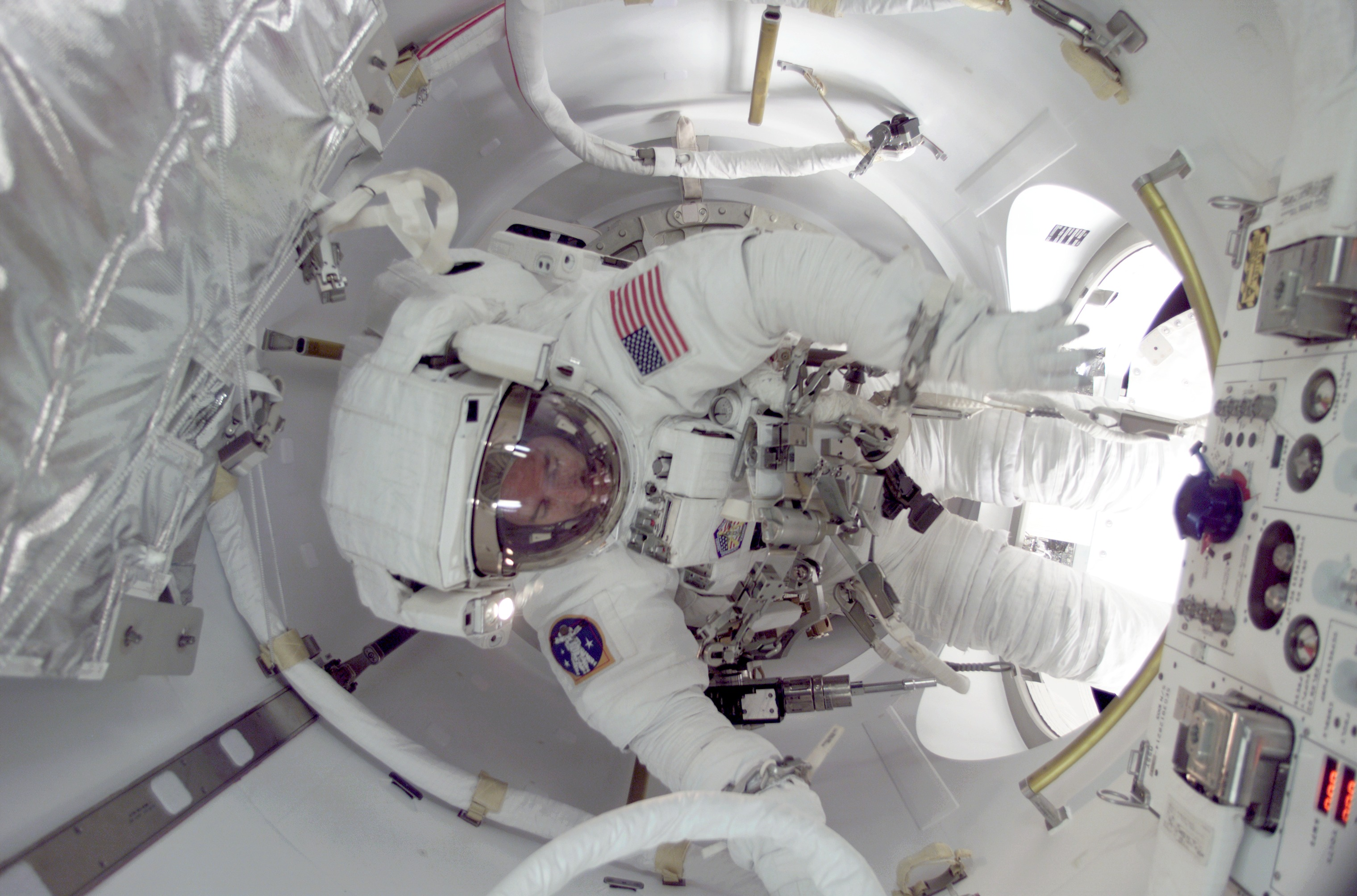
James F. Reilly surt de la cambra de descompressió Quest per començar una sortida extravehicular

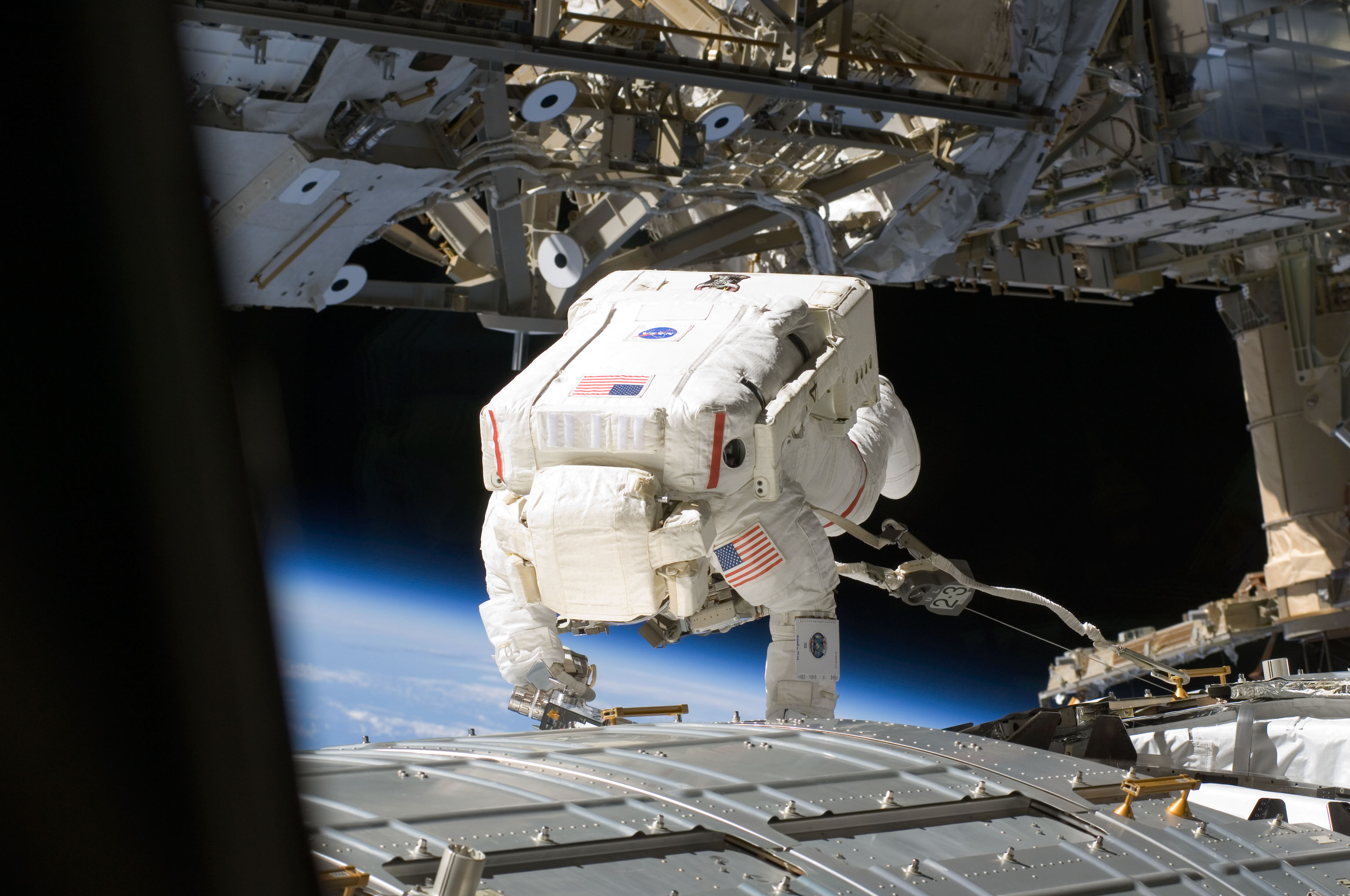
Sortida extravehicular per treballar sobre el mòdul japonès Kibo

Les operacions de muntatge
Les operacions de muntatge de l'estació són en gran part realitzades per les tripulacions de la llançadora espacial que col·loquen en òrbita els nous components. El desplaçament dels mòduls i dels gruixuts components situats fora de l'estació es realitza amb l'ajuda dels braços Canadarm i Canadarm2 però el muntatge s'ha acabat en el transcurs de cada missió del transbordador amb de 3 a 5 sortides extravehiculars durant les quals s'efectuen els treballs més delicats: intervencions sobre les connexions elèctriques i tèrmiques exteriors, fixació dels components, retirada o col·locació de revestiments de protecció, etcètera. Els astronautes de la llançadora preparen aquestes sortides a terra. Durant prop d'un any s'entrenen amb maquetes a escala 1 submergides en una piscina la qual cosa permet reproduir en part l'absència de gravetat. Les intervencions a l'exterior, que poden durar més de 7 hores, es redueixen al màxim: són en efecte perilloses, físicament esgotadores, ja que el vestit espacial que porta l'astronauta és rigiditzat per la pressió i imposen un llarg protocol de preparació física. De les 22 sortides extravehiculars efectuades el 2009, només 3 han estat realitzades per la tripulació permanent 2 de les quals per preparar l'amarrament d'un nou mòdul rus. Les sortides s'efectuen, segons els que intervenen i l'objectiu, fen servir la cambra de descompressió de la llançadora espacial, la del mòdul Quest o la cambra de descompressió russa. Per raons de seguretat les sortides s'efectuen sempre amb 2 persones el que correspon a la capacitat màxima de les cambres de descompressió.
Els mòduls de la part de la part no russa de l'estació es col·loquen en òrbita amb el mínim d'equips per limitar-ne el seu pes. La col·locació dels equips interns es realitza llavors a poc a poc a partir de la seva arribada. Aquest treball el realitza essencialment per la tripulació permanent.
Les operacions de manteniment
Les operacions de manteniment ocupen una part important del temps de la tripulació permanent de l'estació espacial. L'estació conté components que requereixen ser reemplaçats de manera periòdica - filtres, làmpades - o han de ser mantinguts. Regularment es produeixen fallades, un fenomen normal tenint en compte el nombre de components. Certs components que tenen un paper crític s'han revelat particularment fràgils com el sistema de suport de vida (ECLSS) o els giroscopis víctimes de dues fallades força abans de la fi de la seva vida teòrica una de les quals ha posat a la prova la resistència mecànica de la biga de l'estació.

### Paper del suport de terra
L'Estació Espacial Internacional no pot funcionar sense un suport des de Terra important: cal entrenar les tripulacions, planificar els avituallaments, dissenyar, provar i preparar els components a posar en òrbita, llançar les naus que asseguren l'avituallament i relleva les tripulacions, vigilar els paràmetres de funcionament de l'estació, ajudar la tripulació per a certes operacions complexes, mantenir la xarxa de comunicacions per les quals transiten dades telemètriques i científiques, redirigir aquestes últimes cap als usuaris finals i finalment coordinar tots els actors. Aquestes tasques concerneixen tots els socis i impliquen doncs un gran nombre d'organitzacions espacials en graus diversos.
El Centre Espacial Johnson de la NASA és responsable del programa sencer i és el centre de control per a les activitats en la part no russa de l'estació espacial. El disseny i el desenvolupament dels components de l'estació i l'entrenament de la tripulació també són de la seva responsabilitat. El Centre de Vol Espacial Marshall de la NASA és el centre de control en Terra primari per a les experiències científiques i dissenya la majoria dels components desenvolupats als Estats Units entre els quals el sistema de suport de vida americà ECLSS.
Per al segment rus aquestes missions són responsabilitat del centre de control de l'agència espacial Roscosmos (TSUP) situada a Koroliov (control de missió), la Ciutat de les estrelles (entrenament dels cosmonautes) i el constructor GKNPZ Krounitchev (disseny de l'estació).
Les naus encarregades del transport fins a l'estació són llançades i són seguides pels diferents centres nacionals: la llançadora espacial americana i la seva càrrega útil són preparades i són llançades des del Centre Espacial Kennedy. Les naus russes Progress i Soiuz, així com els mòduls russos surten des de Baïkonour. La nau de càrrega japonesa és llançada des de la base de llançament de Tanegashima mentre que els experiments científics japonesos se segueixen pel Centre espacial de Tsubuka. La nau de càrrega europea ATV es llança des del Kourou i el seu control s'efectua des del centre del CNES de Tolosa de Llenguadoc. Les activitats científiques del mòdul europeu Columbus les coordina l'agència espacial alemanya (DLR).

### Els riscs i la seva gestió

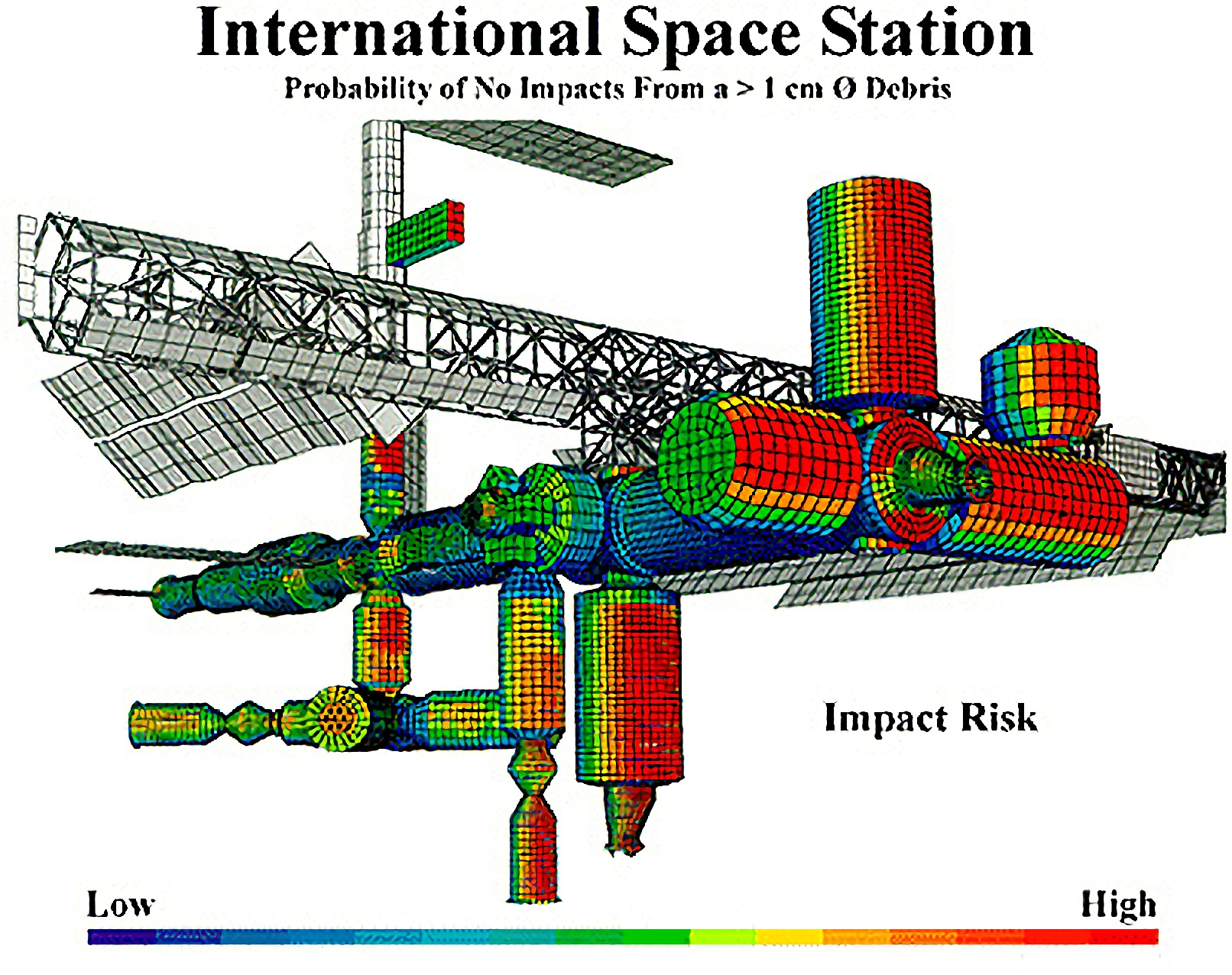
Parts més exposades a un risc de col·lisió amb restes espacials (en vermell)

La supervivència de l'estació i de la seva tripulació depèn del bon funcionament d'un gran nombre de sistemes complexos i del manteniment de la integritat de l'estructura pressuritzada. La tripulació està lluny de poder rebre cap mena d'ajuda i està submergida a un entorn hostil: buit espacial, restes espacials, temperatures extremes. La prevenció dels riscs és doncs un objectiu principal. Aquest s'ha integrat al disseny de l'estació, els procediments aplicats al diari i l'entrenament de la tripulació. Els principals riscs són:
- La perforació de la part pressuritzada de l'estació per restes espacials o micrometeorits. Aquest esdeveniment constitueix el risc més elevat.
- La col·lisió amb una nau d'avituallament que comporti una despressurització (incident ocorregut a l'estació Mir).
- Una avaria completa d'un sistema crític (suport vital, energia, regulació tèrmica, informàtica...)
- Un incendi, incident que s'ha produït a l'estació Mir.
- Una descompressió durant una sortida extravehicular (perforació del vestit espacial per un micrometeorit…)

#### L'amenaça de les restes espacials i dels micrometeorits
L'estació espacial està col·locada en una òrbita on circula també, a velocitats relatives que poden sobrepassar 20 km per segon, una gran varietat de restes espacials: etapes de coets, satèl·lits artificials fora de servei, restes d'artefactes destruïts, restes de motors a propulsió sòlida, bocins de pintura, líquid refrigerant del generador nuclear de satèl·lits RORSAT, petites agulles i altres objectes. Aquestes restes, així com els micrometeorits. constitueixen una amenaça per a l'estació, ja que poden perforar la closca dels mòduls pressuritzats o malmetre les altres parts vitals de l'estació. Els experts americans avaluen la probabilitat de penetració de la part pressuritzada per unes restes a un 29% en un període de 15 anys; la probabilitat d'abandó de l'estació és d'un 8% i la de la pèrdua de l'estació, amb eventualment pèrdua de la tripulació, d'un 5%. Aquestes xifres surten de la hipòtesi que les proteccions antirestes de les naus Progress i Soiuz es milloren: si no és el cas la probabilitat de perforació passa a un 46%. Aquestes xifres es consideren pessimistes pels russos que es remeten a l'experiència acumulada amb l'estació Mir.

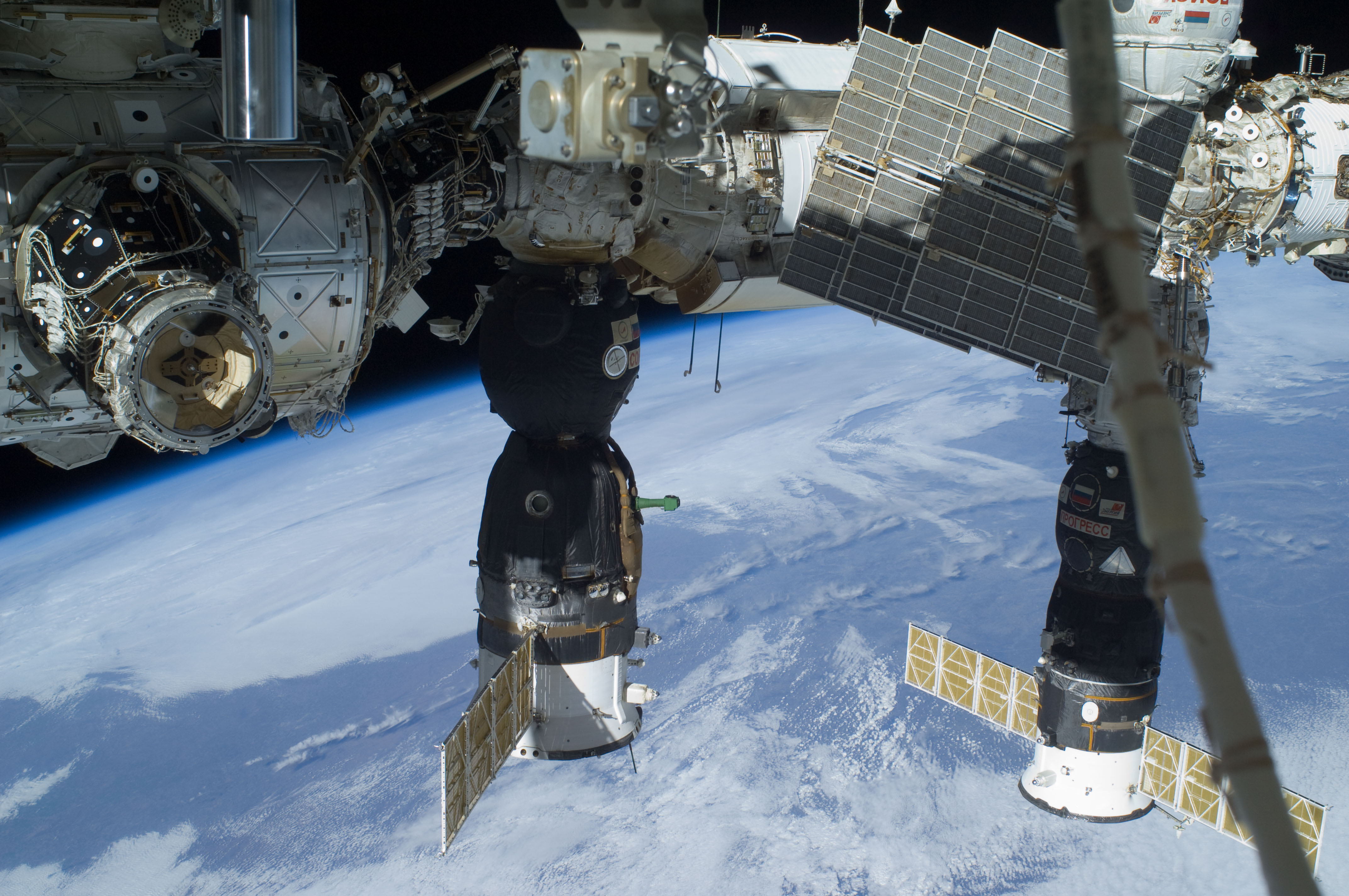
Dues naus Soiuz estan permanentment amarrades a l'estació per poder evacuar la tripulació.

La trajectòria de les restes de més de 10 cm es vigila des del terra i la tripulació és advertida quan una d'elles és susceptible de passar prop de l'estació. Això permet a la tripulació modificar l'òrbita de l'estació (Debris Avoidance Manoeuvre DAM) utilitzant els propulsors dels mòduls russos per apartar-se de la trajectòria de les restes. Si aquest és identificat massa tard per permetre la realització d'una maniobra, la tripulació té per consigna de tancar totes les escotilles dins de l'estació i anar a les naus Soiuz que permeten, en cas necessari, tornar a Terra. Aquesta evacuació parcial ja ha tingut lloc dues vegades el 6 d'abril de 2003 i el 13 de març de 2009. Les restes d'una mida inferior a 10 cm, massa nombrosos i massa petites, no poden ser vigilades des de terra. La tripulació s'entrena doncs regularment a fer front a una despressurització: l'estació està equipada amb detectors de pèrdua de pressió que permeten calcular en quin moment l'atmosfera es farà irrespirable. La tripulació pot reduir les pèrdues tallant el sistema de ventilació i intentar detectar i obturar la fuita. Si la bretxa a la closca té una superfície d'alguns cm², la tripulació disposa teòricament d'un termini de diverses hores abans que la situació es faci insostenible. Si la reparació resulta impossible, la tripulació s'ha de replegar cap als mòduls intactes tancant les escotilles internes o evacuar l'estació a bord de les naus Soiuz. Des del pas a 6 ocupants permanents el maig de 2009, dues naus Soiuz triplaça estan amarrades permanentment en els mòduls russos en previsió d'un esdeveniment d'aquest tipus.
Les restes constitueixen també una amenaça durant les sortides extravehiculars dels astronautes, ja que poden perforar els vestits espacials i produir una despressurització mortal (l'astronauta disposa d'aproximadament 15 segons per reaccionar abans de perdre la consciència). La probabilitat d'una perforació de la vestimenta espacial, és tanmateix, segons els experts americans, molt baixa tenint en compte la distribució de les restes i les proteccions incorporades en els vestits espacials: Un 6% després de 2.700 hores d'activitats extravehiculars d'un equip de dues persones. L'astronauta també pot perforar el seu vestit en fent-hi un esquinç (sobrevingut una vegada però sense conseqüències) o anar a la deriva. Per combatre aquest últim risc, els procediments en relació amb l'enganxada són molt estrictes i en últim recurs l'astronauta porta un dispositiu de propulsió, el SAFER, que subministra un delta-v acumulat de 3 m/segon.

#### Els altres riscs
Nombrosos sensors permeten als controladors de Terra assegurar una vigilància permanent, com també als sistemes de control automàtic de l'estació, de detectar canvis que poden afectar de manera greu el funcionament de l'estació: modificació de la composició de l'atmosfera (augment de la taxa de CO₂, presència de gasos tòxics), començament d'incendi, etc. S'adverteix a la tripulació i es prenen contramesures eventualment de forma automàtica. Normalment les funcions crítiques de l'estació han d'estar assegurades fins i tot en cas de doble fallada, restricció que es té en compte per la presència de redundàncies: hi ha així dos sistemes que permeten renovar l'oxigen als quals s'afegeix un sistema de socors basat en ampolles d'oxigen i cartutxos químics. Els sistemes més vulnerables són el circuit de regulació tèrmica i l'alimentació elèctrica a conseqüència de la presència de components crítics únics. L'estació pot continuar no obstant això funcionant en cas d'avaria d'aquests sistemes però en mode degradat. Per poder posar en marxa els sistemes en fallada la tripulació disposa a l'interior i fora de l'estació d'un cert nombre de peces de recanvi preposicionades (en particular per als components crítics), conjunts de reparació i caixes d'eines. Els vols de la llançadora espacial el 2010 en part es fan servir per constituir uns estocs importants de peces de recanvi, ja que el seu transport es farà més difícil després de la retirada de la llançadora al final d'aquest any.

## Explotació futura i fi de vida

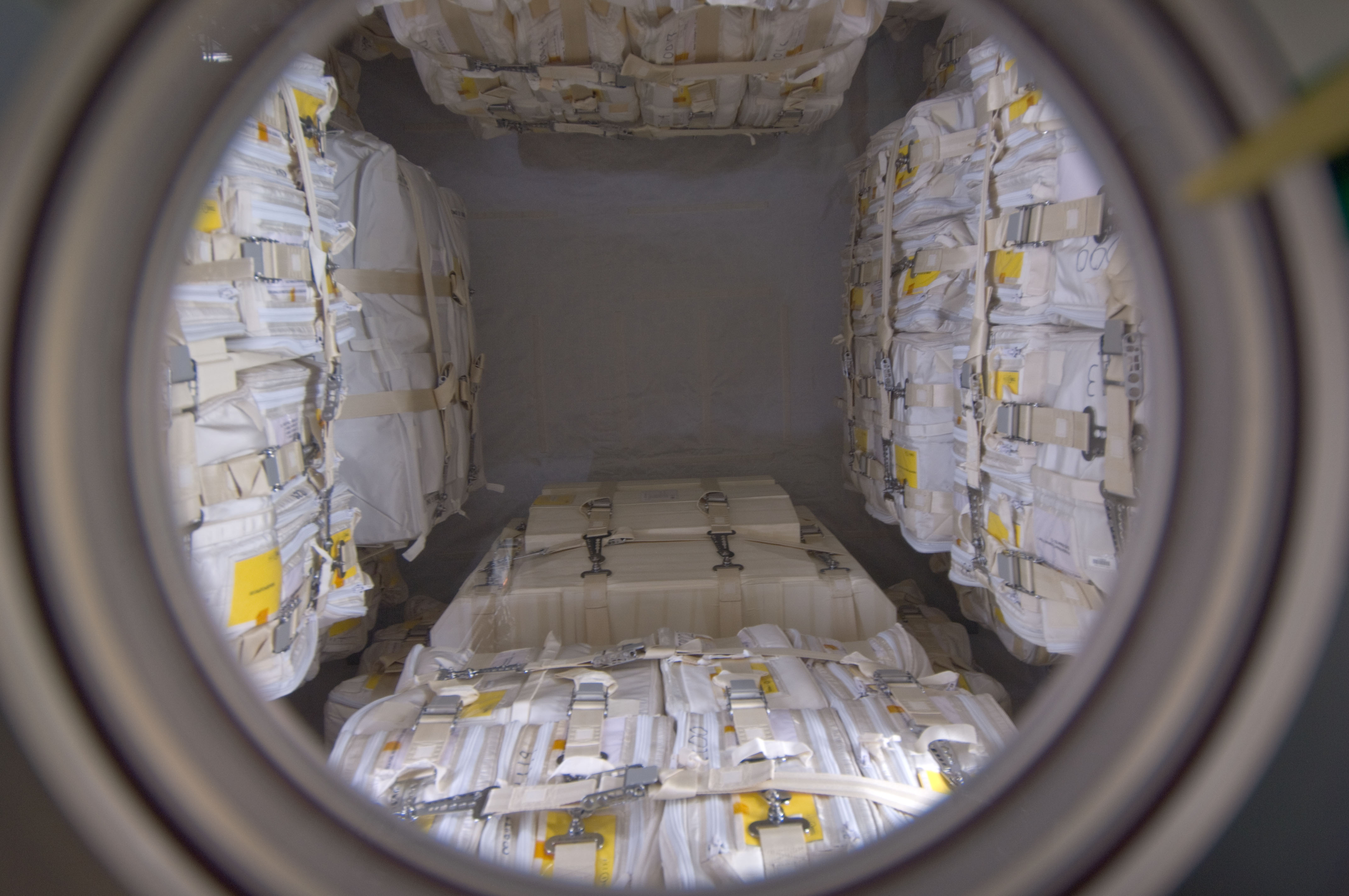
Interior de la nau d'avituallament HTV-3 acoblada a l'Estació Espacial Internacional el juliol de 2012.

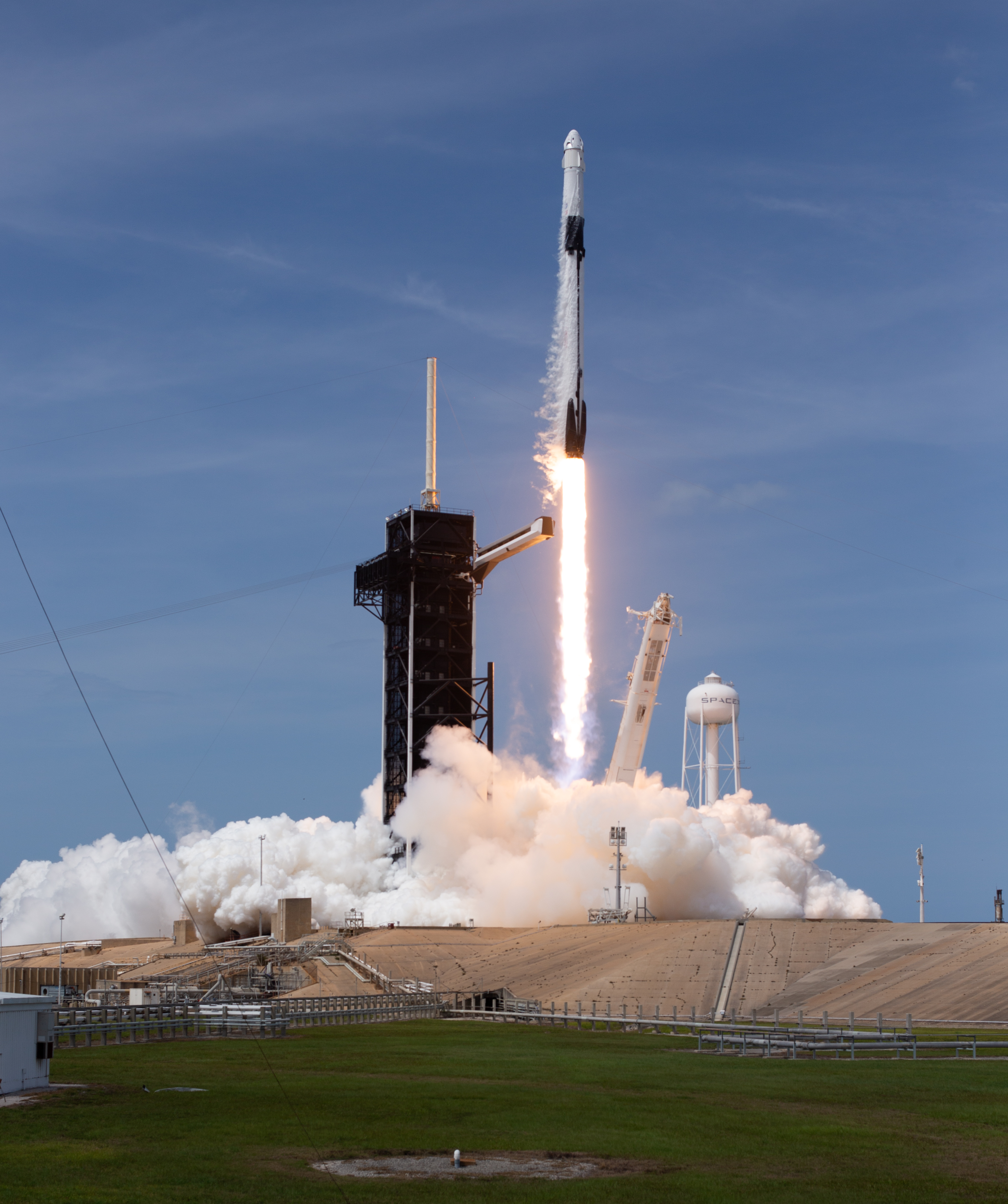
Llançament de la missió Crew Dragon Demo-2.

### Els problemes de logística
L'estació espacial va ser concebuda per funcionar amb l'assistència logística de la llançadora espacial: aquesta va transportar fins al 2011 la major part del material. La seva retirada de la llançadora va suposar un risc per al funcionament de l'estació, ja que l'estació i els seus tripulants necessiten unes 40 tones d'avituallament per a garantir el seu funcionament entre 2010 i 2015.
Per reemplaçar la capacitat de càrrega perduda la NASA ha desenvolupat un programa de transport comercial basat en naus espacials no tripulades. El concurs el van guanyar els companyies Spacex i Orbital Sciences Corporation. Aquestes dues societats han desenvolupat a la vegada un vehicle de llançament i una nau de càrrega amb un primer vol de demostració planificat inicialment pel 2009 (SpaceX) i 2011 (Orbital).
El transport d'astronautes ha estat limitat a les naus Soiuz russes des del 2011 fins al 2020. Això és des de la retirada del transbordador espacial fins al primer llançament de la nau SpaceX Dragon 2. Forma part del programa Commercial Crew Development de la NASA, aquest té per objectius garantir diverses opcions d'enviament d'astronautes a l'espai de forma més segura i econòmica que els vehicles anteriors.

### Fi del programa
Segons la programació definida el 2004 sota el president George W. Bush, l'estació havia de ser abandonada a començaments de 2016 per concentrar els recursos financers de la NASA al programa Constellation i la tornada de l'home a la Lluna. Tanmateix, aquesta posició va rebre objeccions de la NASA. La comissió Augustine, encarregada de l'estratègia de la NASA en vols tripulats, va recomanar allargar-ne la vida útil fins al 2020. El president americà Obama va ratificar aquesta posició, proposant l'1 de febrer de 2010 al Congrés de concedir un pressupost per a la prolongació.
El 2014, durant el segon mandat d'Obama, es va aprovar l'extensió del programa i ús de l'ISS almenys fins al 2024. A inicis del 2022 la NASA ha fet públic un pla per mantenir en ús l'estació fins al 2030 i desorbitar-la a inicis del 2031. La NASA no té previst construir una nova estació espacial que substitueixi, l'ISS, fomentarà i utilitzà serveis d'estacions espacials privades.

### Obsolescència dels mòduls

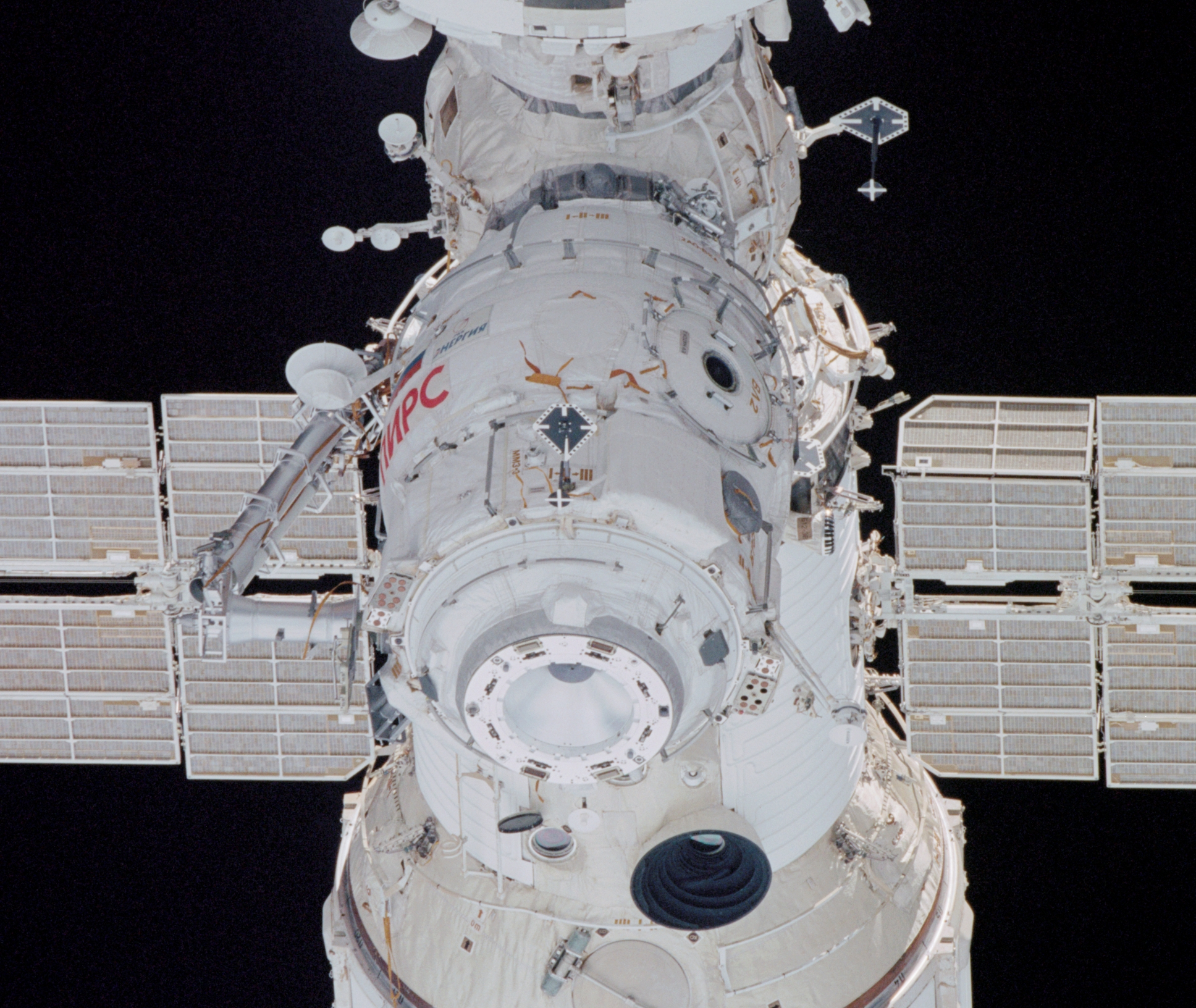
El mòdul rus Pirs va ser el primer en ser desorbitat, per a deixar lloc al mòdul-laboratori Naüka.

Els plans inicials preveien que l'estació tingués una duració de vida total de 30 anys. Per raons pressupostàries, els diferents elements han estat generalment concebuts per a una duració operacional de 15 anys. Per mantenir l'estació espacial en ús s'han anat actualitzant diversos sistemes, per exemple el 2019 es van substituir les bateries i es va millorar el sistema de comunicació.

### Desorbitació
La NASA ha proposat un pla de final de vida de l'ISS, que suposaria desorbitar-la i que les seves restes impactin a l'oceà Pacífic el gener de 2031. Encara que el mòdul Zvezdà disposi d'un sistema de propulsió capaç de mantenir la posició de l'estació espacial, els seus motors no són prou potents per posar en marxa el retorn atmosfèric. El pla preveu anar baixant la seva òrbita de forma gradual a partir del 2027 i emprar 3 naus Progress russes per assolir una baixada major de l'òrbita fins a reentrar a l'atmosfera a inicis del 2031. S'està negociant amb l'agència espacial russa aquest pla, ja que per ara només han confirmat la col·laboració fins al 2024 i tenen previst construir una nova estació espacial russa a partir del 2025.